# Grèce
République hellénique
Pour les articles ayant des titres homophones, voir Graisse et GRECE.
République hellénique
(el) Ελληνική Δημοκρατία 
(el) Ellinikí Dimokratía 
La Grèce, en forme longue la République hellénique (en grec : Ελλάδα / Elláda, /eˈlaða/, en forme longue Ελληνική Δημοκρατία / Ellinikí Dimokratía, [Démocratie hellénique] ; en grec ancien et en katharévousa Ἑλλάς / Hellás), est un pays d’Europe du Sud et des Balkans. On la désigne parfois par le terme Hellade,.
D'une superficie de 131 957 km2 pour un peu moins de onze millions d'habitants, le pays partage des frontières terrestres avec l’Albanie, la Macédoine du Nord, la Bulgarie et la Turquie et des frontières maritimes avec Chypre, l'Albanie, l'Italie, la Libye, l'Égypte et la Turquie (cette dernière est la source du contentieux gréco-turc en mer Égée). La mer Adriatique à  Corfou (côte septentrionale  uniquement), la mer Ionienne à l'ouest, la mer Méditerranée au sud (golfe de Laconie et Sud de l'arc égéen) et la mer Égée à l'est, encadrent le pays. Le cinquième de son territoire est constitué de plus de 9 000 îles et îlots, près de 200 étant habités. De plus, 80 % de son territoire est constitué de montagnes. La plus haute est le mont Olympe qui culmine à 2 917 m.
La Grèce est considérée comme le berceau de la civilisation occidentale, patrie des arts (théâtre, architecture), de la politique (Athènes est le berceau de la démocratie), de la philosophie (stoïcisme, épicurisme, aristotélisme) et des sciences (mathématiques, physique, médecine). La Grèce antique a légué à l'Europe un patrimoine culturel et linguistique colossal.
La Grèce est l'héritière d'une longue histoire riche et non moins mouvementée. La Grèce antique étend son influence sur tout le bassin méditerranéen, des cités-États à la Grèce romaine. Durant l'Antiquité tardive, l'Empire byzantin survit à la chute de Rome. Les croisades et les incessantes guerres conduisent à la chute de Constantinople en 1453 par Mehmed II. La Grèce passe sous influence et occupation ottomane pendant près de quatre siècles.
La conquête ottomane n'a pas pour autant éteint l'influence grecque dans le domaine du commerce et de la culture. Les Grecs participent activement au siècle des Lumières avec le mouvement des Lumières néohellènes. Au même moment, l'Europe occidentale redécouvre la culture grecque et un fort engouement pour « tout ce qui touche à la Grèce » se développe : le philhellénisme. Les idéaux de la Révolution française puis la période napoléonienne contribuent à nourrir l'esprit national. Le 1er janvier 1822 du calendrier julien, les élites Helléniques réunies en assemblée nationale à Épidaure proclament l'indépendance de la Grèce vis-à-vis de la Sublime Porte. Neuf ans plus tard, après une guerre d'indépendance, le royaume de Grèce est reconnu par le Protocole de Londres (1830).
Le royaume de Grèce s'est construit en un État moderne grâce aux politiques menées par Ioánnis Kapodístrias. Toutefois, la Grèce indépendante de 1830 est limitée au Péloponnèse et à l'Attique. Le pays cherche alors tout au long du XIXe siècle et au XXe siècle à unifier le monde grec : c'est la Grande Idée. Othon Ier et la reine Amélie en sont les premiers souverains. Ils œuvrent pour la création d'une université nationale en 1835 à Athènes, embellissent la capitale en construisant de nouveaux bâtiments de style néoclassique (Académie d'Athènes, Bibliothèque nationale, ancien palais royal). Les évènements de 1843 font du pays une monarchie constitutionnelle.
Dans la seconde moitié du XIXe siècle, la Grèce entre véritablement dans la révolution industrielle. En 1869, la première ligne de chemin de fer est construite entre le port du Pirée et le centre d'Athènes puis se développe à travers tout le Péloponnèse et la Thessalie. Sous l'impulsion de Pierre de Coubertin et dans la continuité des Olympiades de 1859 d'Evangelos Zappas, les premières compétitions olympiques sont organisées en 1896. À cette occasion, la capitale athénienne s'est dotée de nouvelles infrastructures : Zappéion, Stade panathénaïque.
La première moitié du XXe siècle est particulièrement mouvementée : coup de Goudi de 1909 pour mettre fin à l'instabilité politique chronique, guerres balkaniques au cours desquelles le pays s'agrandit considérablement, participation de la Grèce aux côtés des Alliés lors de la Première Guerre mondiale, Deuxième République entre 1924 et 1935, et dictature de Ioannis Metaxas. La Seconde Guerre mondiale ravage le pays, qui connaît, en outre, une fratricide guerre civile entre communistes et royalistes jusqu'en 1949. La reconstruction permet à la Grèce de rattraper son important retard économique : c'est le miracle économique grec, avec le développement du tourisme de masse. La trop forte bipolarité qui subsiste dans la vie politique hellénique dans un monde en pleine guerre froide entraîne le coup d'État du 21 avril 1967 fomenté par une partie de l'État-Major. C'est la dictature des Colonels, régime anticommuniste et soutenu par les États-Unis. En 1974, les évènements à Chypre et l'insurrection estudiantine de l'École polytechnique participent à faire tomber le régime militaire. La démocratie est restaurée. La Grèce devient formellement une République et adhère à la Communauté européenne en 1981. En 2004, le pays accueille, pour la troisième fois dans son histoire, les Jeux olympiques modernes.
Dix-septième économie européenne et forte d'un PIB de 218 milliards de dollars USD au début de l'année 2020, la Grèce est la 51e économie mondiale. C'est aujourd'hui une puissance moyenne. Son soft power s'articule autour de sa culture classique (héritage hellénique : Aristote, Sappho, Hypatie) et moderne (littérature grecque contemporaine qui a pour chantres Maria Polydouri et Nikos Kazantzakis, cinéma avec Theos Angelopoulos, Melina Mercouri et Irène Papas, cuisine riche et variée) ainsi que de son héritage architectural incommensurable (Parthénon, temple de Poséidon, Cyclades, sanctuaire d'Épidaure, Achilleion). Le pays est membre des Nations unies, de l'Union européenne, de l'OCDE et de l'OTAN (Organisation du traité de l'Atlantique Nord).

## Géographie

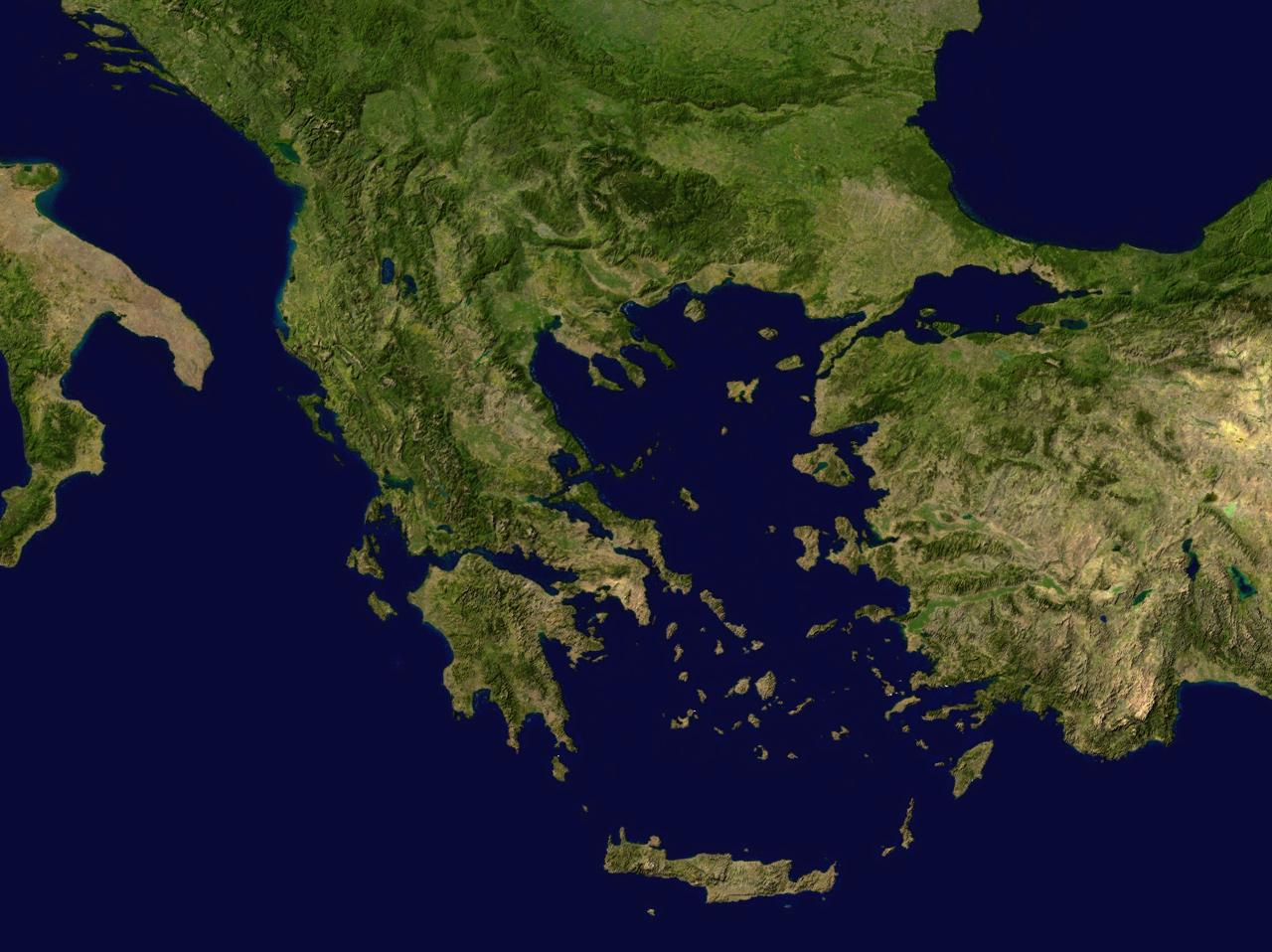
La Grèce vue par satellite.

La Grèce est située dans le Sud de la péninsule des Balkans, approximativement entre 34°48′ à 41°45′ de latitude nord et de 19°00′ à 28°30′ de longitude est. Elle a une superficie de 131 957 km2 (3,3 % de la superficie de l'Union européenne). Ses côtes sont longues de 15 000 km,,.
Son territoire comprend trois unités géographiques : la Grèce continentale, la presqu'île du Péloponnèse et les îles qui représentent un cinquième de la superficie totale du pays. Les côtes grecques sont bordées à l'ouest par la mer Adriatique (côte nord de Corfou) et par la mer Ionienne, au sud par la mer Méditerranée (golfe de Laconie et côtes méridionales de l'arc égéen) et à l'est par la mer Égée où se trouvent la majorité des îles grecques. Les seules terres de la mer Égée à ne pas être grecques sont les îles turques  Gökçeada (Imbros) et Bozcaada (Ténédos). Le nombre d'îles en Grèce varie selon la définition choisie : 9 841 selon l'ambassade de Grèce en France ou 3 000 dont 777 dignes d'intérêt selon certains guides. Au recensement de 2001, 169 îles étaient habitées, mais un tiers d'entre elles comptaient moins de cinquante habitants. La taille de ces îles habitées varie de 3 km2 pour la plus petite Délos (qui jouit d'un statut particulier) à 8 263 km2 pour la Crète. Aucun point de la Grèce n’est éloigné de plus de cent kilomètres de la mer, dans le Péloponnèse cette distance n'est même que d'une cinquantaine de kilomètres tandis qu'en Grèce centrale elle peut se réduire à soixante kilomètres,.
La Grèce a des frontières terrestres avec l’Albanie (216 km) au nord-ouest, la Macédoine du Nord (245 km) au nord, la Bulgarie (474 km) et la Turquie européenne (203 km) au nord-est. Le pays a des frontières maritimes avec l'Albanie, l'Italie, la Libye, l'Égypte et la Turquie (cette dernière est la source du contentieux gréco-turc en mer Égée).

### Relief
La Grèce est située à la rencontre des plaques tectoniques africaine et eurasiatique. Durant le Mésozoïque, elle était recouverte par l'océan Téthys dont la mer Méditerranée est un vestige. Le rapprochement entre les plaques a créé le mouvement alpin dont les montagnes de Grèce font partie. Ce mouvement a entraîné la fracture de la plaque eurasiatique créant la plaque de la mer Égée. Il a aussi créé d'immenses nappes de charriage qui font que l'ouest de la Grèce est constitué de calcaire et flysch plissés et l'est de massifs cristallins et métamorphiques,. Le mouvement tectonique se poursuit (4 cm par an) et est cause de tremblements de terre réguliers : la moitié des secousses annuelles en Europe ont lieu en Grèce. Les Cyclades (excepté le volcanisme de Santorin) sont les moins menacées par les séismes. Le volcanisme est toujours présent en Grèce avec Nísyros en 1888 et Santorin en 1950, ce dernier étant particulièrement surveillé par les volcanologues. Deux failles sont très actives : la première parcourt l'Égée d'est en ouest (de Rhodes à l'ouest de la Crète) puis remonte le long du Péloponnèse jusqu'à Corfou ; la seconde va des Dardanelles aux Sporades puis rejoint le golfe de Corinthe. Le tremblement de terre de Céphalonie et Zante du 18 août 1953 atteignit 7,2 sur l'échelle de Richter et fit 476 morts. Trois ans plus tard, Amorgós fut touchée par un séisme de magnitude 7,7 et eut à déplorer 53 morts,.

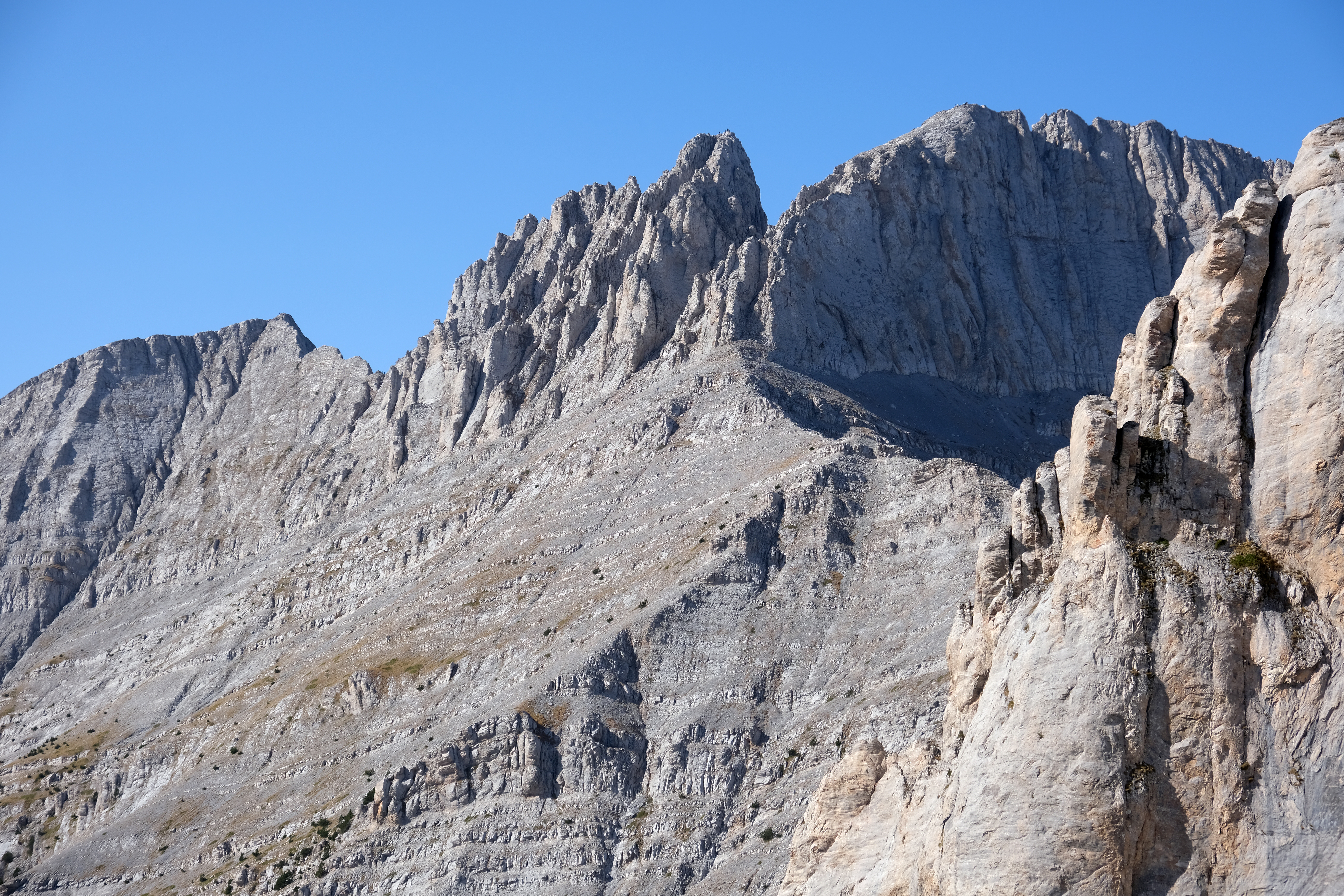
Le mont Olympe.

Le mouvement alpin et les charriages se sont accompagnés durant les trois derniers millions d'années de la création de nombreuses failles ainsi que de fossés d'effondrement envahis principalement par la mer, mais entraînant aussi la mise en place du réseau hydrographique actuel. À la fin de la glaciation de Würm, la remontée des eaux d'une centaine de mètres a dessiné les côtes actuelles, ainsi que les plaines littorales et les deltas des fleuves.
Entre 70 et 80 % du territoire grec sont montagneux, ce qui fait du pays le sixième le plus montagneux d'Europe. Cependant, ces montagnes, plutôt massives et aux pentes abruptes, sont considérées comme d'altitude « moyenne ». 43 % des communes grecques sont situées au-dessus des 800 m donc en « montagne », et 27 % entre 400 et 800 m donc en « semi-montagne ». Vingt-neuf sommets dépassent les 2 000 m. Le mont Olympe est le point culminant de Grèce avec 2 917 m,.
Les monts du Pinde forment la chaîne centrale du pays, avec une altitude moyenne de 2 650 m. Seul le col de Qatara (« malédiction » en français) permet de les franchir, à 1 700 m. Ils sont, avec les massifs du Parnon et du Taygète dans le Péloponnèse et des Lefká Óri en Crète, puis les îles de Kárpathos et Rhodes une prolongation de l'arc alpin et des Alpes dinariques. Le nord de la Grèce présente une autre chaîne de montagnes, les Rhodopes, entre 1 800 et 2 300 m, à cheval sur la Macédoine-Orientale-et-Thrace,,.
On trouve en Grèce de nombreux canyons et autres paysages karstiques, dont les Météores et les gorges de Vikos.

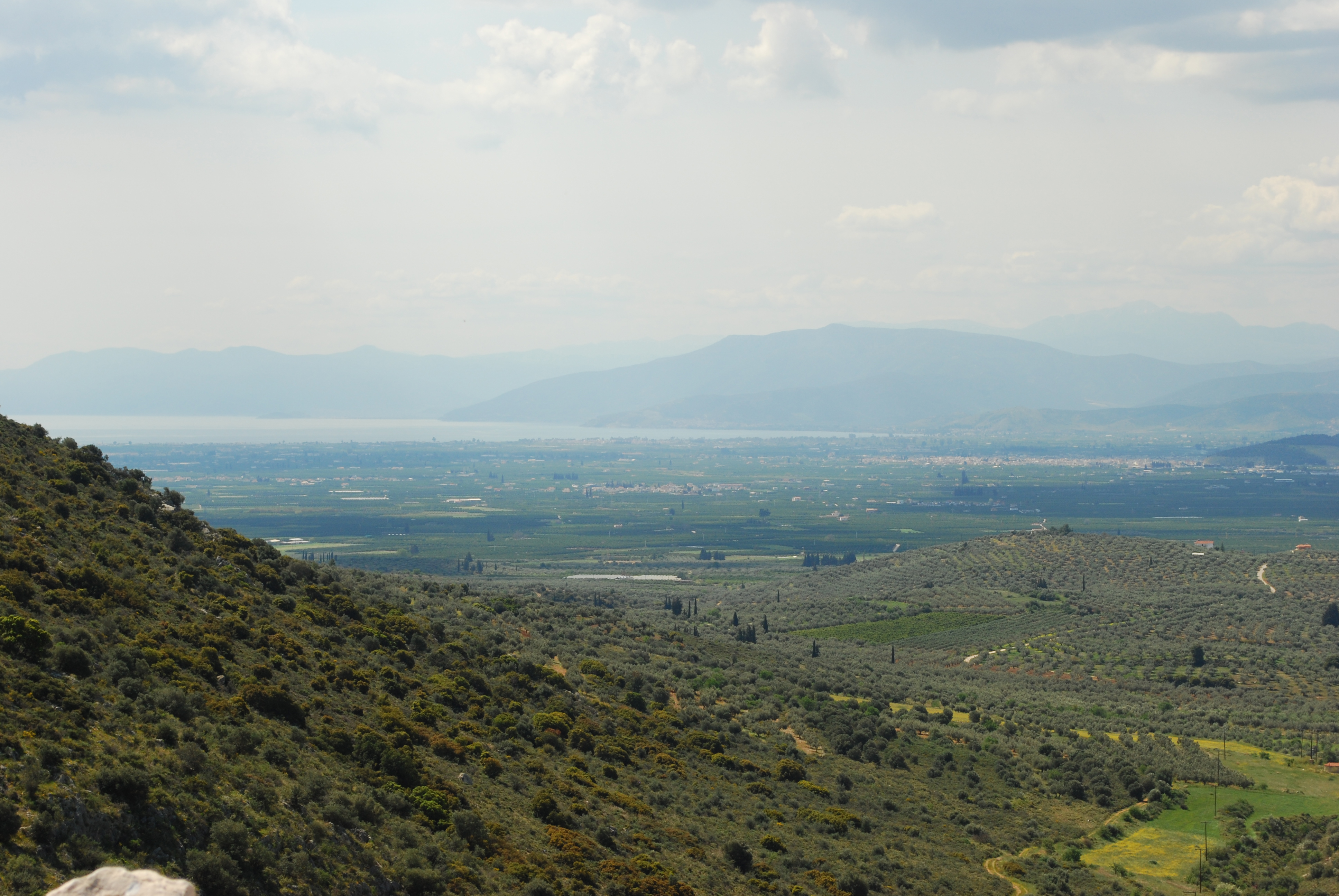
La plaine littorale d'Argolide.

Les zones de plaine ou de faible pente sont relativement peu répandues en Grèce (20 à 30 % de la superficie). Les grandes plaines alluviales se trouvent principalement en Thessalie, en Macédoine et en Thrace et le long de la côte orientale du Péloponnèse. En raison des mouvements tectoniques du Pliocène et du Quaternaire, elles sont généralement peu étendues : la largeur de la plaine de Macédoine n'excède jamais les 100 km. Dans les plaines, l'eau a longtemps posé problème. Dans les poljés (bassins du Stymphale, de Tripoli ou du lac Copaïs par exemple), les ponors étaient (avant les travaux du XIXe siècle) incapables d'évacuer les pluies d'hiver qui créaient des lacs saisonniers et des marais. Les grandes plaines (Thessalie, Macédoine et Thrace) sont coupées par de petits reliefs montagneux qui obligent les eaux de pluie d'hiver à s'écouler dans d'étroites gorges. Avant les travaux d'aménagement, elles étaient retenues en amont des gorges, créant aussi des lacs saisonniers. D'importants travaux de drainage et d'irrigation ont été menés depuis le milieu du XIXe siècle et se sont accélérés d'abord dans les années 1920 puis les années 1960 afin de rendre les plaines grecques utilisables pour la culture et non plus seulement pour l'élevage comme c'était traditionnellement le cas,.

### Climat

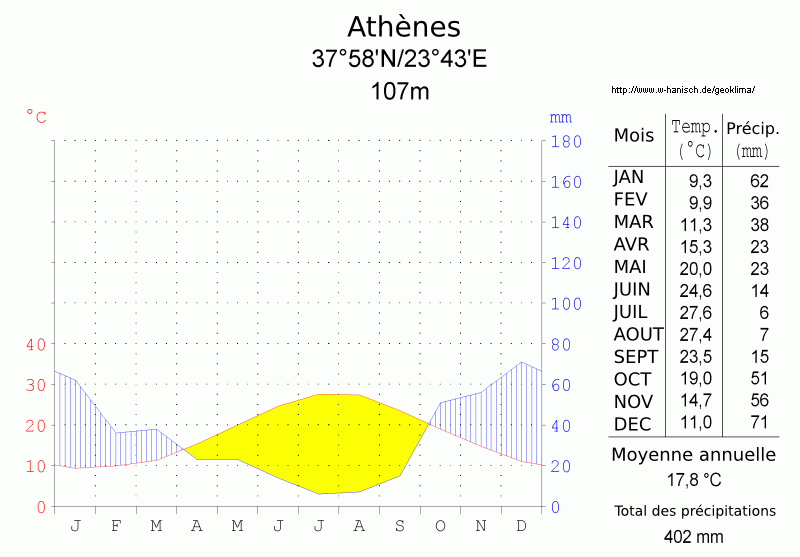
Diagramme climatique d'Athènes.

La Grèce a un climat typiquement méditerranéen (hivers doux et humides et étés chauds et secs). Cependant, on trouve une variété de sous-climats liés au relief ; les chaînes du Pinde, Taygète, Parnon et Lefká Óri bloquant les influences venues de l'ouest et plus chargées en précipitations,.
Les hivers sont plus froids sur le nord du pays : isotherme de janvier à 3 °C sur les Rhodopes, 4 °C sur l'ensemble des plaines du nord, 7 °C en Thessalie, 10 °C pour la Grèce centrale et la région d'Athènes et isotherme de janvier à 13 °C pour la Crète et les Cyclades. Cette situation est liée à l'influence des Balkans au nord et de l'Afrique au sud. Le relief joue à nouveau un rôle pour les différences de température l'été. Le nord-est reste le plus frais (isotherme de juillet à 24 °C pour la Thrace) mais aussi le nord-ouest (isotherme à 25 °C pour l'Épire et toute la côte ionienne). La Thessalie (et jusqu'à Thessalonique au nord), la Grèce centrale, l'Attique et tout le Péloponnèse sont dans l'isotherme à 27 °C, avec une bulle à 28 °C pour la Laconie. Les vents du nord rafraîchissent les températures pour l'Égée,.
Comme dans toutes les régions méditerranéennes, la Grèce est balayée par des vents périodiques violents. Le meltémi souffle du nord vers la mer Méditerranée. Il naît lorsqu'un anticyclone se forme sur les Balkans et une dépression au-dessus de la Turquie. Il rafraîchit l'atmosphère et dégage le ciel. Il peut souffler par rafales entre 60 et 90 km/h. Le vent de secteur sud, nommé Sirocco, provient du désert africain et apporte de fortes chaleurs sur le pays.
Les précipitations se produisent durant l'automne et l'hiver, le printemps et l'été sont secs.
Le versant ouest ionien (Épire, Étolie-Acarnanie, ouest du Péloponnèse et ouest de la Crète) est le plus arrosé, avec une pluviométrie entre 1 000 et 1 400 mm de pluie par an. Le nord-est du pays (Thrace, Chalcidique, est de l'Eubée parfois jusqu'à Tinos et Andros) reçoit des dépressions lui assurant une pluviométrie de 800 à 1 400 mm de pluie par an, en fonction de l'altitude. La région la plus sèche va donc de l'Attique aux Cyclades (400 à 600 mm de pluie par an),.

### Fleuves et lacs

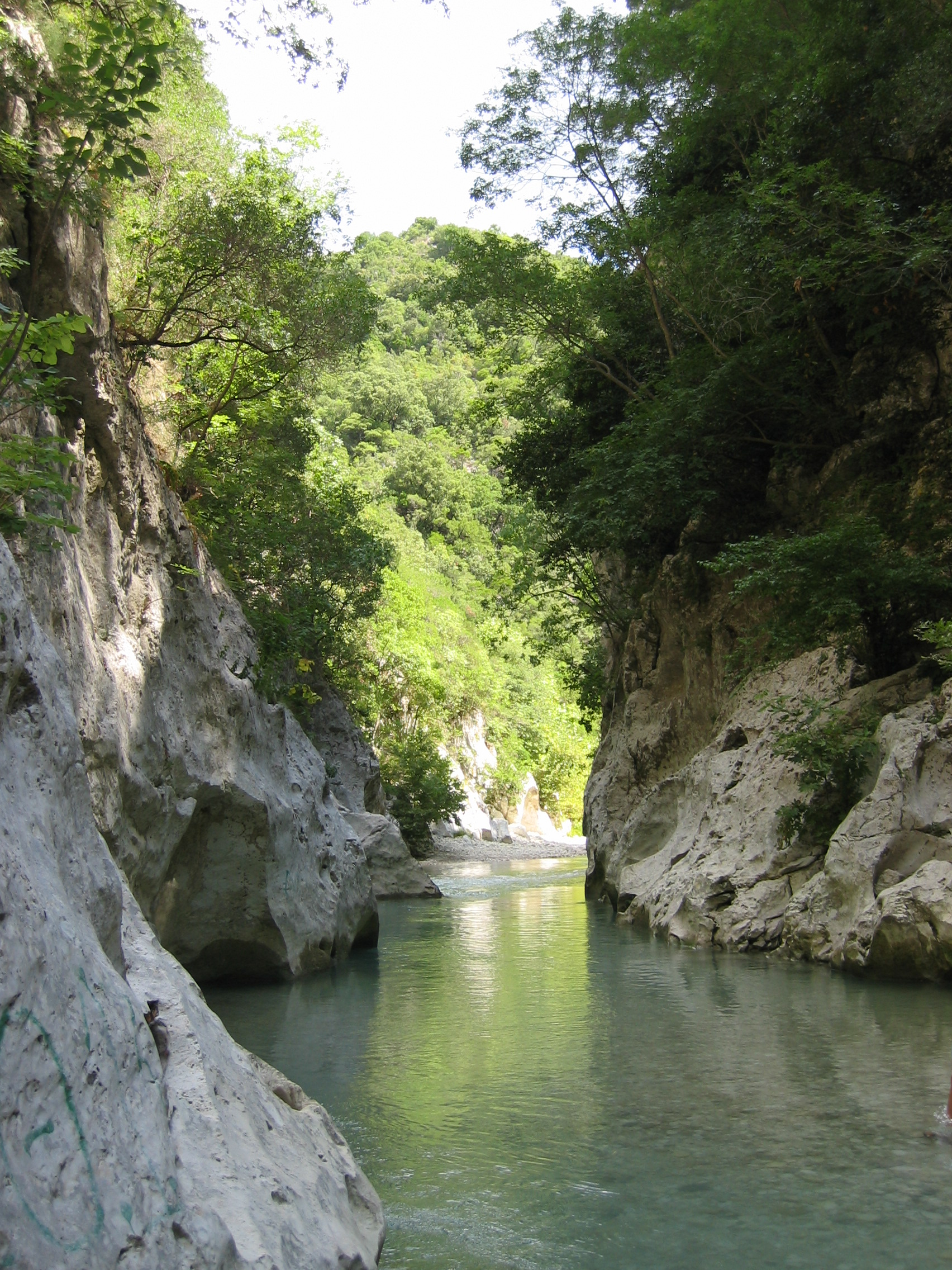
L'Achéron, en Épire, est l'un des principaux cours d'eau du pays.

La Grèce souffre du manque d'eau alors qu'elle reçoit en moyenne le double de précipitations des autres pays méditerranéens. En effet, la population et l'activité touristique se concentrent dans la zone la plus sèche : Attique et Cyclades. De plus, les activités humaines ont accentué les phénomènes : déforestation et bétonnage empêchent l'absorption et accentuent les risques d'inondations ; l'irrigation massive (maïs et coton), mais souvent avec des installations anciennes qui fuient, les terrains de golf, les piscines ainsi que le tourisme prélèvent une part importante de l'eau ; la gestion de l'eau au XXe siècle (assèchement des zones humides, barrages, pompage de nappes phréatiques trop près de la mer entraînant des remontées d'eau saline ou utilisation massive d'engrais polluant la ressource) a obéré l'approvisionnement au début du XXIe siècle. Cependant, la situation semble s'améliorer : retraitement et meilleure gestion agricole et humaine.
La formation de fleuves est limitée par la rareté de précipitations et le morcellement du relief. Les grands fleuves sont ainsi assez peu nombreux et certains trouvent parfois leur source à l'extérieur du territoire grec. Il y a cinq grands fleuves au nord : l'Axios (source en Macédoine du Nord, 87 km en Grèce et se jette dans le golfe Thermaïque), l'Évros (source en Bulgarie, 204 km en Grèce et se jette en mer de Thrace), le Nestos (source en Bulgarie, 130 km en Grèce et se jette en mer de Thrace) et le Strymon (source en Bulgarie, 118 km en Grèce et se jette dans le golfe Strymonique) ; l'Aliakmon coule intégralement en Grèce : il est le plus long du pays avec 297 km et se jette dans le golfe Thermaïque. L'Achéloos, long de 220 km coule intégralement en Grèce-Occidentale et se jette dans le golfe de Patras près de Missolonghi. Le Pénée en Thessalie est le dernier fleuve qui dépasse les 200 km de longueur. Tous sont utilisés pour l'irrigation et l'hydroélectricité et leur cours est émaillé de barrages,.
Il y a en Grèce vingt-et-un lacs, dont quatorze artificiels, qui recouvrent une superficie de 59 900 hectares. Ils se trouvent dans une grande moitié nord du pays.

### Faune et flore

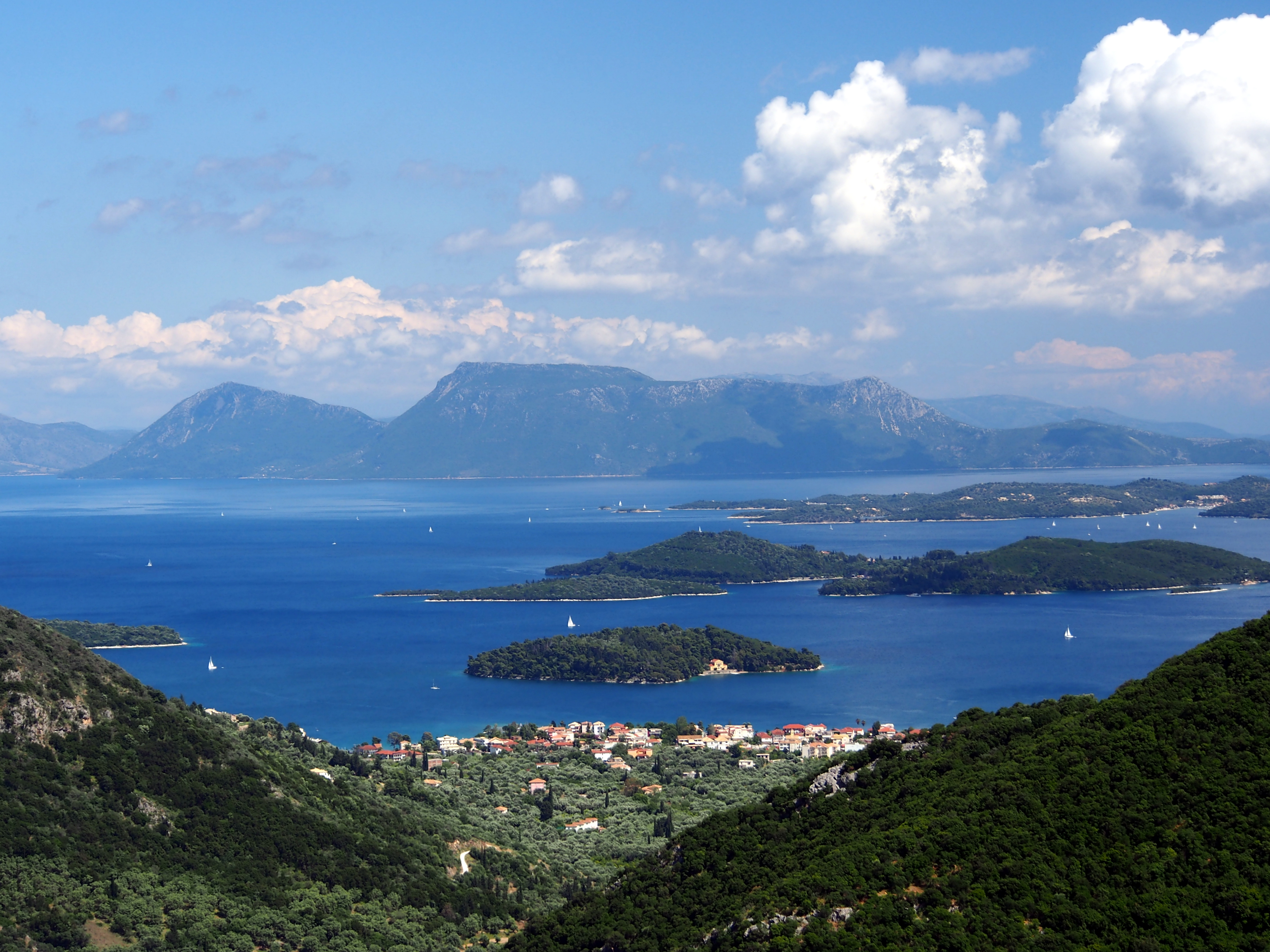
Leucade.

Les forêts couvrent un cinquième du territoire du pays. Parmi les 200 espèces d'arbres, les principaux sont divers pins, chênes, l'olivier, le peuplier blanc, le cyprès, le châtaignier et des sapins. Ses 65 000 km2 sont largement inférieurs aux surfaces des autres pays européens et constamment menacés par la pression immobilière et les incendies de forêts (tels ceux de 2007). Huit mille hectares sont encore une forêt primaire, principalement dans les Rhodopes.
La Grèce est un des pays méditerranéens qui a le mieux conservé sa biodiversité. Plus de 6 000 végétaux sont recensés dont 4 050 espèces sauvages, 800 d’entre elles sont protégées. On compte aussi 900 espèces animales dont deux cents protégées. Certaines sont endémiques ou dont les derniers représentants sont en Grèce (Phoque moine de Méditerranée, tortue carette) ; 28 des 36 espèces d'aigles européens vivent dans le ciel de Grèce,. De nombreuses espèces animales ou végétales découvertes ou décrites en Grèce ont reçu pour épithète spécifique graecus, graeca ou graecum (« grec/grecque » en latin).
La protection de la nature est un phénomène ancien (1932 : premières lois de protection ; 1937 : premiers parcs nationaux). En 2009, le pays compte neuf parcs nationaux et dix réserves aquatiques. Quatre cents zones supplémentaires ont été protégées dans le cadre du plan européen Natura 2000. Cependant, la réalité est différente : les activités humaines (chasse, agriculture, urbanisation, tourisme, etc.) empiètent sans grande crainte de représailles légales sur les zones protégées.

#### Réseau européen Natura 2000
Le réseau Natura 2000 rassemble des sites naturels ou semi-naturels de l'Union européenne ayant une grande valeur patrimoniale, par la faune et la flore exceptionnelles qu'ils contiennent.
En décembre 2018, la Grèce comptait 446 sites dont :
- 207 zones de protection spéciale (ZPS) pour les oiseaux sur une superficie de 36 161 km2 ;
- 265 zones spéciales de conservation (ZSC) (dont les pSIC, SIC) pour les habitats et les espèces sur une superficie de 39 440 km2.

La superficie totale est de 58 778 km2, ce qui représente 27,3 % de la surface terrestre et marine du territoire de la Grèce.

### Transports

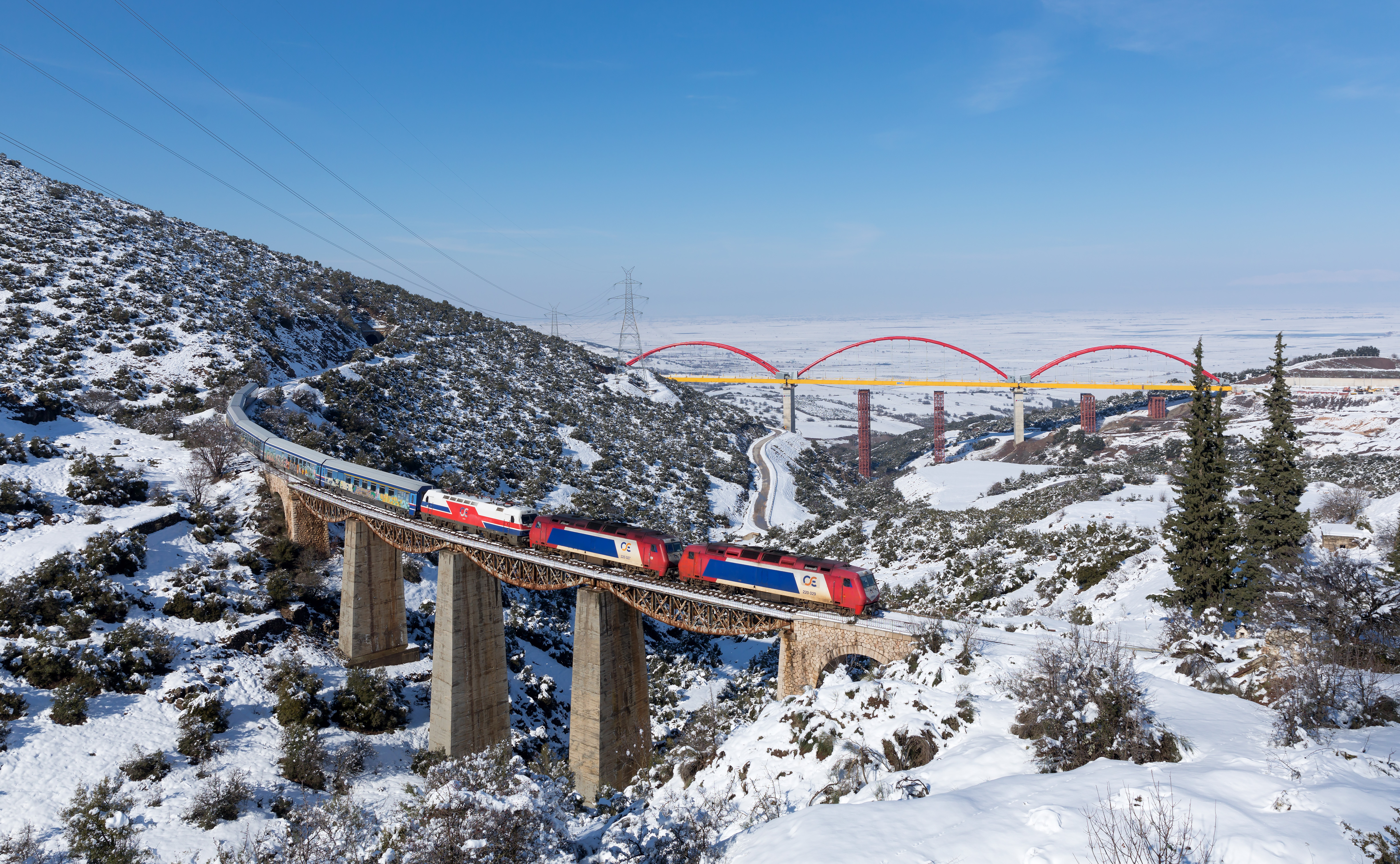
Train circulant sur la ligne Athènes - Thessalonique sur le viaduc de Kifera.

La Grèce contient plus de 3 350 km d'autoroutes qui couvrent la majorité de la Grèce continentale ainsi qu'une partie de la Crète. En plus des autoroutes, elle a aussi plusieurs milliers de kilomètres de routes nationales ainsi que des routes provinciales. Le plus grand pont routier en Grèce est le pont Rion-Antirion près de la ville de Patras à l'ouest de la Grèce. Le pont a une longueur totale de 2 880 m et relie la péninsule du Péloponnèse avec l'ouest de la Gréce continentale. Le plus grand tunnel autoroutier est le tunnel de Tempi reliant la Thessalie avec la Macédoine-Centrale ayant une longueur de 6 100 m. Ce tunnel fait partie de l'autoroute A1 reliant Athènes à Thessalonique et a été complété en 2017.
La Grèce a aussi un réseau ferroviaire ayant une longueur totale d'à peu près 2 300 km, dont plus de 1 000 km faisant partie du système métrique du Péloponnèse. La majorité des voies ferrées en Grèce sont construites en une seule voie sans électrification, sauf pour la ligne reliant Athènes à Thessalonique (qui est en cours d'amélioration) et les chemins de fer urbains d'Athènes (Proastiakós). La seule compagnie opératrice du système ferroviaire est Organismós Sidirodrómon Elládos (OSE). L'infrastructure ferroviaire fait partie de la compagnie OSE.
La Grèce est un grand pays maritime avec un des plus longs littoraux du monde et les ports ont joué un rôle très important dans son développement. Le plus grand port de commerce grec est le port autonome du Pirée qui en 2015 est placé comme le huitième plus grand en Europe avec 3,7 millions de EVP transportés. Le port du Pirée est aussi le plus grand port de passagers en Europe avec 8,2 millions de passagers transportés en 2015. Les autres grands ports grecs sont le port de Thessalonique et le port de Patras (port principal de transport de camions de/vers l'Europe de l'Ouest).
La Grèce a plusieurs aéroports et presque toutes les grandes îles sont reliées avec l'aéroport d'Athènes et avec d'autres destinations internationales. Le plus grand aéroport grec est l'aéroport international d'Athènes Elefthérios-Venizélos (inauguré en 2001) situé à vingt kilomètres du centre d'Athènes. L'aéroport a reçu 21,7 millions de passagers en 2017, ayant une augmentation de 8,6 % comparé à 2016. La plus grande compagnie aérienne grecque est Aegean Airlines suivie de sa filiale Olympic Air.

## Histoire
Sur l'actuel territoire de la Grèce, le climat a permis une bonne conservation des vestiges même très anciens, et l’écriture est apparue tôt : l’histoire du pays est donc très bien connue, de la Grèce antique à la Grèce actuelle en passant par les périodes hellénistique, romaine, byzantine, ottomane, de l’indépendance, de la monarchie, de la guerre civile et de la dictature des colonels.
Depuis le XIXe siècle, deux écoles s’affrontent pour l’écriture de l’histoire de la Grèce : celle d’une continuité de l’hellénisme entre l’Antiquité et nos jours, qui prend en compte surtout l’évolution de la langue, et celle d’une différence profonde entre la Grèce classique et la Grèce contemporaine, introduite au travers des Empires byzantin puis ottoman, dont les religions monothéistes sont analysées comme une rupture culturelle fondamentale.
Les États-nations comme la Grèce se voient souvent comme d'anciennes sociétés pastorales, avec des hommes sauvages qui se seraient peu à peu civilisés et auraient créé les villes. Déjà les Athéniens de l'Antiquité se voyaient comme descendants de tribus de pâtres. Et, de fait, encore au 19e siècle, en Épire, de nombreuses familles valaques bergères ont vécu ce modèle, descendant à la ville depuis leur village, réussissant dans leurs affaires, allant jusqu'à fonder des dynasties capitalistes dans les capitales européennes. Les Saracatsanes, une confrérie de bergers qui vivaient jusqu'au début du 20e siècle dans les Balkans, fournissent à la bourgeoisie grecque le modèle idéal pour se réclamer de cette histoire. En Macédoine, le valaque est considéré comme le cœur de l'identité moderne. Et l'image du berger rappelle aux citadins, qui n'ont pas forcément un ancien passé urbain, le souvenir d'une famille des campagnes avec laquelle ils ont toujours des attachements. De plus, ils s'opposent en cela à une bourgeoisie plus ancienne, qui a ses repères plutôt du côté de Constantinople et des villes-comptoirs cosmopolites de la Méditerranée. Le berger donne l'idée d'un attachement à la terre, image qui favorise la constitution de l'État-nation grec.

### Préhistoire
Quelques sites datant du Paléolithique sont aujourd'hui connus en Grèce. Les traces de présence humaine les plus anciennes ont été découvertes dans une grotte de Petrálona (Πετράλωνα) en Chalcidique. L'analyse du crâne de l’Archanthropus europaeus petraloniensis qui y a été découvert a permis d'envisager une datation large allant de 700 000 ans avant le présent (pour un Homo erectus petralonensis) à 300 000 ans avant le présent (pour un Homo sapiens petralonensis proche de l’Homo rhodesiensis). Cependant, l'hypothèse d'une datation de 100 000 ans avant le présent ne serait pas à exclure,. Des traces datant du XLe millénaire av. J.-C. ont été retrouvées dans trois grottes de la vallée du Louros qui furent occupées durant le Moustérien.
C'est dans la grotte d'Apidima, située dans le Magne, une péninsule du sud du Péloponnèse, que l'on retrouve les plus vieux restes d’Homo sapiens connu hors d'Afrique, datés de 210 000 ans. Ces Homo sapiens ont disparu sans laisser de descendants,.

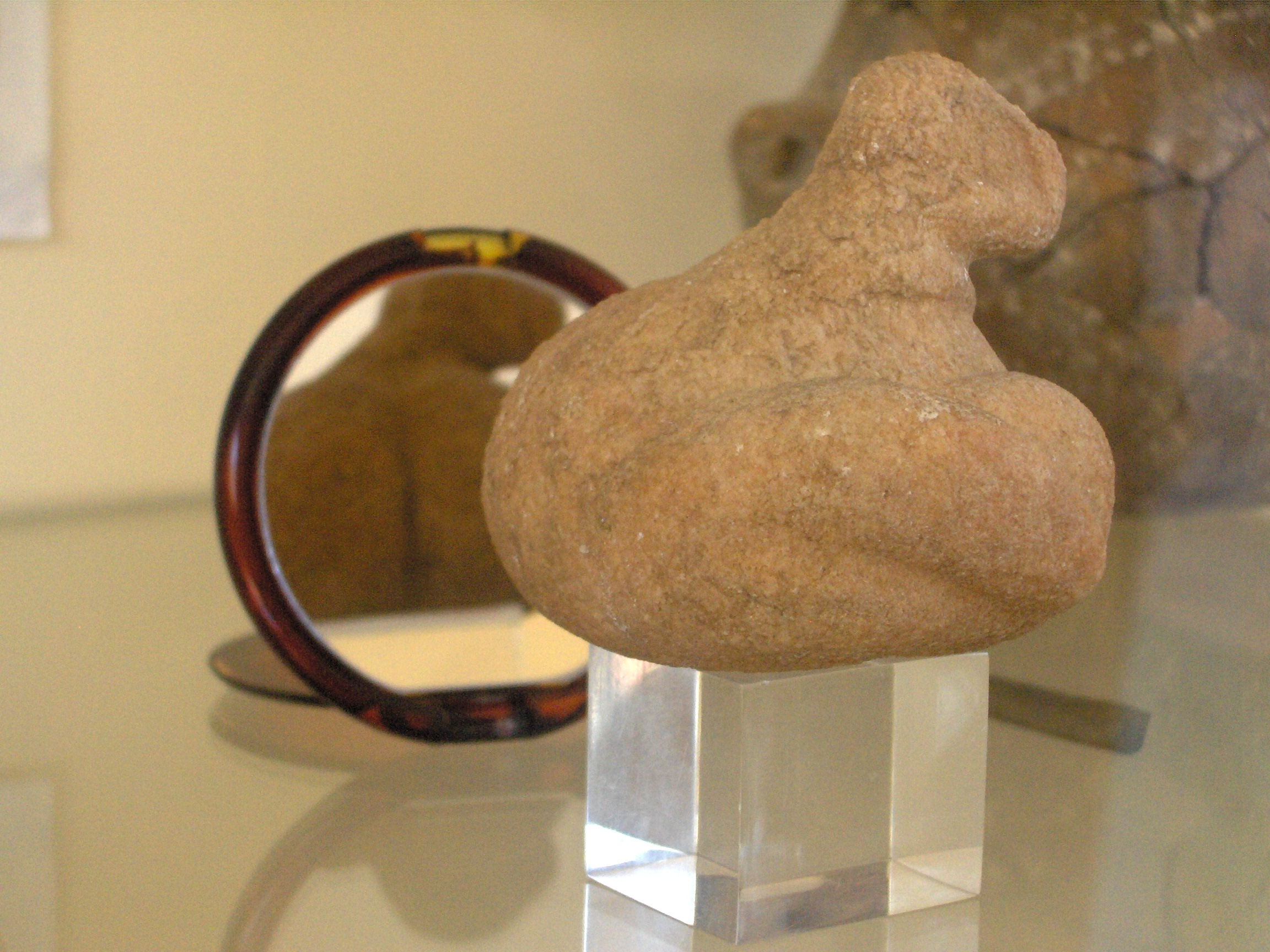
Vénus stéatopyge dite « la grosse dame de Saliagos », Páros, Cyclades,

La grotte de Fránchthi en Argolide a été occupée sans interruption au moins du XXe au IIIe millénaire av. J.-C. quand l'entrée fut obstruée par un éboulement. Elle permet de suivre le passage d'une « société » de chasseurs-cueilleurs nomades à des sédentaires pratiquant l'agriculture (restes d'animaux et de céréales domestiqués). Cette transition semble s'être faite vers le VIIe millénaire av. J.-C. pour l'ensemble de la Grèce actuelle : Épire, Macédoine, Égée et Crète. Partout, des éléments aux caractéristiques similaires (poteries à figures noires sur fond rouge et formes architecturales arrondies) ont été retrouvés.
L'agriculture et l'élevage caractéristiques du Néolithique ont été apportés en Europe par des populations venues d'Anatolie voisine, qui se sont établies en Grèce et dans les Balkans à partir d'environ 6400 av. J.-C., avant de s'étendre progressivement vers l'Ouest. Le courant Impressa ou culture de la céramique imprimée apparait ensuite dans différentes parties de la mer Égée. On la retrouve sur le site de Sidari, sur l'ile de Corfou, à l'Ouest de la Grèce, en 6200 av. J.-C., puis en Italie.
Les sites sont très dispersés et cette époque se caractérise par la sédentarisation des populations. Il est difficile de mesurer l'évolution sociale de ces périodes anciennes ; mais la diversification des outils et des armes semble indiquer un début de spécialisation dans les activités humaines. L'usage des métaux se développa à partir du IIIe millénaire av. J.-C. entraînant l'entrée de la région dans la Protohistoire.

### Protohistoire

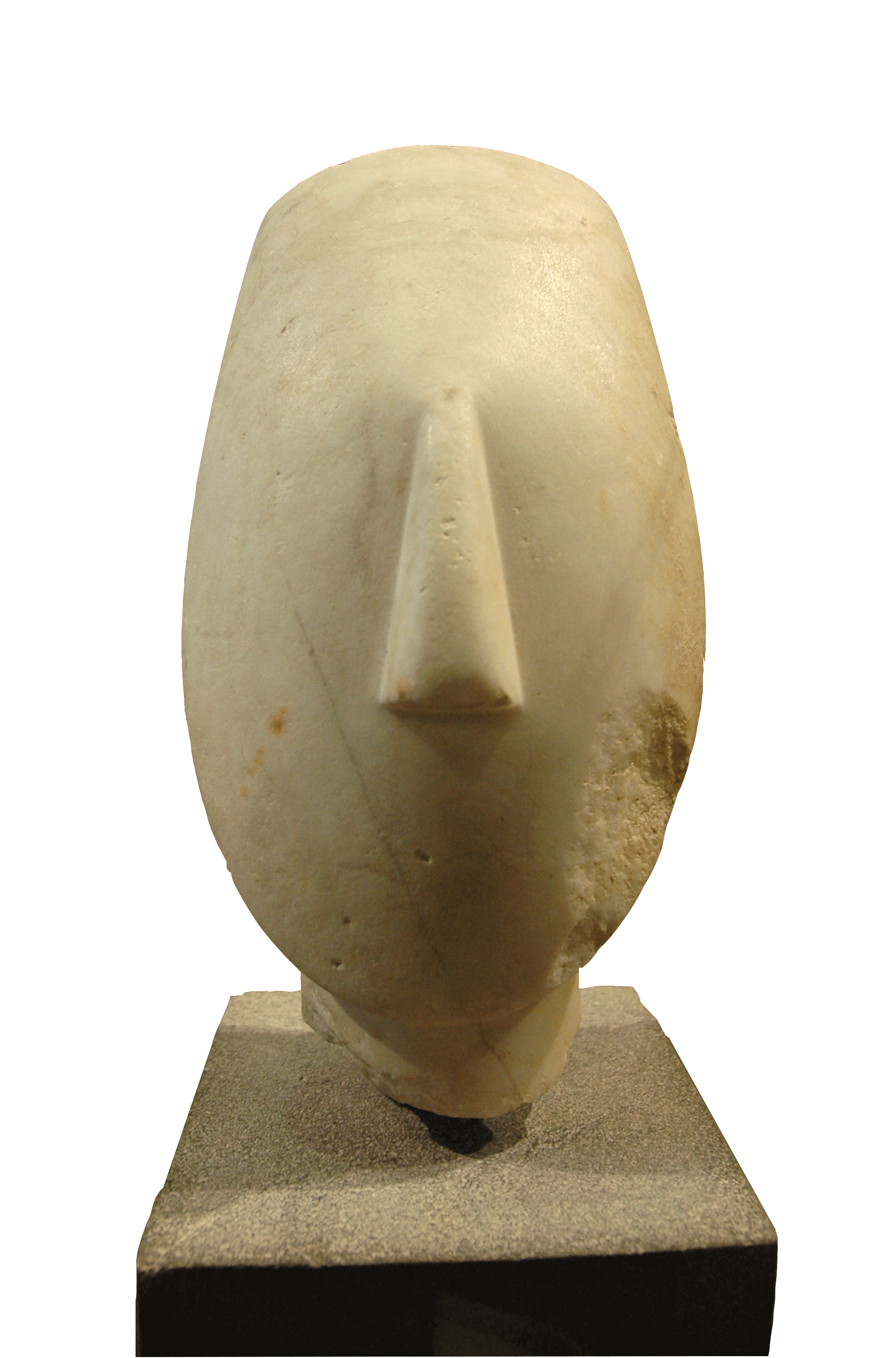
Tête cycladique.

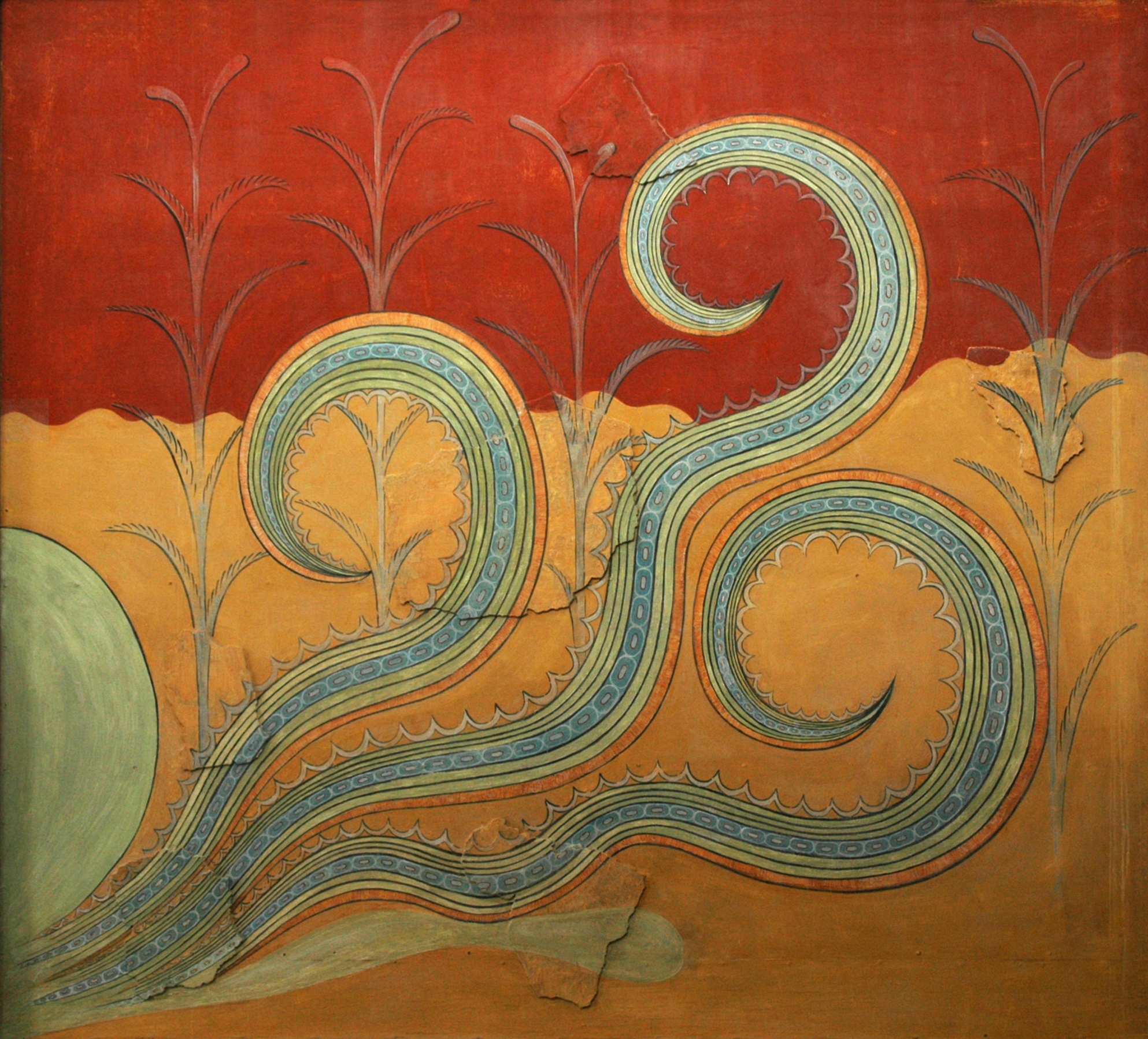
Fresque à Cnossos.

L'âge du bronze commence vers 3000 av. J.-C. À cette époque, la Grèce ne connait pas une structure et un développement semblables aux grandes civilisations égyptiennes ou mésopotamiennes. Mais il faut distinguer des régions comme les Cyclades ou la Crète qui se démarquent par une civilisation originale.
La culture des Cyclades englobe les Cyclades dans une unité culturelle au IIIe millénaire av. J.-C. pendant l'âge du bronze. Elle est célèbre pour ses idoles de marbre, retrouvées jusqu'au Portugal et à l'embouchure du Danube. Son influence dans l'espace grec s'est étendue de la Crète à l'Attique. Son organisation en petites entités politiques, sans pouvoir central étatique, portait en germe celle de la Grèce des siècles suivants.
La civilisation des Cyclades est un peu plus ancienne que la civilisation minoenne de la Crète qui se développe du XXVIIIe au XIIIe siècle av. J.-C., avec un apogée dans la première moitié du IIe millénaire av. J.-C.. Tirant son nom du nom du roi légendaire Minos, elle a été révélée par l'archéologue anglais Arthur John Evans au début du XXe siècle. Elle est célèbre pour ses palais comme Cnossos, Phaistos et Malia. Ils sont situés dans les plaines les plus fertiles de l'île, permettant à leurs propriétaires l'accumulation de richesses, notamment agricoles, comme le prouvent les grands magasins de produits agricoles. Construits avec des briques cuites (innovation), ils n'étaient pas fortifiés car la puissance maritime de cette civilisation semble l'avoir mise à l'abri de la plupart des dangers extérieurs. Ses échanges marchands englobaient la Sicile, Chypre, l'Égypte, l'Asie mineure et la Grèce continentale. D'abord organisée en clans, cette société évolua avec le développement d'une classe marchande. Elle resta cependant très hiérarchisée et centrée sur les palais dominant des agglomérations quasi-urbaines. L'architecture et le décor des palais, ainsi que la qualité de la céramique sont considérés comme sans précédent artistique. La plupart des hypothèses lient le déclin de la civilisation minoenne et son remplacement par la civilisation mycénienne à l'explosion de Santorin.

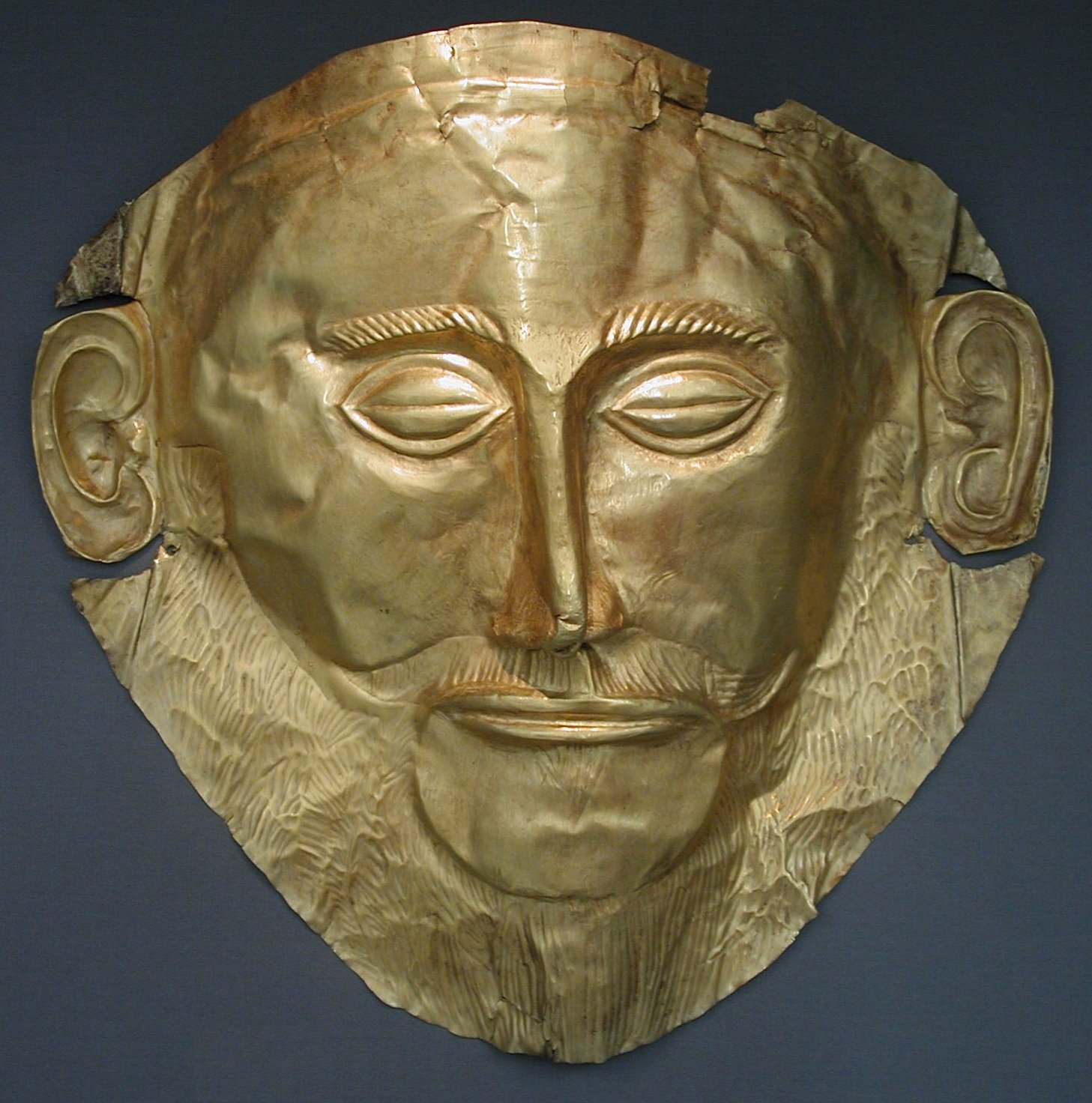
Masque d'or dit « masque d'Agamemnon », (Mycènes, cercle A des tombes).

La civilisation mycénienne s'étend de 1550 à 1100 environ av. J.-C. (Helladique récent, fin de l'âge du bronze). Son apogée se situe environ entre 1400 et 1200 av. J.-C. Le terme « mycénien » a été choisi par l'archéologue Heinrich Schliemann pour qualifier cette civilisation dans la seconde moitié du XIXe siècle. Ce nom est repris de celui de la ville péloponnésienne de Mycènes, à la fois parce qu'il s'agit du premier site fouillé à révéler l'importance de cette civilisation et du fait de l'importance que revêtait la cité dans la mémoire des auteurs grecs antiques, en premier lieu Homère, qui faisait du roi de Mycènes le chef des « Achéens ». Par la suite, Mycènes s'est révélée n'être qu'un pôle de cette civilisation parmi d'autres, mais le terme de « mycénien » est resté utilisé par convention. Elle se répandit progressivement à partir du sud de la Grèce continentale sur le monde égéen dans son ensemble, qui connut pour la première fois une certaine unité culturelle. Cette civilisation est notamment caractérisée par ses palais-forteresses, ses différents types de poterie peinte que l'on retrouve tout autour de la mer Égée, ainsi que son écriture, le linéaire B, la plus ancienne écriture connue transcrivant du grec. Depuis son déchiffrement en 1952, la civilisation mycénienne est la seule civilisation égéenne pré-hellénique connue à la fois par des sources littéraires, des traces archéologiques et des documents épigraphiques.
À la fin du IIIe millénaire, de nouvelles populations, parlant une langue différente qui se rattache aux langues indo-européennes, arrivent dans la région. Ces peuples sont les Hellènes, ou Grecs, selon le nom que leur ont donné les Latins. Par convention, les habitants qui les ont précédés sont appelés les populations « pré-helléniques ».

### Antiquité
Les civilisations de la Grèce et de la Rome antiques jetèrent les bases de la culture occidentale.

#### Siècles obscurs et période géométrique
L'historiographie moderne appelle siècles obscurs (Dark Ages, « Âges sombres » suivant l'expression anglaise d'origine) ou « Moyen Âge grec », en Grèce antique, l'époque qui va du XIIIe siècle av. J.-C. au VIIIe siècle av. J.-C. Les invasions qui aboutissent à la destruction de la civilisation mycénienne marquent le début de la période. Le submycénien commence en 1200 av. J.-C. au maximum et s'étend jusque vers 1015. Il est suivi par le proto-géométrique. Celui-ci se termine avec l'émergence d'Athènes comme foyer culturel, vers 875, caractérisée par le succès d'une nouvelle forme de céramique dite géométrique, et l'avènement de l'âge des cités.
À la période proto-géométrique (XIe et Xe siècles av. J.-C.), les éléments de continuité sont aussi nombreux que ceux de rupture avec les siècles précédents : un dépeuplement sévère mais une continuité culturelle. Certains historiens avancent l'hypothèse d'une transformation du mode de vie vers le pastoralisme comme explication de ces changements. Les IXe et VIIIe siècles av. J.-C. sont souvent appelés période géométrique du nom du style de céramique qui se développe alors. Si l'on se réfère au nombre de tombes dans les nécropoles du VIIIe siècle av. J.-C., la tendance démographique s'inverse ; mais cette interprétation est toujours l'objet de débats. Ces quatre siècles portent les prémisses des techniques, pratiques sociales et modes de pensée qui définissent ensuite la Grèce archaïque. Ils sont aussi l'époque de rédaction de documents écrits dont certains d'une importance capitale dans la culture grecque : les poèmes homériques, l’Iliade et l’Odyssée attribués à Homère.

#### Grèce archaïque

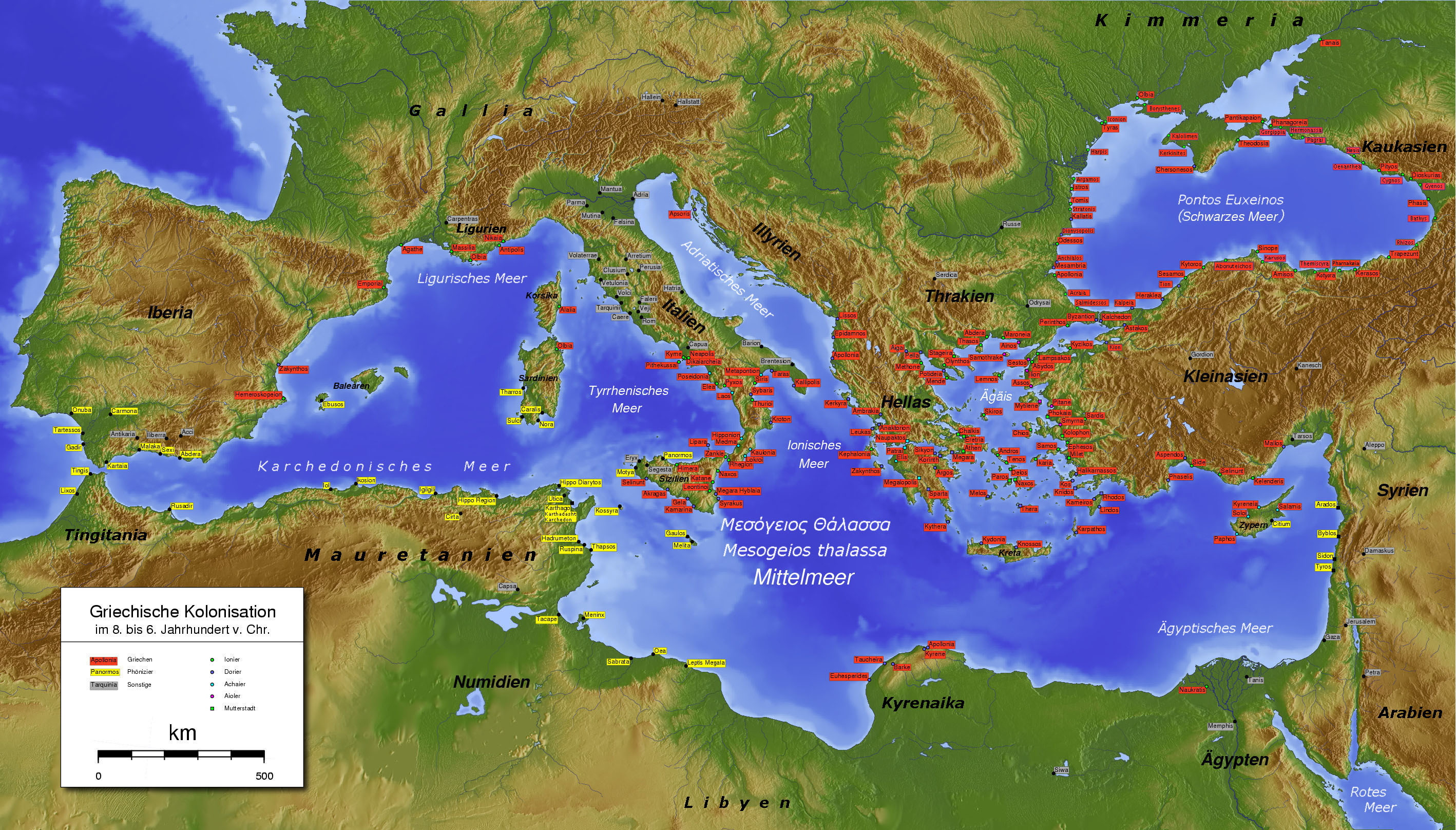
La Méditerranée au En rouge : les cités grecques.

On désigne du terme « époque archaïque » une des cinq époques de l'histoire grecque, définie sur la base des styles de poterie. Elle commence vers 620 et se termine en 480. L'expression est parfois utilisée dans un sens plus large pour la période qui s'étale entre 750 et 480. À partir du milieu du VIIIe siècle av. J.-C., les monarchies à la tête des cités sont renversées et remplacées par des régimes oligarchiques. Plus tard, des régimes tyranniques se développent dans certaines cités, notamment celles dont l'économie est fondée sur le commerce, telles Athènes ou Corinthe.

#### Âge des cités

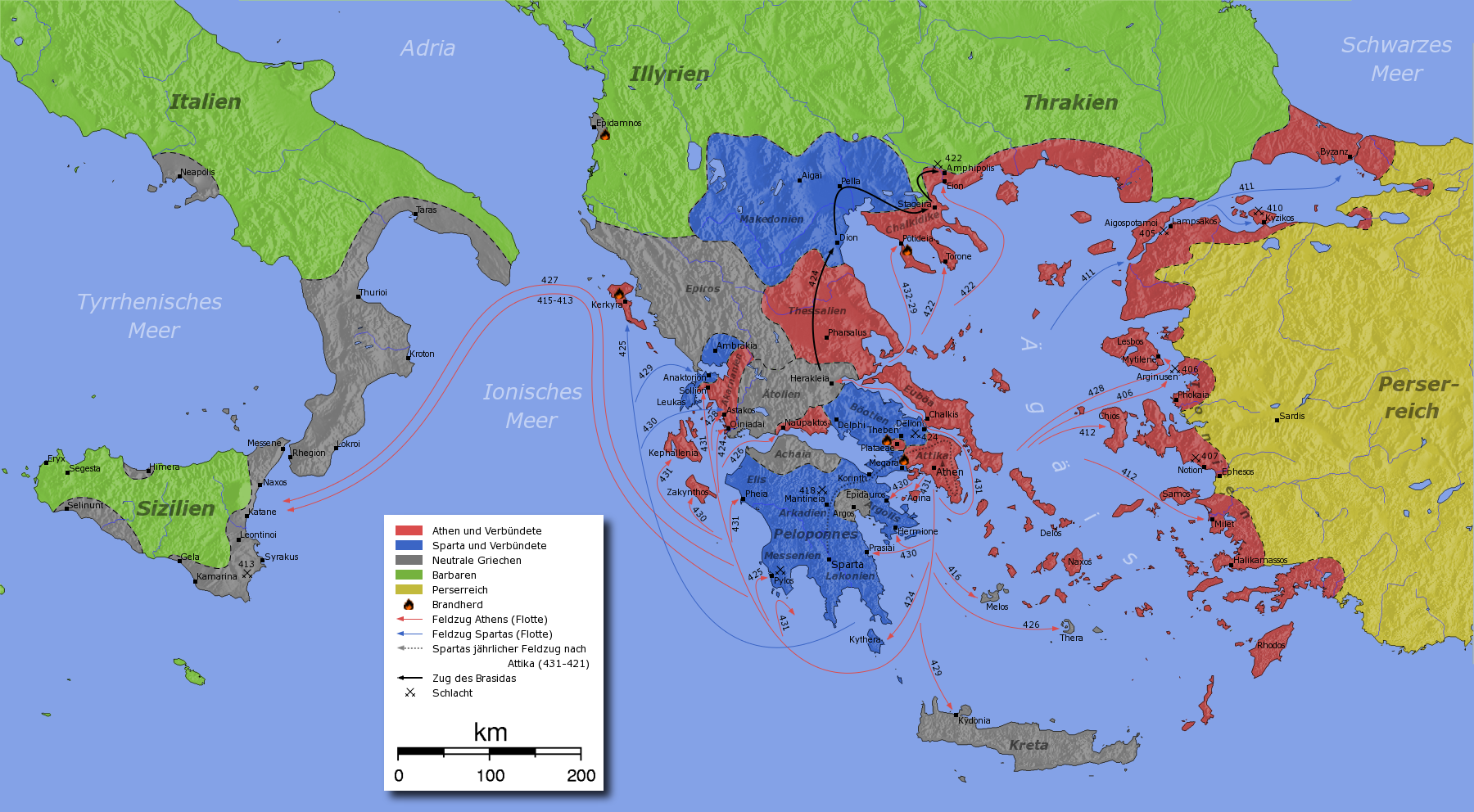
La Guerre du Péloponnèse dans le monde grec du de l'Italie à l'Asie mineure.

En ce qui concerne la Grèce antique, l'époque classique correspond à la majeure partie des Ve et IVe siècles av. J.-C., c'est-à-dire depuis la chute de la tyrannie à Athènes en 510 jusqu'à la mort d'Alexandre le Grand en 323. En 507 av. J.-C., Athènes met en place via les réformes clisthéniennes la toute première démocratie de l'Histoire. Les Grecs sont en conflit avec les Perses au début du Ve siècle av. J.-C., durant les guerres médiques. Athènes atteint son apogée à cette époque, mais est finalement vaincue par Sparte à la suite de la Guerre du Péloponnèse (431-404 av. J.-C.). Au IVe siècle av. J.-C., le royaume de Macédoine, dirigée par Philippe II, s'empare de la plupart des cités grecques. Il sera transformé en empire par Alexandre le Grand, qui va se lancer dans la conquête de l'Orient et faire chuter l'Empire perse.
L'expression d'« époque classique » est une dénomination postérieure à la période chronologique à laquelle elle renvoie. Les Grecs ont eu conscience que le monde qui existait avant l'épopée d'Alexandre le Grand et la dilatation du monde grec, pouvait être considéré comme un « âge d'or ». De manière plus contemporaine, l'époque classique sert à désigner la période durant laquelle les valeurs et les institutions fondamentales du monde grec trouvèrent leur pleine expression et arrivèrent à maturité.
Considérée comme la période de référence, il n'y a pas de rupture entre les différentes époques. « Époque classique » est une expression historique commode pour les historiens de ces périodes.

#### Grèce hellénistique

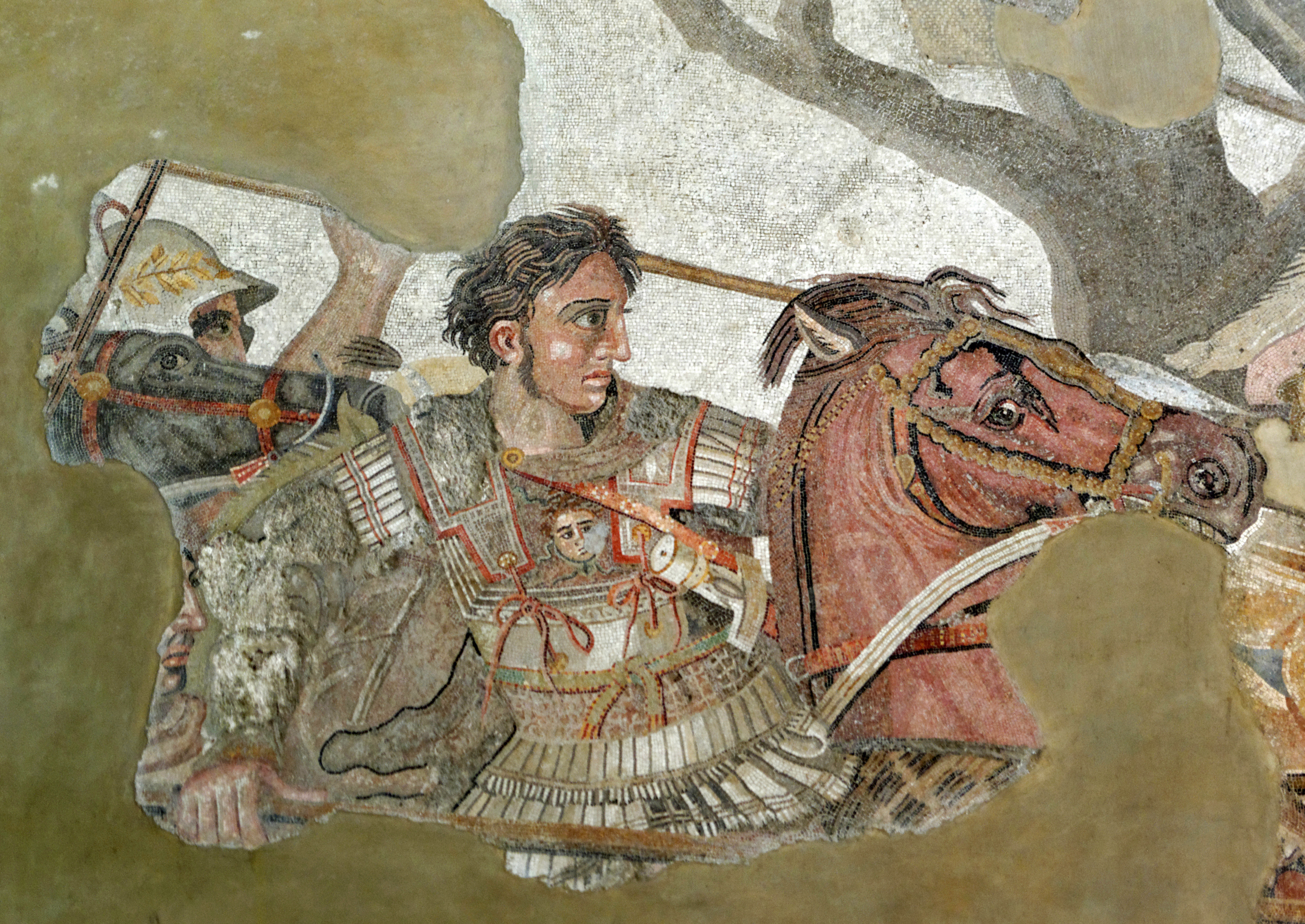
Alexandre le Grand.

L’époque hellénistique (IVe – Ier siècles av. J.-C.), marquée par les figures d’Alexandre le Grand et de Cléopâtre, est souvent considérée comme une période de transition, parfois de déclin ou de décadence, entre l’éclat supposé de l’époque classique et la domination de l’Empire romain. Cependant la splendeur des villes, telles Alexandrie, Antioche, Pergame, l’importance des échanges économiques, des métissages culturels, le rôle dominant de la langue grecque et sa diffusion ont profondément modifié le visage du Moyen-Orient antique y compris plus tard sous la domination romaine.
L’époque hellénistique a été définie par les historiens du XIXe siècle (le terme « hellénistique » est employé pour la première fois par l’historien allemand Johann Gustav Droysen dans Geschichte des Hellenismus (1836 et 1843), à partir d’un critère linguistique et culturel à savoir l’accroissement spectaculaire des régions où l’on parle le grec (ἑλληνίζειν / hellênízein) et donc du phénomène d’expansion de l’hellénisme. Cependant ce phénomène d’hellénisation des populations et de rencontre entre les anciennes civilisations orientales et grecques se poursuit y compris sous l’« Empire gréco-romain », selon l’expression de Paul Veyne. Les limites chronologiques de la période hellénistique sont donc conventionnelles et politiques : elles débutent avec les conquêtes d’Alexandre le Grand et se terminent quand le suicide du dernier grand souverain hellénistique, la reine d’Égypte Cléopâtre VII, fait place à la domination romaine définitive.
Les travaux archéologiques et historiques conduisent à réévaluer cette période et en particulier deux aspects caractéristiques de l’époque, l’existence et le poids des grands royaumes dirigés par des dynasties d’origine grecque ou macédonienne (Lagides, Séleucides, Antigonides, Attalides, etc.) mais aussi le rôle déterminant des centaines de cités dont l’importance, contrairement à une idée longtemps répandue, est loin de décliner.

#### Période romaine

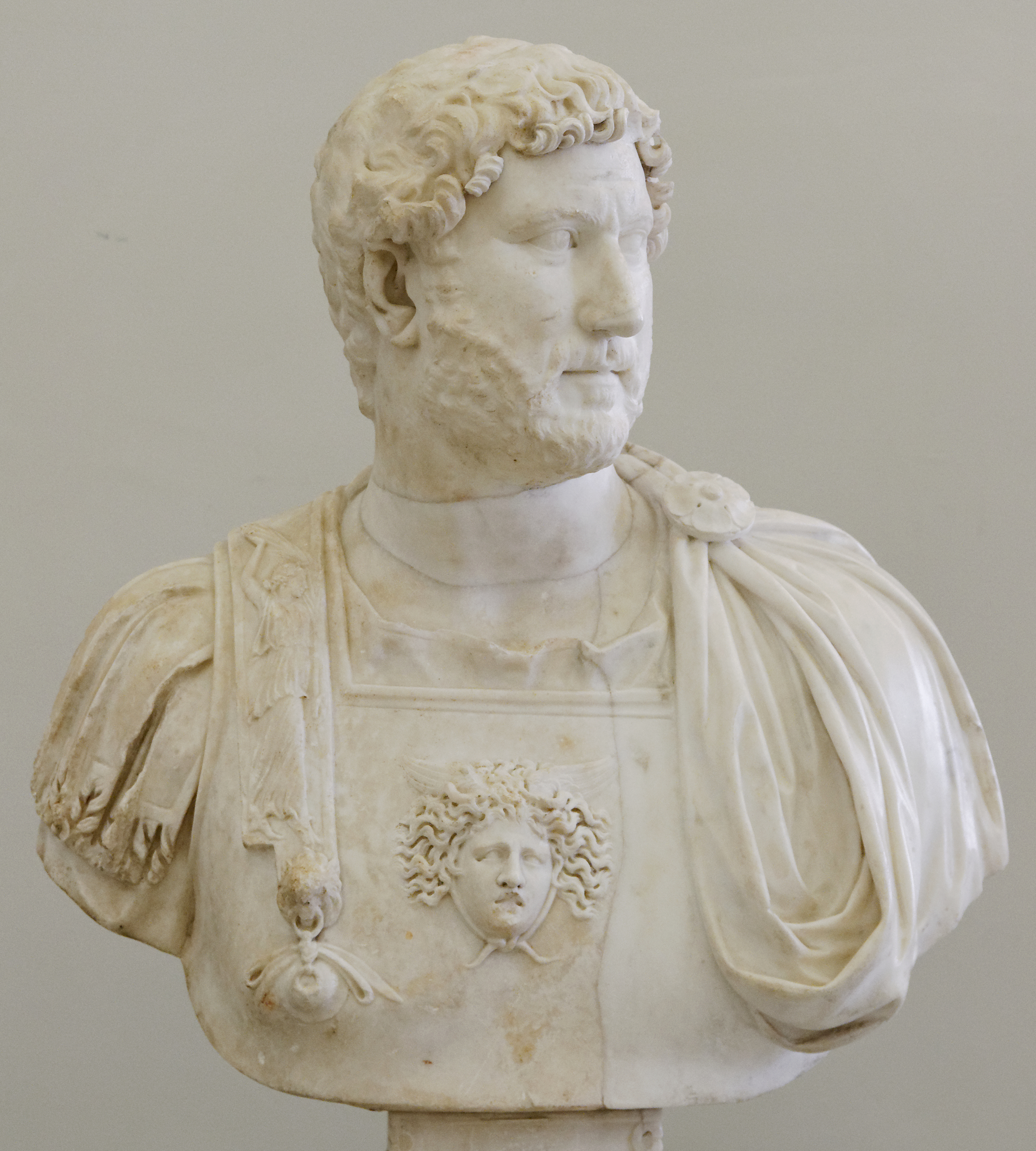
L'empereur Hadrien était philhellène : il fit construire un grand nombre de bâtiments à Athènes, qui subsistent encore de nos jours.

La période de domination romaine en Grèce s'étend conventionnellement de 146 av. J.-C. après le sac de Corinthe jusqu'à la reconstruction de Byzance par Constantin Ier et sa proclamation en tant que seconde capitale de l'Empire romain en 330 apr. J.-C. Durant cette période la Grèce était alors divisée en plusieurs provinces romaines distinctes.
Marc Aurèle était un admirateur de la philosophie stoïcienne et a d'ailleurs beaucoup contribué à la diffusion du stoïcisme dans l'Empire romain.

### Empire byzantin

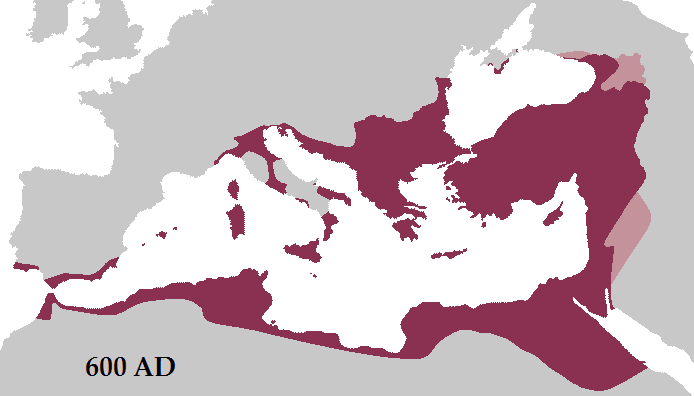
L'Empire byzantin vers l'an 600.

En 395, à la mort de Théodose Ier, l’Empire romain est partagé en deux parties : l’Empire romain d'Occident qui disparaît en 476, et l’Empire romain d’Orient qui dura jusqu'en 1453 à Constantinople, jusqu’en 1461 à Trébizonde et Mistra et jusqu’en 1475 en Crimée grecque. La disparition de la partie occidentale de l’Empire romain et la fin du système des légions, ainsi que les menaces permanentes sur leurs frontières amenèrent les Byzantins à se doter d’une armée puissante dont la tactique a évolué et commencé à s’élaborer de manière autonome dès le VIe siècle. Le terme « byzantin » vient de Byzance, l’ancien nom de la capitale Constantinople, mais l’appellation « Empire byzantin » apparaît seulement au XVIe siècle, en 1557, sous la plume de l’historien allemand Hieronymus Wolf, pour définir l’histoire de l’Empire romain d’Orient considérée comme une histoire grecque, distincte de celle de l’Empire romain d'Occident. En effet, bien que les citoyens de l’Empire d’Orient nommaient leur État en grec Βασιλεία Ρωμαίων (Basileía Rômaíôn : « Empire des Romains »), qu’ils se considéraient comme Romains (Rômaíoi), et qu’ils ne se soient jamais désignés comme « Byzantins », il n’en reste pas moins que la langue de communication, la culture et la liturgie de l’Empire romain d’Orient étaient essentiellement grecques : d’ailleurs, si certains chroniqueurs désignent l’empire comme « Terre de Romanie » (Geoffroi de Villehardouin), la plupart utilisent plutôt « Imperium Graecorum », « Græcia » ou « Terra Græcorum » et « Grecs » pour ses citoyens.

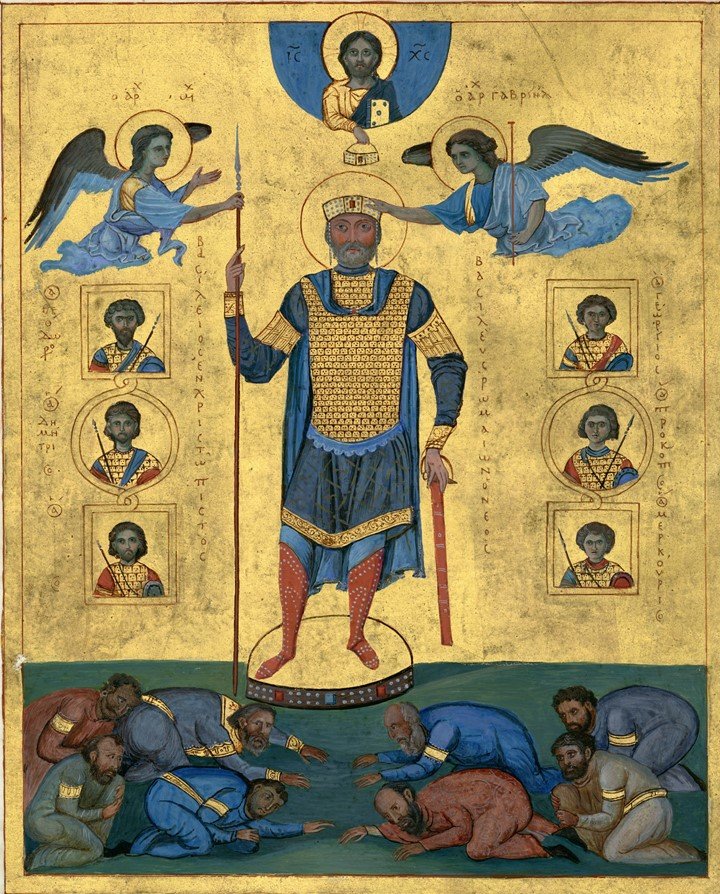
L'empereur Basile II contribua à étendre les frontières de l'Empire vers le Levant.

Au cours des mille ans séparant l’an 395 de l’an 1453, un certain nombre de valeurs et de savoirs furent conservés par les Grecs byzantins : État de droit écrit gouverné par le Code Justinien, Empereur responsable devant le Sénat, absence de servage, collectivités agricoles libres, techniques agricoles élaborées (irrigation), architecture romane, aqueducs, eau courante, tout-à-l’égout et éclairage dans les villes, usage de bains, sémaphores et phares, transmission des savoirs antiques, de la philosophie grecque classique et de la médecine hippocratique dans les universités de Constantinople, Trébizonde et Mistra. Ces savoirs ont d'abord été transmis à tout le monde chrétien et ensuite aux Arabes qui à leur tour les ont communiqués au sein de leurs conquêtes : L'empereur Romain Ier Lécapène (Ρωμανός Α' ο Λεκαπηνός) envoie bibliothèques et traducteurs en Espagne musulmane, à Hasday ibn-Chaprut (Xe siècle), ministre du calife de Cordoue, Abd al-Rahman III.
L'empereur Justinien (527-565) a marqué son époque dans plusieurs domaines : la politique, les conquêtes militaires, la codification du droit romain et une série de nouvelles lois dont certaines concernent l'Église et la théologie. C'est dans l'Empire Byzantin que fut fondée la première université au monde : l'université de Constantinople, en 425,. De surcroît, les premiers hôpitaux modernes s'y développent au cours des Ve et VIe siècles sous l'impulsion de Basile de Césarée,.
À partir de la seconde moitié du Xe siècle, sous l'impulsion de grands empereurs-soldats, Nicéphore II Phocas (963-969) et Basile II (976-1025), les armées byzantines étendirent la frontière de l'Empire vers l'Orient. Elles s'emparèrent d'Antioche et du nord de la Syrie. L’instabilité politique caractérise cependant l’empire. Après une période de troubles, la dynastie des Comnènes reste au pouvoir pendant un siècle (1081-1185) : le règne d'Alexis Comnène est marqué par un regain de la puissance byzantine et une lutte acharnée contre les Croisés et les Seldjoukides. La puissance byzantine se caractérise par une véritable domination des mers, que cela fût économique ou militaire. L'Empire byzantin est une véritable thalassocratie, héritage de la Grèce hellénistique,.

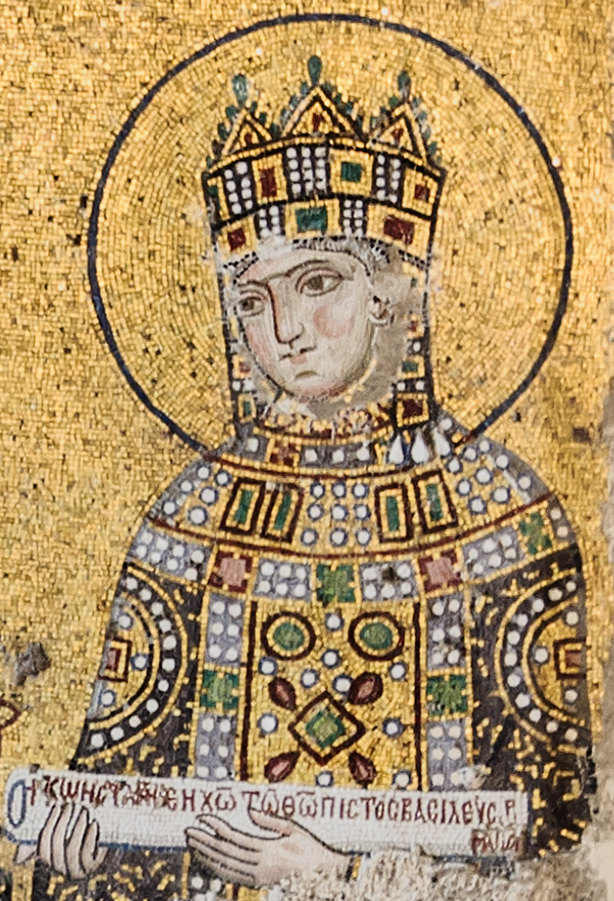
Mosaïque représentant l'impératrice Zoé (XIe siècle), qui régna conjointement avec Romain III, Michel IV et Constantin IX entre 1028 et 1042.

La société byzantine est une société hellénisée, profondément cosmopolite. Les Byzantins se considèrent à la fois comme les héritiers des Romains et des Grecs, influencés par leurs voisins Perses, Arméniens et Arabes. Constantinople en est le symbole : c'est une ville multi-ethnique et multi-confessionnelle. Les taxes étaient les mêmes pour tous les habitants, ce qui est un cas assez unique pour l'époque, a contrario de ce que fait plus tard l'Empire ottoman. Les marchands byzantins occupent une place prédominante dans la société : le commerce maritime représente la principale source de revenus pour l'Empire, qui a une influence non seulement dans le bassin levantin (Hellespont), mais aussi en mer Noire (avec les ports grecs d'Odessa, Trébizonde et de Théodosie) et en Méditerranée (Syracuse en Sicile, Leptis Magna en Cyrénaïque, Alexandrie en Égypte). La culture byzantine s'articule essentiellement autour de l'orthodoxie, et la religion est une partie centrale de la société de l'époque. La famille a une place importante : les mères représentent l'unité familiale et ont une place influente. Les filles, comme les garçons, peuvent recevoir une éducation, bien que celle-ci ne fût pas mixte. De surcroît, les femmes sont admises à l'Université de Constantinople et peuvent devenir médecins. La présence de femmes médecins n'est pas une innovation de l'époque byzantine, puisqu'elle remonte à la Grèce et la Rome antiques. Les études et la formation des femmes médecins étaient équivalentes à celles de leurs collègues masculins. Les principales spécialités médicales des femmes médecins étaient la gynécologie et la profession de sage-femme. La législation byzantine traitait de manière relativement égale les médecins femmes et hommes. Cependant, elles restent considérées comme mineures sur le plan juridique. Malgré certaines restrictions, de nombreuses femmes ont un rôle dans la vie publique et exercent des activités commerciales. Les femmes ont joué un rôle prééminent dans la culture byzantine : Anne Comnène en littérature, les impératrices Théodora, Irène et Zoé en politique.

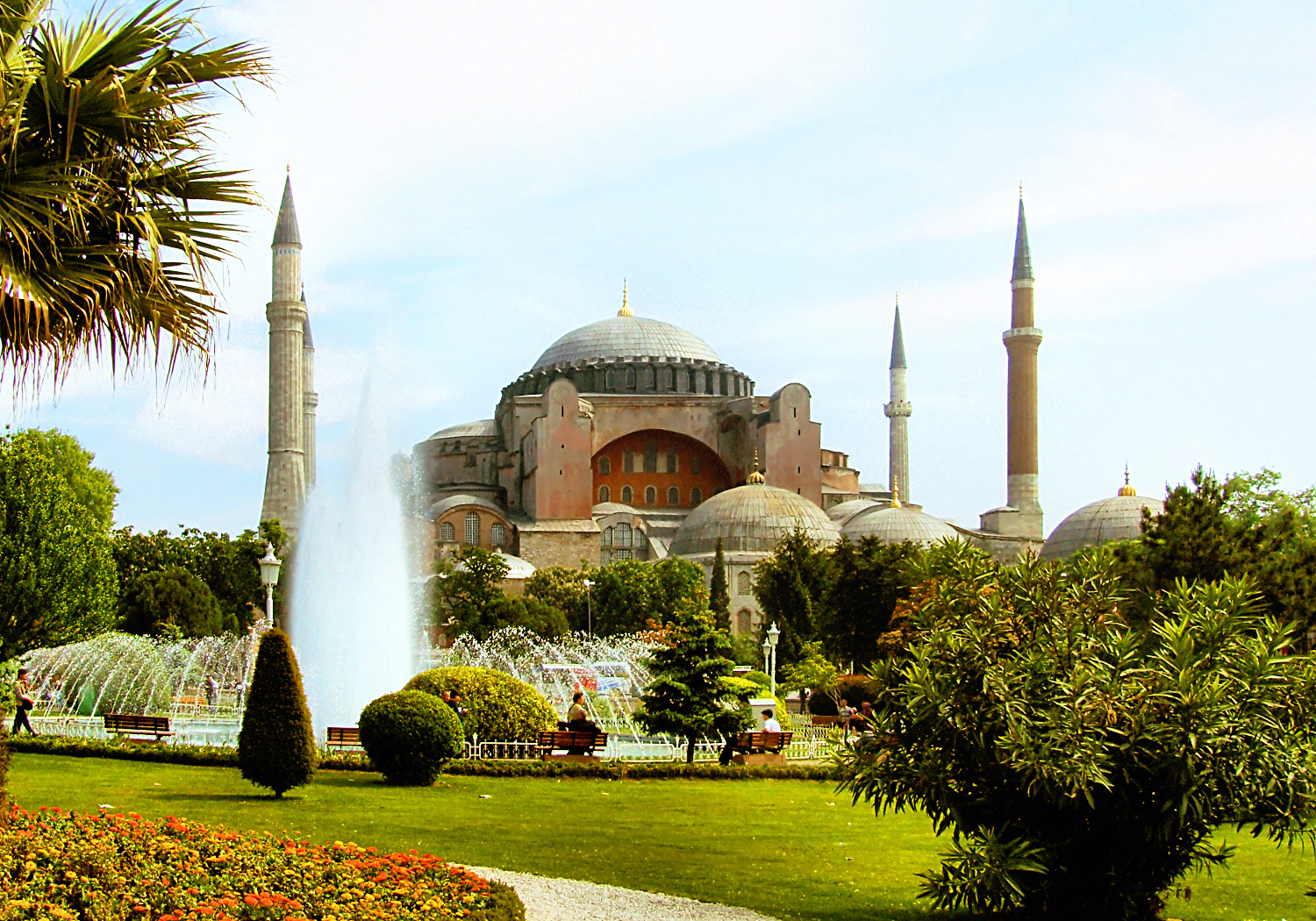
La basilique Sainte-Sophie, construite au VIe siècle par l'empereur Justinien. Son nom signifie en grec « sagesse divine » (Ἁγία Σοφία).

L'art byzantin est un art impérial, qui reprend la tradition romaine. Entre 395 et 1453, l'architecture fut très prolifique et beaucoup de vestiges nous sont parvenus : monastères du mont Athos, Tour Blanche de Thessalonique. La ville contemporaine d'Istanbul garde encore des traces de cet héritage byzantin : murailles de la ville, palais de Boucoléon, basilique Sainte-Sophie. L'influence byzantine est considérable, s'étendant de l'Égypte jusqu'en Russie, en passant par la Sicile : basilique de Ravenne, monastère de Djvari en Géorgie, monastère de la Transfiguration dans le désert du Sinaï, chapelle palatine de Palerme, cathédrale Sainte-Sophie de Novgorod. Nonobstant la chute de Constantinople en 1453, l'influence byzantine ne disparaîtra pas pour autant : elle se retrouve au XVIe siècle avec la construction de la mosquée des Omeyyades de Damas.
Comme l'Empire romain, l’Empire byzantin fut un État chrétien qui, après le schisme de 1054, resta fidèle à l’orthodoxie et aux dogmes du christianisme de l’église du premier millénaire. Un de ces dogmes est que le Saint-Esprit ne procède que de Dieu lui-même et non du Christ, ce qui fait que toute âme même non chrétienne peut être sauvée : pour cette raison, l’empire byzantin refuse de participer aux croisades du XIe siècle au XIIIe siècle et considère les Latins comme un danger aussi grave que celui des Turcs, ce que confirme le sac de Constantinople par les Croisés en 1204, qui morcelle et affaiblit définitivement l’empire.

### Période ottomane
La Grèce ottomane est le terme utilisé pour désigner la période de domination ottomane, dès avant la prise de Constantinople en 1453 (puisque les Ottomans s’emparent des Balkans dès le XIVe siècle) et jusqu’à la fin de la guerre d'indépendance grecque au début des années 1830. La majeure partie de la Grèce fait alors partie de l’Empire ottoman, dont les conquêtes durent plusieurs siècles (la dernière île grecque prise est Tinos en 1715 : une partie non négligeable de l’actuel territoire restant jusqu’à très tardivement sous la souveraineté vénitienne). Corfou, Ithaque et l’archipel ionien n’ont jamais fait partie de l’Empire ottoman. La Crète demeura vénitienne jusqu’à la moitié du XVIIe siècle ; le Péloponnèse fut reconquis et occupé pendant trente ans par les Vénitiens, jusqu'en 1715.
Les Grecs connaissaient alors des situations sociales contrastées. Alors que les aristocrates grecs des îles Ioniennes et de Constantinople (Phanariotes) vivaient dans la prospérité, certains obtenant même des postes à responsabilité au sein de l'administration ottomane, une importante partie de la population de Grèce continentale souffre des conséquences économiques et sociales de la conquête. Dans les dernières années, les autorités ottomanes lancèrent une politique de création de domaines héréditaires, qui transforma les ruraux grecs en véritables serfs (système des Timars).

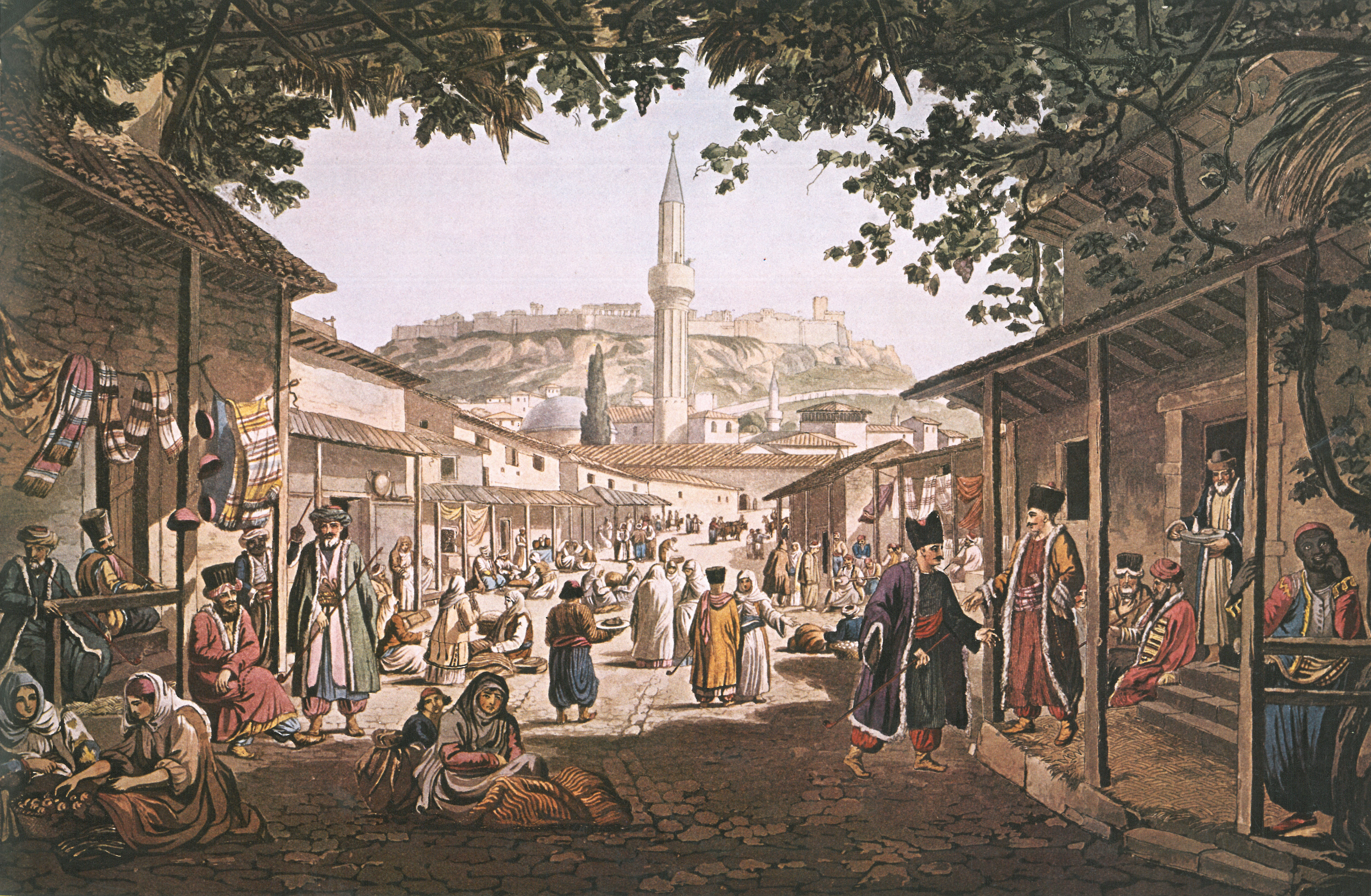
Grèce ottomane.

Depuis la chute des empereurs de Constantinople, l’Église grecque orthodoxe était considérée par le gouvernement ottoman comme l’autorité dirigeant toute la population chrétienne orthodoxe de l’Empire ottoman, qu’elle soit de langue grecque ou non. Bien que l’État ottoman n’obligeât pas les non-musulmans à se convertir à l’Islam, les chrétiens étaient confrontés à différents types de discriminations liées à leur statut inférieur dans l’Empire (dont la pédomazoma (παιδομάζωμα) : enlèvement des garçons pour les enrôler dans les janissaires, et la double-capitation sur les non-musulmans). Les discriminations contre les chrétiens, surtout lorsqu’elles étaient associées à des mauvais traitements de la part des autorités ottomanes locales, décidaient la conversion, réelle et définitive, ou apparente et provisoire. Au cours du XIXe siècle, avec l’émergence du nationalisme grec moderne, certains « crypto-chrétiens » retournèrent à leur ancienne obédience religieuse… surtout lorsque les territoires où ils vivaient, furent enlevés à l’Empire ottoman par les nouveaux états chrétiens.
La nature de l’administration ottomane de la Grèce diffère selon les régions et les époques. Certaines villes étaient dirigées par des gouverneurs nommés par le Sultan tandis que d’autres étaient des municipalités qui s’autogouvernaient. Certaines régions montagneuses et de nombreuses îles restèrent à l’écart du pouvoir central ottoman pendant de nombreux siècles. Quand des conflits militaires se déclenchaient entre l’Empire ottoman et des États chrétiens (Autriche, Venise), les Grecs, à quelques exceptions près, prenaient généralement les armes contre l’Empire, surtout si ses adversaires étaient orthodoxes (Empire russe, principautés danubiennes). Avant la guerre d'indépendance, il y eut une série de guerres où l’on vit des Grecs combattre les Ottomans : la participation grecque à la bataille de Lépante en 1571, la révolte des paysans épirotes de 1600-1601 en même temps que celle de Michel de Valachie dans les principautés danubiennes, la guerre de Morée de 1684-1699 et la révolution d'Orloff de 1770 qui cherchait à démanteler l’Empire ottoman en faveur des intérêts russes. Ces insurrections furent noyées dans le sang.

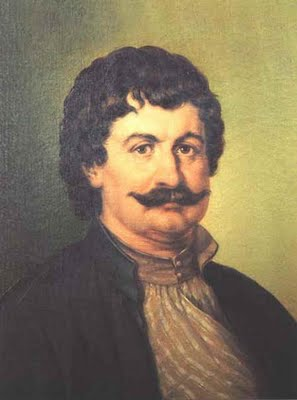
Rigas Feraïos est l'un des plus importants intellectuels des Lumières néohellènes.

Les XVIe et XVIIe siècles sont vus comme un « âge obscur » de l’histoire grecque, la perspective de renverser la domination ottomane apparaissant éloignée. Au cours du XVIIIe siècle, cependant, cette perspective se concrétisa grâce à la richesse de la classe marchande. Ces marchands commencèrent à dominer le commerce à l’intérieur de l’Empire grâce aux communautés dans les Balkans, en Europe occidentale et sur les pourtours de la Méditerranée. Les idées des Lumières combinées aux idéaux de la Révolution française et du sentiment national romantique commencèrent à pénétrer le monde grec par l’intermédiaire de cette diaspora marchande. À la fin du XVIIIe siècle, Rigas, le premier à envisager un État grec indépendant, publia une série de documents sur l’indépendance grecque, incluant notamment la première carte détaillée de la Grèce, à Vienne. À cette époque, la notion de « Grec » se confondait encore avec celle d’ancien citoyen de l’Empire grec (Rômaios / Ρωμαίος, pas forcément hellénophone, mais grec orthodoxe selon le système ottoman des milliyets) et la « Nouvelle Grèce libre » alors envisagée par les « philhellènes » était plutôt philosophique que nationale, débordant largement la Grèce moderne et se référant plutôt à l’antique aire d’expansion de l’hellénisme (ἑλληνιζμός / hellênizmós), incluant la majeure partie des Balkans, l’Anatolie occidentale et la région du Pont. Un mouvement philhellène soutenu par les Tsars se développe à ce moment dans l'Empire russe et se traduit par la mise en place, au nord de la mer Noire, dans les territoires alors pris à l’Empire ottoman, d’une « Nouvelle Russie » multinationale, mais orthodoxe, où de nombreux colons grecs sont invités et dont les villes nouvelles reprennent les noms des antiques colonies grecques de la région ou bien reçoivent des noms grecs : Odessa, Tyraspolis, Nicopolis, Chersonèse, Théodosia, Eupatoria, Sébastopol, Simferopol, Melitopol, Stavropol et d'autres, tandis que les études archéologiques se multiplient. Puis, au début du XIXe siècle, la notion de « Grec » prend de plus en plus une signification ethnique au sens moderne du terme, et se confond dès lors avec l’ensemble des locuteurs natifs de la langue grecque, et eux seuls.

### Guerre d’indépendance
En 1814, une organisation secrète, la Filikí Etería, fut fondée avec pour but la libération de la Grèce. Cette organisation est en contact avec les élites des salons de Paris, Londres, Moscou ou encore Vienne : la cause grecque séduit rapidement ces milieux intellectuels et politiques. Le 25 mars 1821, jour de l'Annonciation ô combien symbolique pour les Grecs fervents orthodoxes, les indépendantistes se réunissent en Assemblée nationale à Épidaure pour y proclamer solennellement leur indépendance. Cette proclamation, signée par Pierre Mavromichális qui est alors le chef des armées indépendantistes, marque le début de la guerre d'indépendance grecque :« Jamais cause ne fut plus juste ni plus sacrée que la nôtre ; nous combattons pour notre sainte religion, pour notre vie, pour notre honneur, pour nos propriétés, que nos farouches oppresseurs ne respectèrent jamais. Cette terre défendue par des héros illustres, par le génie et les vertus de nos ancêtres, et si longtemps, hélas ! arrosée de nos larmes ; cette terre nous appartient, elle est notre héritage. Toute l'Europe lui est redevable de ses arts, de ses lumières et de tous les bienfaits de la civilisation. Voici le moment pour vous, nations et gouvernements éclairés, d'acquitter votre dette envers la Grèce, notre patrie. Nous ne vous demandons que des conseils, des armes et des secours pécuniaires, que nous vous rendrons avec reconnaissance : la gloire de nos bienfaiteurs durera autant que celle de la Grèce. - Cri d'Indépendance. »

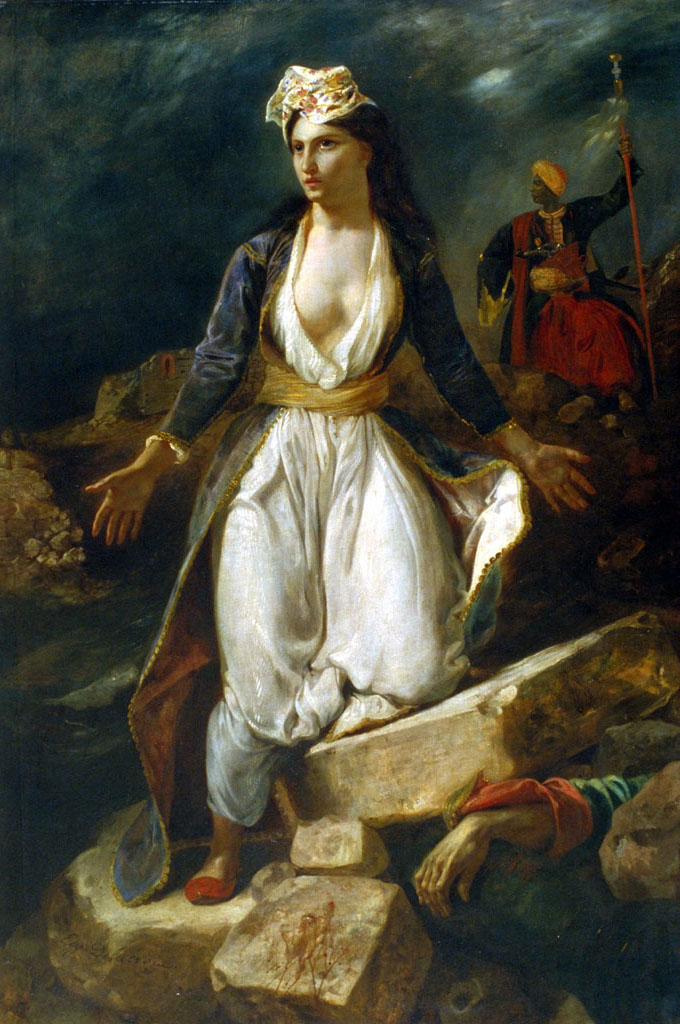
La Grèce sur les ruines de Missolonghi, tableau d'Eugène Delacroix, 1826.

Les insurgés avaient prévu de lancer le mouvement dans le Péloponnèse, et les principautés danubiennes alors gouvernées par des Phanariotes. Le Péloponnèse entra en révolte ouverte à partir de la fin mars et, en octobre 1821, les Grecs capturèrent Tripolizza. La révolte péloponnésienne fut suivie par des révoltes en Crète, en Macédoine et en Grèce centrale. Pendant ce temps, les navires grecs avaient remporté des succès contre la marine ottomane dans la mer Égée, ce qui gêna l’envoi de renforts ottomans par la mer. Toutefois, en 1822, les Turcs ravagèrent Chios, ce qui galvanisa l’opinion publique occidentale en faveur des Grecs. Dans un premier temps, cependant, aucun pays ne bougea à cause du poids politique et diplomatique de la Sainte-Alliance, à l'exception de la jeune république d'Haïti, premier pays à reconnaître l'indépendance de la Grèce le 15 janvier 1822,. Par l'entremise de l'abbé Grégoire, le président Boyer décide d'envoyer une aide aux indépendantistes, proportionnelle à ses moyens, avec 25 tonnes de café et 100 soldats haïtiens. Ces derniers n'arrivent jamais, sûrement victimes de piraterie.
Pendant deux ans, les Grecs multiplièrent les victoires. Cependant, ils commencèrent à se déchirer. Pendant ce temps, le Sultan négocia avec Méhémet Ali d’Égypte, qui accepta d’envoyer son fils Ibrahim Pacha en Grèce avec une armée pour supprimer la révolte en échange d’un gain territorial. Ibrahim accosta dans le Péloponnèse en février 1825 et conquit rapidement la majeure partie de la région. Missolonghi, assiégée par les Ottomans depuis le mois d’avril 1825, tomba en 1826. Athènes tomba à son tour en juin 1827.
Après des années de négociation, les trois grandes puissances, la Russie, le Royaume-Uni et la France, décidèrent d’intervenir dans le conflit, chaque nation envoyant une flotte en Grèce. La Russie, intéressée entre autres au sort des Orthodoxes grecs, souhaitait de plus en plus ardemment intervenir. Les Britanniques, quant à eux, désiraient limiter l'influence russe dans la région. D’après des informations selon lesquelles une flotte combinée turco-égyptienne devait attaquer l’île grecque d’Hydra, la flotte alliée intercepta la flotte turco-égyptienne à Navarin. Après un long bras de fer d’une semaine, la bataille commença et eut pour résultat la destruction de la flotte turco-égyptienne. Une expédition française fut ensuite envoyée dans le Péloponnèse pour superviser son évacuation par l'armée égyptienne en 1828, tandis que les Grecs obtenaient des succès contre les Ottomans en Grèce Centrale. La Russie déclara la guerre aux Turcs la même année. Sa victoire fut entérinée par le traité d'Andrinopole, en 1829. Ces interventions européennes précipitèrent la création de l'État grec. Le protocole de Londres (1830), signé par des représentants britanniques, français et russes, permit en effet l'affirmation de l'indépendance grecque que la Prusse et l'Autriche autorisèrent. La France, la Russie et le Royaume-Uni, appelées « puissances protectrices », gardèrent ensuite une influence notable sur le jeune royaume (sorte de protectorat, la Grèce étant endettée à la suite de différents emprunts contractés pendant la guerre et au début de la naissance de l'État). Lors du protocole de Londres, la Grèce indépendante ne représente qu'une portion congrue du monde hellénique : Attique, Péloponnèse et Cyclades. Ce n'est qu'une partie infime de ce que représente en réalité cette influence hellénique, qui s'étendent aux Îles Ioniennes, en Épire, en Macédoine, Dodécanèse, dans l'Hellespont, en Crète, à Chypre et en Asie Mineure. Le refus de Paris, Londres, Moscou et Vienne de constituer une « Grande Grèce » s'explique par la volonté de ne pas voir se démanteler l'Empire Ottoman qui est considéré comme un élément de stabilité au Levant et favorables aux intérêts stratégiques et économiques occidentaux. Le Royaume-Uni, notamment, ne veut pas perdre ses avantages économiques dans les Détroits tandis que la Russie craint qu'une Grande Grèce, avec Constantinople pour capitale, ne puisse être sa rivale orthodoxe et être trop sous l'influence de Londres ou de Paris. Cela va engendrer un sentiment de frustration chez les Grecs, qui rêvent alors de reconquérir ces « territoires séparés » et de les réunir enfin dans un même État. C'est la Grande Idée (Μεγάλη Ιδέα).

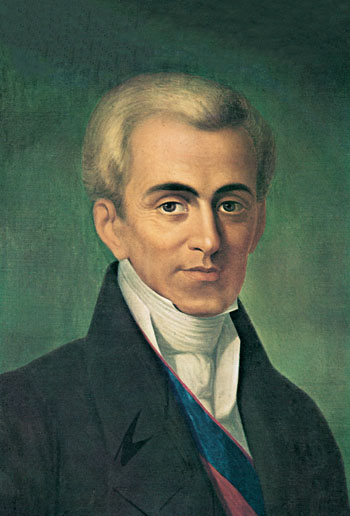
Ioánnis Kapodístrias s'est efforcé de moderniser le jeune État grec.

En 1827, l'Assemblée nationale réunie à Trézène dans le Péloponnèse, élit à l'unanimité le comte Ioannis Kapodístrias comme chef de l'État. Celui-ci est alors un ancien administrateur des îles Ioniennes pendant la période française de la république des Sept-Îles, ainsi qu'un influent diplomate à la cour de Russie. C'est d'ailleurs en cette qualité qu'il participe, avec le ministre plénipotentiaire des Affaires Étrangères Charles de Nesselrode aux négociations au Congrès de Vienne. Il peut être ainsi considéré comme le premier véritable chef d'État de la Grèce contemporaine, bien que le pays fût toujours en guerre. En tant que chef de l'État grec, Kapodistrias a modernisé le pays, initiant des réformes de toutes sortes. Il a maîtrisé les principales maladies en introduisant le premier système de quarantaine moderne dans le pays, a négocié les frontières du nouvel État avec l'Empire ottoman et les grandes puissances, réorganisé l'armée, ce qui lui a permis de reprendre le territoire perdu aux Turcs pendant les guerres civiles. Au cours de ses premiers mois au pouvoir, il s'attelle à réorganiser les administrations locales et régionales. Il crée une banque financière locale ainsi qu'une monnaie qui émettait des pièces avec le symbole du phénix. Le symbole fut soigneusement choisi : tel le phénix, la Grèce renaissait de ses cendres, elle qui n'avait jamais vraiment disparue. C'est également grâce à lui que la culture de la pomme de terre a été introduite en Grèce, afin de mettre fin aux famines récurrentes. Il développera l'Académie Ionienne pour faire revivre sur le plan culturel les lettres grecques. Les réformes de Ioannis Kapodístrias, cependant, ne font pas l'unanimité dans les rangs grecs (la puissante famille des Mavromichalis est son principal adversaire) ni dans les chancelleries étrangères (il est particulièrement détesté par Metternich qui n'apprécie pas ses idées libérales). Face à la situation financière précaire du jeune État grec, Kapodístrias refusera de percevoir un traitement. En 1831, il est assassiné à Nauplie alors qu'il sortait de l'église par les deux fils de Pierre Mavromichális,,.

### Grèce ottonienne (1832-1862)

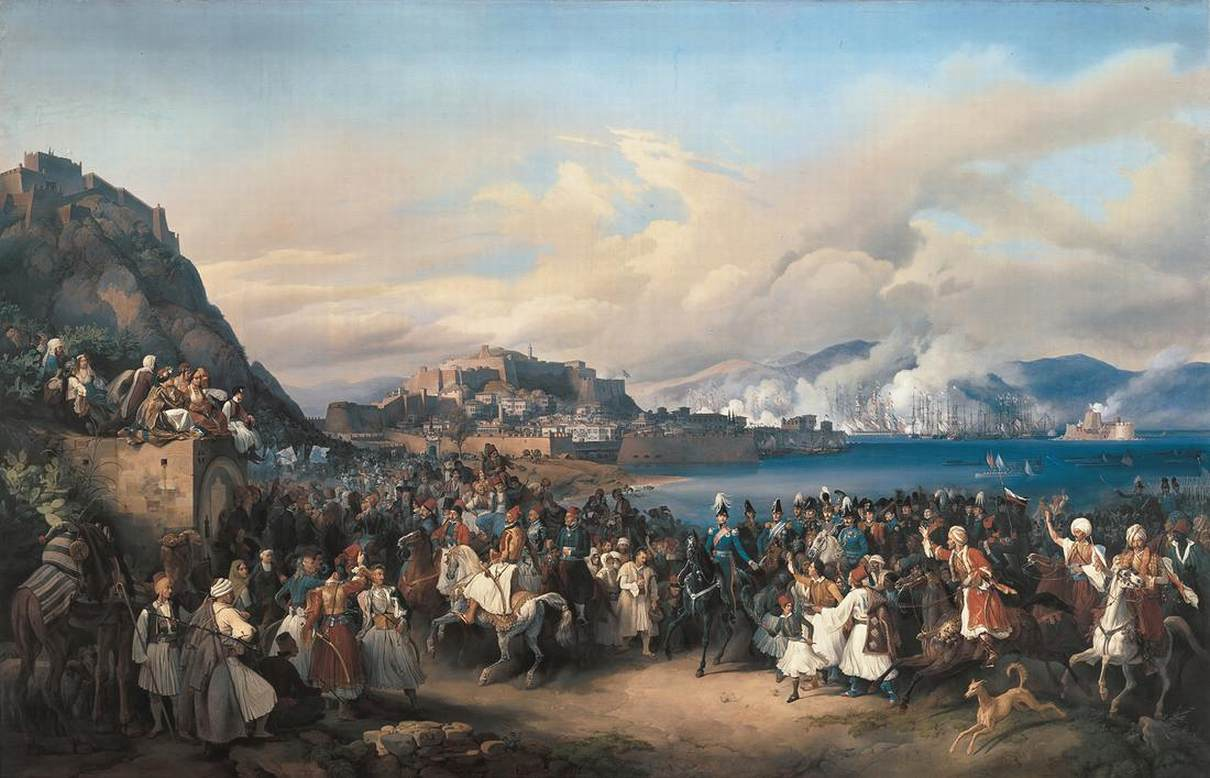
L'arrivée à Nauplie du roi Othon de Grèce, tableau de Peter von Hess, 1835.

On appelle « Grèce ottonienne » la période comprise entre 1832, date du début du règne d'Otton Ier, et 1862, date de son abdication. La guerre d'indépendance terminée, il convient de trouver un nouveau chef d'État à la Grèce ressuscitée. Dans l'Europe de la Sainte-Alliance, il est évident que le pays sera une monarchie, malgré les volontés de l'Assemblée nationale d'Épidaure et du gouvernement provisoire hellénique d'établir une république. Plusieurs candidats sont proposés. Le duc de Nemours proposé par Louis-Philippe Ier ; le prince Charles de Bavière ; le prince de Saxe-Cobourg Léopold. Mais alors que Léopold de Saxe-Cobourg accepte le trône le 28 février 1830, il se décide de renoncer face à l'intransigeance des chancelleries européennes quant à une modification des frontières et l'inclusion de la Crète dans le nouveau royaume. Léopold devient plus tard roi des Belges, et regrette un temps de ne pas avoir ceint la couronne hellénique. Finalement, après deux ans de tergiversations, les Grandes Puissances s'accordent autour de la candidature d'Otton de Bavière, fils de l'influent Louis Ier de Bavière qui pèse de tout son poids dans ce choix. En janvier 1832, Otton est déclaré roi des Hellènes. Ce dernier obtient de la part des grandes puissances une renégociation des frontières par le traité de Constantinople. Le 6 février 1833, le nouveau monarque débarque à Nauplie, dans le Péloponnèse, où il reçoit un accueil très chaleureux de la part des officiels helléniques et de la population en liesse. Il y prononce quelques mots : « Hellènes ! Appelé auprès de vous par la confiance des Hautes Puissances Médiatrices, à la protection desquelles vous avez dû d'avoir pu terminer glorieusement une guerre longue et destructive, appelé également par vos libres suffrages, je monte sur le trône de Grèce, pour remplir les engagements que j'ai contractés en acceptant la couronne qui me fut offerte. Vous avez, après une lutte sanglante et avec le sacrifice de vos biens les plus chers, acquis une existence politique et l'indépendance, bases fondamentales du bonheur et de la prospérité des nations. Vous vous êtes montrés, par votre courage, les dignes descendants de vos ancêtres, dont la gloire a traversé les siècles, sans perdre de son éclat. »

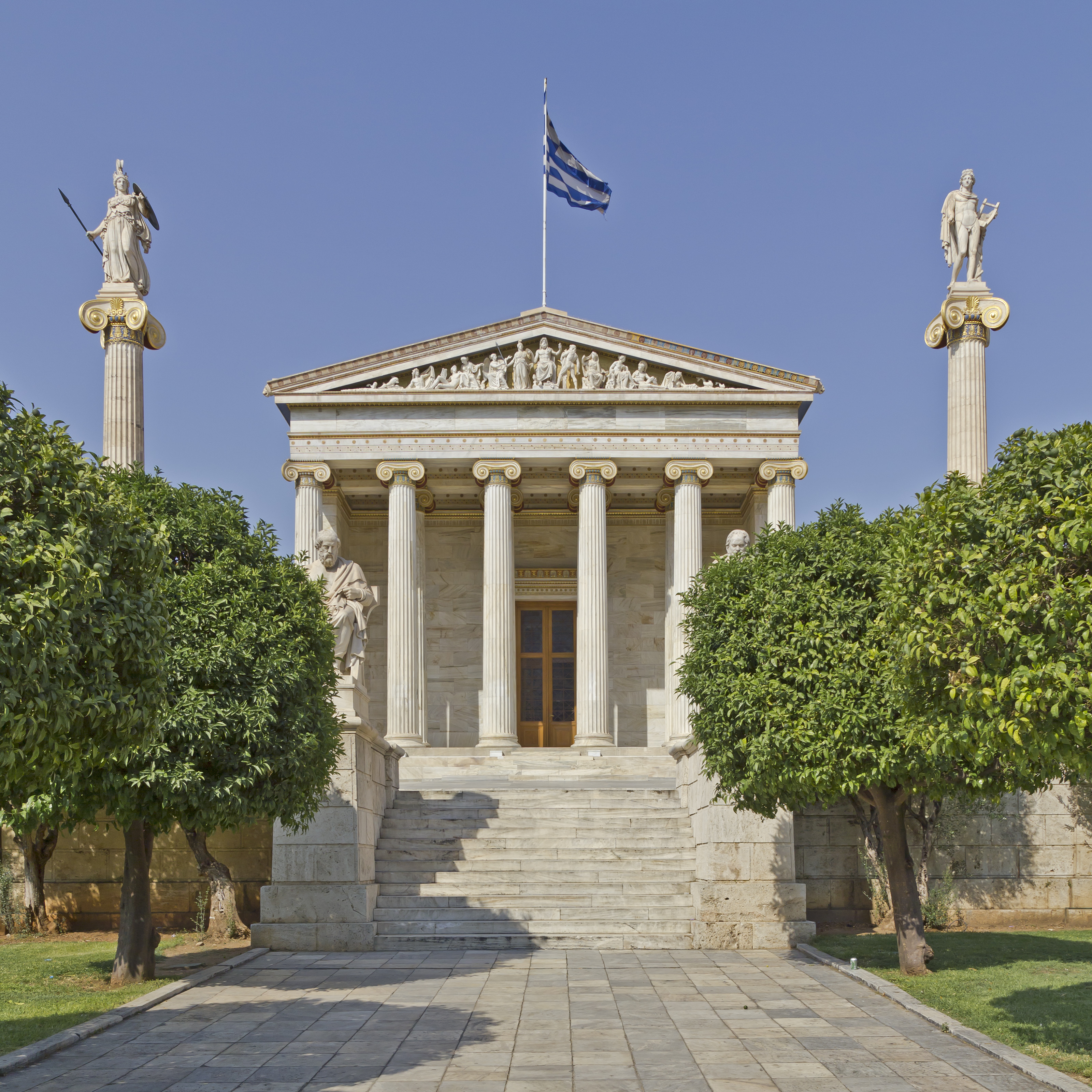
L'Académie d'Athènes est le symbole de la renaissance néoclassique en Grèce, voulue par Othon.

Dans ce discours, la référence à la Grèce antique est loin d'être anodine. La Grèce ottonienne a d'ailleurs comme principale préoccupation le « retour aux sources » à une Grèce classique et l'effacement de la période ottomane. Athènes est déclarée en 1834 capitale du nouveau royaume : le roi charge ses architectes de reconstruire la ville et de la moderniser selon les règles de l'architecture néoclassique. Les principaux édifices qui témoignent de cette politique néoclassique sont les bâtiments de la Bibliothèque nationale, de l'École polytechnique et de l'université nationale et capodistrienne d'Athènes. Othon et son épouse Amélie d'Oldenbourg s'investissent beaucoup dans la construction de la nation grecque moderne : mise en place d'une administration efficace, dans la continuité des réformes de Ioannis Kapodístrias, fondation de l'université nationale d'Athènes, de l'observatoire national, construction du palais royal, loi sur l'instruction publique obligatoire. L'identité nationale hellénique se construit autour de la guerre d'indépendance : en 1838, Othon déclare le 25 mars fête nationale. Il inaugure, avec la reine Amélie, un jardin des Héros à Missolonghi où reposent d'illustres figures du conflit contre la Sublime Porte, comme Márkos Bótzaris,.

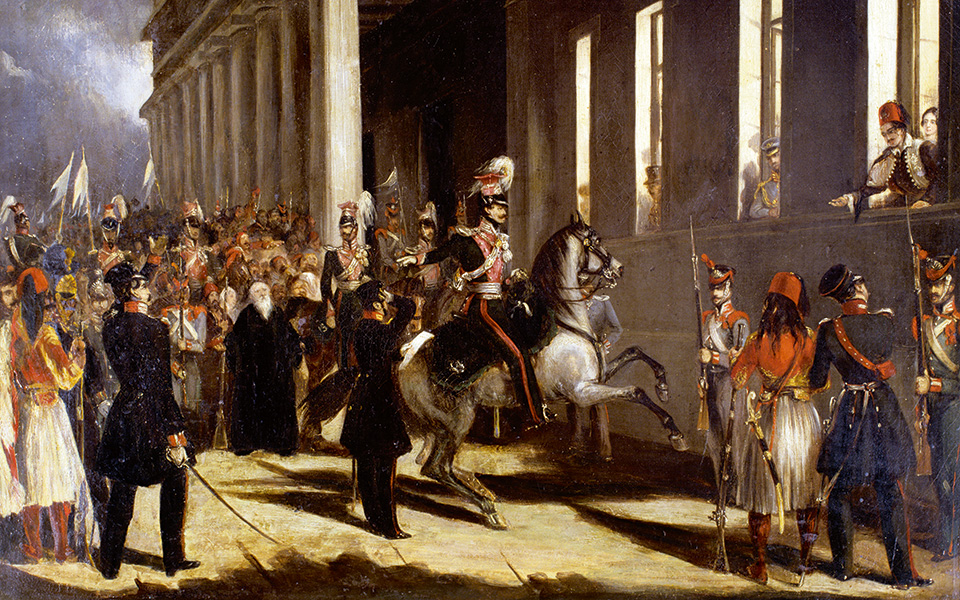
Les Athéniens, menés par Dimitrios Kallergis, demandant une Constitution au monarque, 3 septembre 1843. Tableau apocryphe.

La Grèce d'Otton souffre du jeu des chancelleries européennes : le Royaume-Uni refuse de rétrocéder les îles Ioniennes et l'ambassadeur britannique Edmund Lyons fait tout pour humilier le jeune monarque qu'il n'hésite d'ailleurs pas à qualifier publiquement d'imbécile, l'accusant de se comporter en tyran. Également, il ne manque jamais une occasion de lui rappeler la question délicate de la dette que la Grèce a contractée auprès des puissances occidentales. Durant la guerre de Crimée, les Français et les Britanniques empêchent toute intervention grecque et occupent même le port du Pirée. Exclue de la conférence de Paris de 1856, Athènes n'obtient pas la moindre concession territoriale. Surtout, les grandes puissances profitent de leur nouvel ascendant pour exiger le recouvrement des dettes helléniques et imposer à la Grèce la tutelle d'une commission financière. De surcroît, le monarque gouverne de façon autoritaire : il est contraint de donner au pays une Constitution après le coup d'État du 3 septembre 1843. La Constitution déclare tous les citoyens égaux devant la loi, garantit la liberté de la presse et d'association. Elle confie le pouvoir législatif à une Chambre et à un Sénat. Le pouvoir exécutif reste détenu par le roi qui nomme les ministres sans consultation du Parlement. Toutefois, Othon n'est pas disposé à accepter que le Parlement outrepasse son simple rôle de « chambre d'enregistrement » et entre régulièrement en conflit avec ses ministres. Au début des années 1860, le monarque devient de plus en plus impopulaire : échec de la Grande Idée, pas d'héritier, politique centralisé et autoritaire. En 1861, un attentat organisé par l'étudiant Aristídis Dósios manque de peu la reine Amélie. Un an plus tard, le soulèvement de la population conduit la famille royale à quitter précipitamment le pays pour s'exiler à la Neue Rezidenz de Bamberg, en Bavière. Jusqu'à la fin de sa vie, Othon reste persuadé de son retour en Grèce. Il finance d'ailleurs généreusement la révolution crétoise de 1866. Affaibli, il meurt en 1867, prononçant ses derniers mots pour sa patrie d'adoption : « Grèce, ma chère Grèce... » Le prince Georges de Danemark est choisi pour lui succéder et monte sur le trône en 1863.

### De la révolution industrielle en Grèce jusqu'aux guerres balkaniques

#### Essor économique et industriel
À partir des années 1850, la Grèce entre dans une période d'essor industriel et économique considérable : la marine marchande joue un rôle prééminent dans le dynamisme économique de cette période. En 1850, la Compagnie Hellénique de Navigation voit le jour. L'entreprise prend sérieusement son envol à partir de 1857. Ses bateaux à vapeur, Hydra, Reine Amélie et Panhellénion sillonnent non seulement les côtes grecques mais aussi étrangères. Les premiers itinéraires sont nationaux, notamment du Pirée au Péloponnèse. En 1858, la flotte compte cinq navires et les routes ont été étendues à Thessalonique et la Crète. En 1862, il y avait onze navires effectuant des voyages réguliers entre Smyrne, Constantinople et d'autres ports de l'Asie mineure. Par le traité de Paris de 1856, le Danube est déclaré ouvert au commerce international : la marine marchande grecque en profite pour se développer dans tout le monde balkanique. En 1875, la Compagnie Maritime de Samos est créée et vient dynamiser la marine marchande grecque. Le commerce maritime est l'une des plus grandes forces de la Grèce depuis l'Antiquité. Le début du XXe siècle marque la transition de la voile à la vapeur. La dynamique du développement de la navigation à vapeur a considérablement amélioré l'économie de nombreuses îles grecques, principalement Syros, Céphalonie, Ithaque et Andros. Outre ces îles, le port du Pirée a énormément profité de l'activité des bateaux à vapeur. Au cours des deux dernières décennies du XIXe siècle, celui-ci est devenu le centre industriel et commercial le plus important de Grèce. Le développement rapide du Pirée a donné une impulsion inattendue à la croissance d'Athènes. À cette époque, les réseaux routiers et ferroviaires étaient encore en construction, l'État accordant plus d'importance aux routes de navigation.

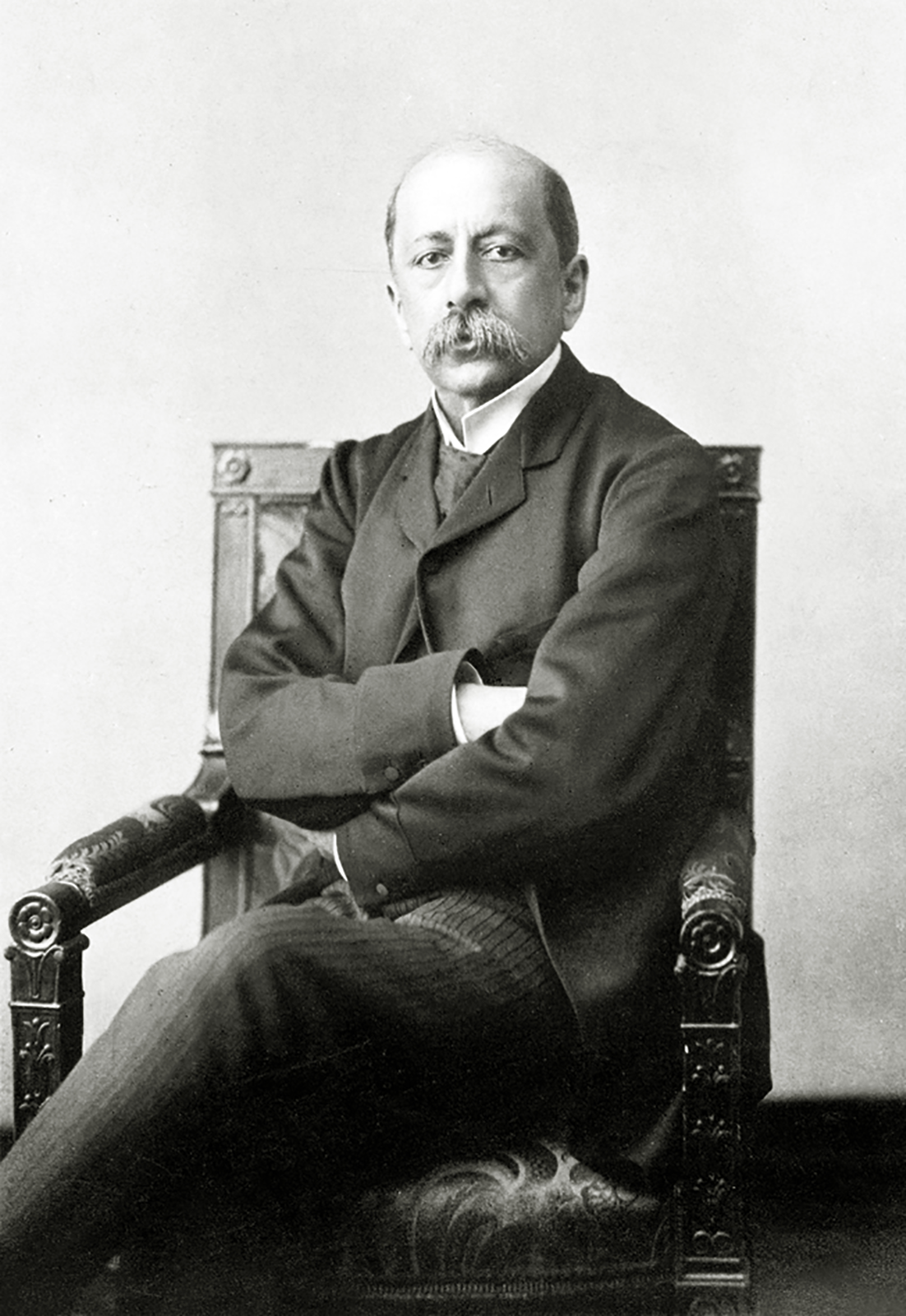
La Grèce doit beaucoup aux réformes modernisatrices de Charilaos Trikoupis.

Le chemin de fer fait progressivement son apparition dans le pays sous l'impulsion du Premier ministre Charilaos Trikoupis : la première ligne de chemin de fer est ouverte en 1869 entre le Pirée et le centre d'Athènes. Après 1883 et jusqu’en 1905, de nombreuses nouvelles voies ont lié la capitale à des villes importantes comme Larissa, Corinthe, Patras et Chalcis. Des voies ont été créées pour relier par ailleurs certaines villes grecques entre elles. Le réseau ferroviaire grec n’a pas favorisé les grands trajets en train mais a plutôt aidé des régions voisines à s’ouvrir les unes aux autres et donc la plupart des habitants se servaient du réseau pour des petits trajets. À la fin du XIXe siècle, la ligne Parthénon - Brindisi - Rome - Paris avec une correspondance maritime à Patras permet de connecter le monde hellénique à l'Europe occidentale. En outre, l'Orient-Express permettait de relier Londres, Paris, Munich et Budapest à Athènes via Sofia et Thessalonique. À partir de 1919, une liaison directe connecte Londres à Athènes par Calais, Paris, Strasbourg, Vienne et Belgrade.

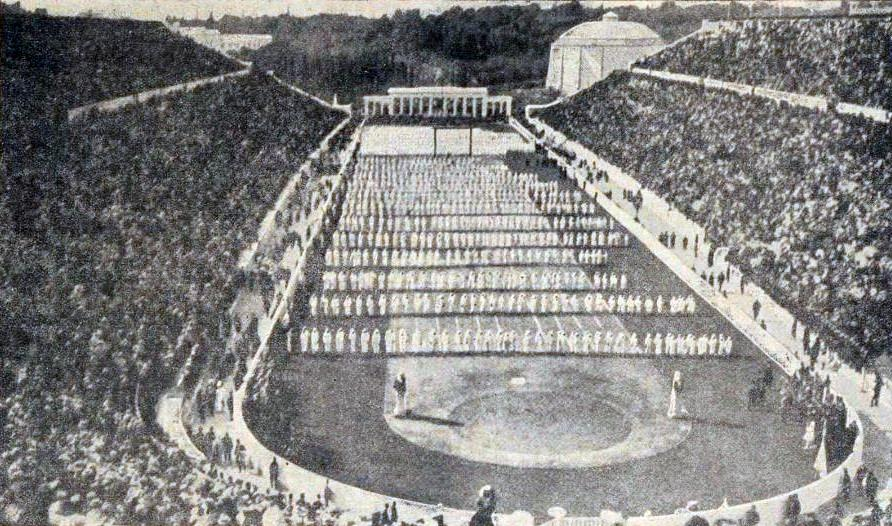
Ouverture des Olympiades de 1896 au Stade panathénaïque.

Cette période est une période d'essor économique, mais aussi intellectuel et culturel. En 1859, une première tentative d'organisation des Jeux Olympiques a lieu à Athènes au Zappéion grâce au financement du philanthrope Evangelos Zappas. Ces jeux, au succès certes modeste, sont les prémices des Jeux Olympiques modernes. En 1880, sous l'impulsion du roi Georges Ier, un Théâtre national est fondé, de même que le Conservatoire municipal d'Athènes. Les frères Yannakis et Miltos Manákis œuvrent activement au développement de l'activité cinématographique hellénique. En 1896, les premières véritables olympiades de l'ère moderne sont ouvertes à Athènes, grâce à l'action du Français Pierre de Coubertin. Ce dernier est un philhellène convaincu : le choix d'Athènes pour organiser la première olympiade contemporaine lui apparaît comme une évidence. Il rapporte plus tard, dans ses écrits : « Rien dans l’histoire ancienne ne m’avait rendu plus songeur qu’Olympie. Cette cité de rêve dressait sans cesse devant ma pensée d’adolescent ses colonnades et ses portiques ; bien avant de songer à extraire de ses ruines un principe rénovateur, je m’étais employé en esprit à rebâtir, à faire revivre sa silhouette linéaire. L’Allemagne avait exhumé ce qui restait d’Olympie ; pourquoi la France ne réussirait-elle pas à en reconstituer les splendeurs ? De là au projet, moins brillant mais plus pratique et plus fécond, de rétablir les Jeux, il n’y avait pas loin. »
Après des négociations entre Coubertin et Constantin, duc de Sparte et diadoque, leur organisation est décidée. À cette occasion, Athènes a rénové intégralement le Stade panathénaïque vieux du IVe siècle av. J.-C. et qui fut même utilisé sous l'empereur Hadrien. Durant dix jours, des événements artistiques sont organisés en marge des compétitions sportives. La ville d'Athènes est illuminée à profusion pour l'occasion. Diverses parades aux flambeaux, concerts et autres réceptions composent le programme des festivités. Des tragédies antiques telles Médée ou Antigone sont données en représentation,. L'athlète grec Spyrídon Loúis se distingue tout particulièrement en remportant le marathon, ce qui ravit la population et flatte l'ego national,,.

#### Grèce venizéliste et coup de Goudi (1909)

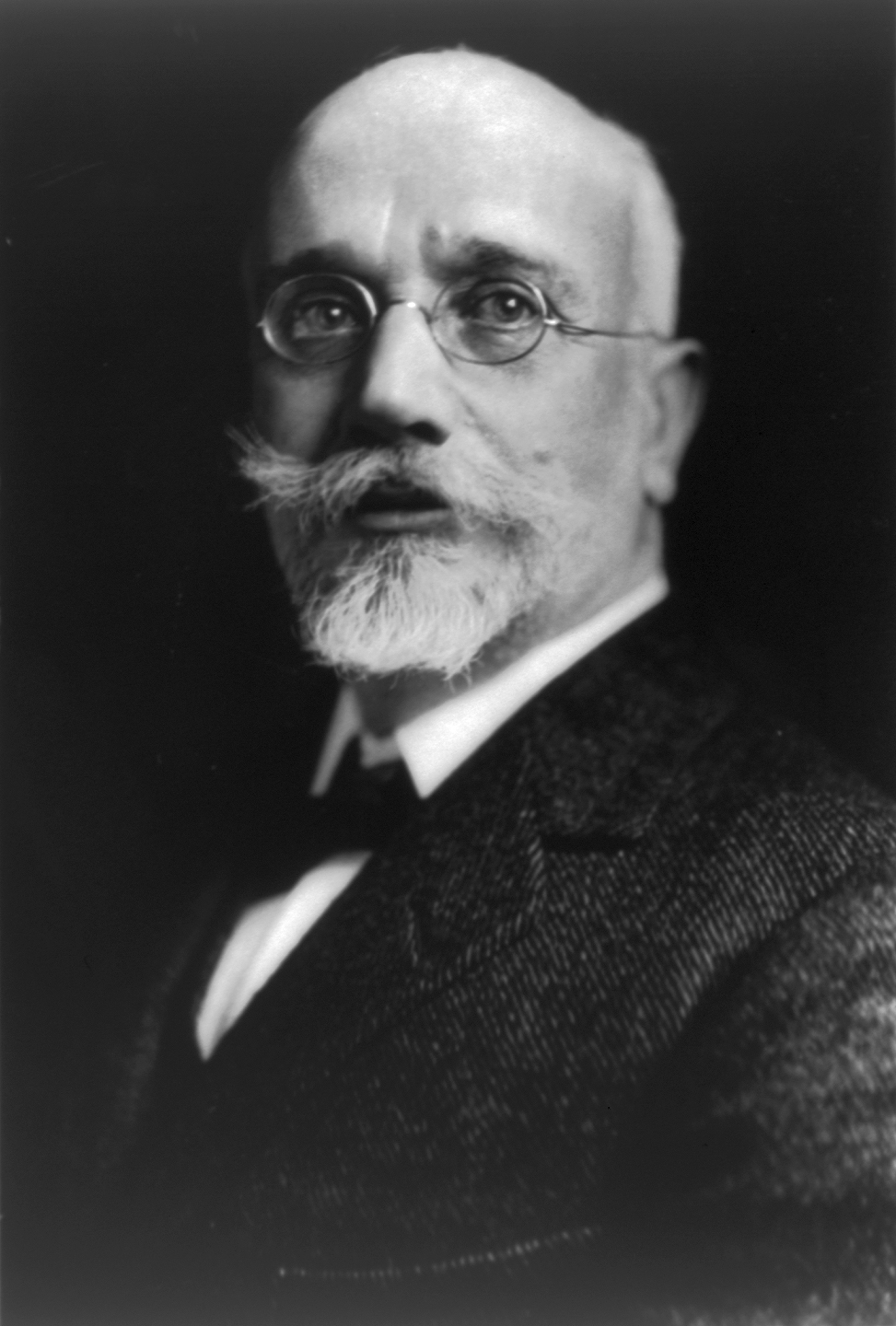
Elefthérios Venizélos fut le véritable bâtisseur de la Grèce contemporaine.

Néanmoins, la Grèce vit au rythme des valses gouvernementales, élément caractéristique de la vie politique hellénique depuis l'avènement de la monarchie constitutionnelle en 1844. De plus, l'esprit de la Grande Idée est loin d'avoir disparu : en 1897, la Grèce se lance, mal préparée et trop sûre d'elle-même, dans une guerre contre l'Empire Ottoman qui se solde par une débâcle grecque. La Grèce déclencha le conflit en envoyant 1 500 soldats pour soutenir l'insurrection crétoise qui avait proclamé l'Enosis. L'armée hellénique lance alors des attaques dans l'Épire et en Macédoine qu'elle revendique. Elle subit deux défaites et les armées ottomanes progressent en territoire grec. Grâce à l'intervention de la Russie, de l'Autriche-Hongrie et des autres puissances, un cessez-le-feu est signé. La paix se solde par quelques légères pertes territoriales pour la Grèce et une indemnité à payer. La défaite est surtout intellectuelle et plonge le pays, en ce début du XXe siècle, dans une profonde crise politique. En 1909, une partie de l'armée hellénique, menée par le colonel Nikólaos Zorbás, fomente un coup d'État contre Georges Ier et son Premier Ministre Dimítrios Rállis : c'est le coup de Goudi. Ces insurgés demandent des réformes et la nomination du libéral Elefthérios Venizélos comme chef du gouvernement. Le roi cède et Venizélos devient Premier ministre. Diplomate hors pair, il joue un rôle politique prééminent pendant les décennies suivantes. Entre 1909 et 1913, il mène des réformes politiques et sociales en profondeur : une cinquantaine d'amendements à la constitution de 1864 ont été adoptés, une réforme agraire est mise sur pied (création d'un ministère de l'Agriculture) et des innovations ont été apportées au système éducatif. L'armée est modernisée grâce à l'aide de la mission militaire française. L'impôt sur le revenu est mis en place, les fonctionnaires sont titularisés. Sur le plan social, Venizélos légalise les syndicats et le droit de grève, pose les bases d'une protection sociale en rendant obligatoire les assurances pour les entreprises. L'interdiction du travail dominical est réaffirmée, le travail des enfants est interdit et réprimé. Les magistrats furent désormais protégés par un Conseil supérieur de la magistrature,.

#### Guerres balkaniques: les prémices d'un conflit global
En 1913, l'Europe se divise progressivement en deux camps. La Grèce est partagée : la famille royale est liée à l'Allemagne wilhlemienne par la reine Sophie de Prusse mais Venizélos est ouvertement francophile. Au cours de la décennie 1910, le Premier ministre se rapproche de la Serbie de Pierre Ier et de la Roumanie de Dimitri Ionescu dont il est très proche.

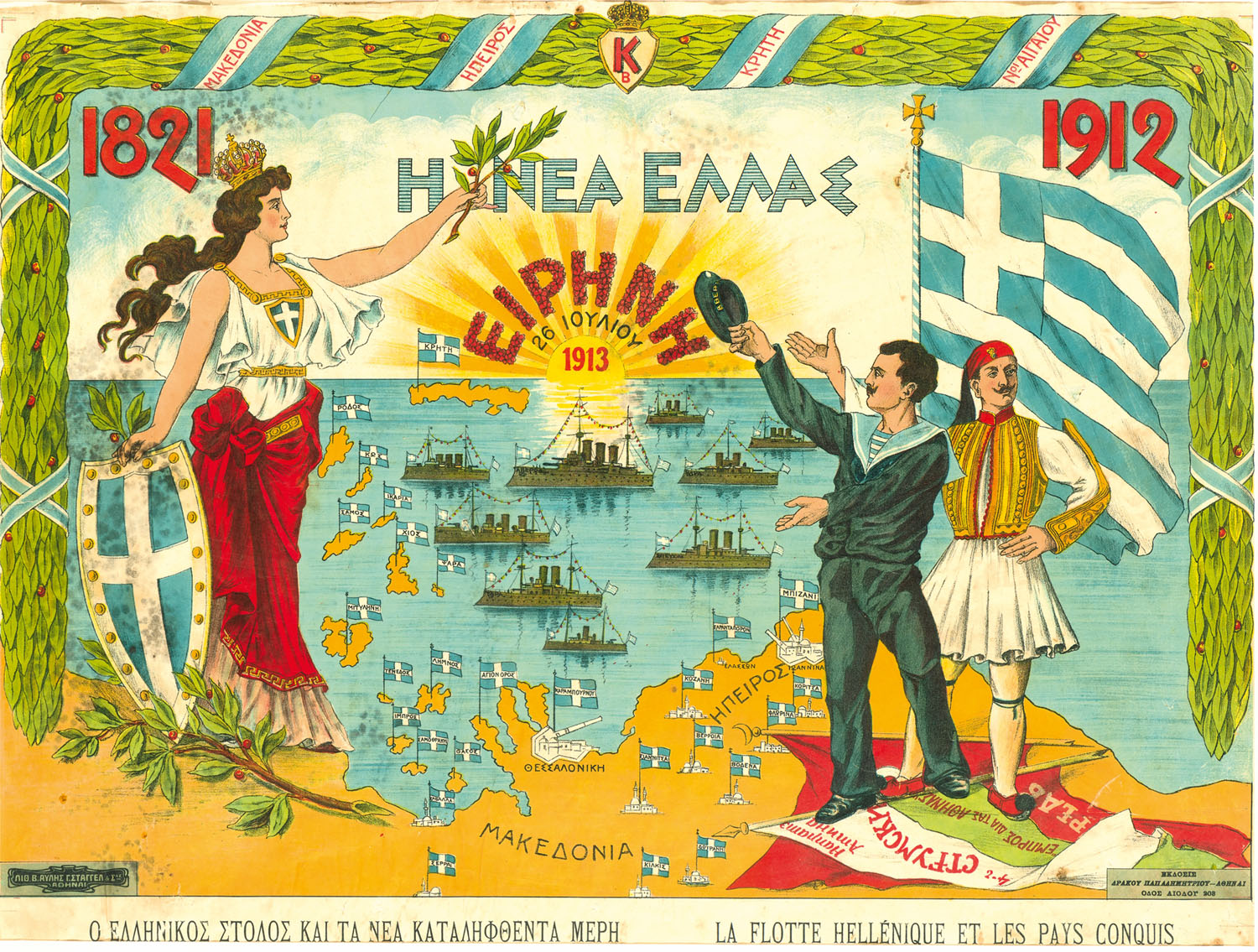
Affiche représentant la carte de la « nouvelle Grèce » et ses gains territoriaux aux lendemains des guerres balkaniques.

À Constantinople, le régime ouvertement autoritaire et nationaliste suscite les inquiétudes des pays balkaniques. De surcroît, chacun d'entre eux veut profiter de l'affaiblissement de la Sublime Porte, désormais « l'homme malade de l'Europe » pour s'agrandir territorialement. Le 12 mai 1912, est constituée la Ligue Balkanique : elle rassemble la Grèce, la Serbie, le Monténégro et la Bulgarie autour de cet ennemi commun. Le 17 octobre 1912, la Ligue déclare la guerre à l'Empire ottoman malgré les réticences françaises, britanniques et russes qui craignent une potentielle intervention allemande et austro-hongroise. La première guerre balkanique se solde par une victoire totale des coalisés : la marine grecque s'illustre notamment au cours de la bataille d'Elli en décembre 1912. La bataille de Lemnos, le 18 janvier 1913, lui fait acquérir définitivement la maîtrise de la mer Égée. La force de la marine hellénique a convaincu les autres membres de la Ligue de s'allier à la Grèce. Le 31 octobre 1912 (ou 18 novembre dans le calendrier grégorien), l'armée hellénique entre dans Thessalonique, jour du saint-patron de la ville Démétrios. Commandant l'armée de terre, le diadoque Constantin fait une entrée triomphale dans la ville. Le 30 mai 1913, le traité de Londres met fin à la guerre. Il entérine les victoires coalisées mais ne fixe aucune frontière :
« Sa Majesté l'empereur des Ottomans cède à Leurs Majestés les Souverains alliés tous les territoires de son Empire sur le continent européen à l'ouest d'une ligne tirée d'Enos, sur la mer Égée, à Midia, sur la mer Noire, à l'exception de l'Albanie. Le tracé exact de la frontière d'Enos à Midia sera déterminé par une commission internationale- Article Deuxième du Traité de Londres. »
La Grèce sort grande gagnante de ces négociations. Elle peut annexer officiellement le sud de l'Épire, les montagnes du Pinde, la Thessalie et la Macédoine orientale avec Thessalonique. Cependant, les négociations à Londres n'ont pas abouti à un règlement précis des frontières : aussi, la question macédonienne n'est pas réglée, revendiquée en même temps par les Bulgares et les Grecs, les deux argumentant que la Macédoine est historiquement à eux. Les Grecs en appellent à l'héritage d'Alexandre le Grand tandis que les Bulgares affirment que les Macédoniens sont Slaves. Ces divisions entraînent le déclenchement de la seconde guerre balkanique : la Bulgarie attaque par surprise ses anciens alliés serbes et grecs dans la perspective d'occuper Thessalonique et d'avoir ainsi un accès sur la mer Égée. Les Bulgares, inférieurs en nombre aux Grecs subirent une contre-attaque générale sur l'ensemble du front dès le 19 juin et durent se replier sur la rivière Strymon. L'objectif initial de détruire rapidement l'armée serbe se révéla rapidement irréalisable et l'armée bulgare dut commencer à se replier avant même l'intervention roumaine et ottomane, et avant l'avancée grecque. Le conflit se généralisa en juillet 1913 avec l'intervention des Roumains et des Ottomans qui cherchèrent à reprendre Andrinople. Finalement, les Bulgares dépassés capitulent. Le traité de Bucarest du 10 août 1913 humilie la Bulgarie, qui est mise au ban des pays balkaniques. Ses gains territoriaux au cours de la première guerre balkanique lui sont retirés. La Grèce, soutenue par la diplomatie allemande, obtient le port de Kavala en Thrace.
Les guerres balkaniques préparent le jeu géopolitique de la Première Guerre mondiale : la Bulgarie ainsi humiliée nourrit un fort esprit de revanche et se rapproche de l'Allemagne, de l'Autriche-Hongrie et de l'Empire ottoman. De l'autre côté, la Roumanie et la Serbie, deux pays historiquement francophiles (le roi des Serbes a fait ses classes à Paris et les élites roumaines sont étroitement liées à la culture française) se rangent du côté de la Triple-Entente. La Grèce reste toujours divisée sur la politique étrangère à suivre : Berlin, Paris, Londres et Moscou sont des alliés historiques. Les deux conflits n'ont pas résolu tous les problèmes régionaux, bien au contraire : ils n'ont fait que les exacerber,.

### Première Guerre mondiale: de la «Grande Idée» à la «Grande Catastrophe»

#### Un pays divisé politiquement et idéologiquement

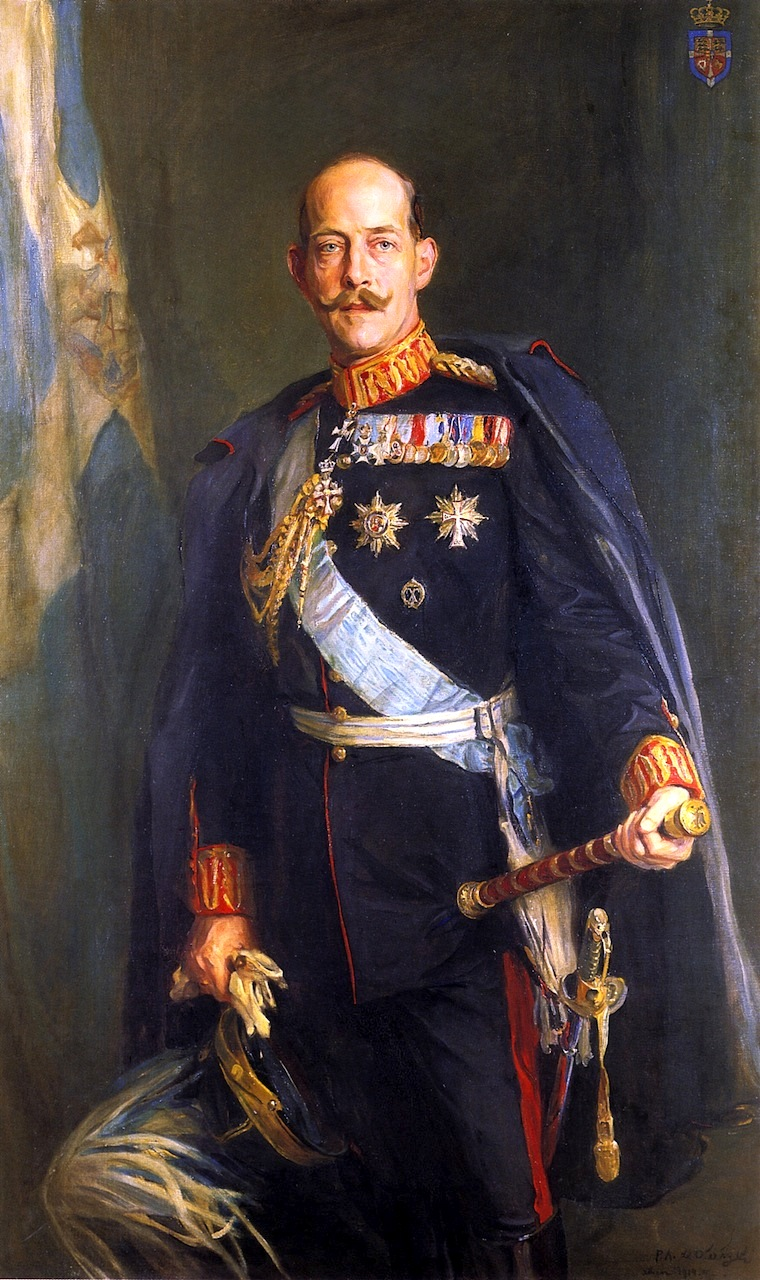
Le roi Constantin Ier refuse toute intervention dans la guerre et pèsera de tout son poids pour maintenir la neutralité grecque.

En 1914, alors que l'Europe se prépare à la guerre, la Grèce est partagée et tergiverse sur la politique étrangère à mener. Elefthérios Venizélos mène une politique de prudence et louvoyante. Il existe dans le pays deux grands courants : les venizélistes sont pro-Entente et réclament l'entrée en guerre du Royaume aux côtés des Français, Britanniques et Russes ; les royalistes sont neutres, préférant ne pas prendre parti dans un conflit qui serait dévastateur pour le pays qui sort déjà de deux guerres difficiles. Constantin Ier est poussé par son beau-frère, le Kaiser Guillaume II, à intervenir mais résiste et réaffirme la neutralité du pays.
En Grèce, une lutte de légitimité prend forme avec d’un côté les partisans de Constantin Ier et de l’autre ceux de Venizélos, les prémices d’une « guerre civile » se font, déjà, ressentir. Malgré la pression des venizélistes, le monarque refuse de participer à l'expédition des Dardanelles avec les Britanniques, qui se solde par une douloureuse défaite alliée. L’intérêt pour la Grèce est devenu particulièrement soutenu après le débarquement des troupes alliées à Thessalonique, le 5 octobre 1915, et à la suite de la deuxième démission de Venizélos, le même jour, face au refus du roi de donner son accord à la participation de son pays aux opérations alliées. Cette démission a été accueillie avec beaucoup d’émotion en France, et elle a été présentée à la Une des journaux comme « un coup d’État du roi », ou comme « un acte de révolte contre le Parlement et la nation » selon L'Humanité. C’est d’ailleurs à ce moment que l’image de la Grèce bascula : le pays apparut alors comme traître à l’égard de la cause de l’Entente. Dans ce sens, Gustave Hervé écrivait dans son éditorial de La Guerre sociale du 8 octobre 1915 : « Ce n’est pas nous qui violons la nation grecque en débarquant à Salonique ; c’est le roi Constantin, beau-frère du kaiser, qui violente la nation à la tête de laquelle la France, l’Angleterre et la Russie l’ont placé, en l’empêchant de tenir la parole qu’elle a donnée aux Serbes. […] Si nous n’étions pas des poules mouillées, et si nous aimions vraiment le peuple grec, violenté par son roi, vingt-quatre heures après le coup d’État du roi Constantin contre le Parlement de la nation grecque, les flottes alliées seraient arrivées au Pirée et les ambassadeurs de la Quadruple-Entente auraient tenu au beau-frère de l’empereur Guillaume ce discours dépouillé d’artifices : «Monsieur, si dans les vingt-quatre heures vous n’avez pas rendu la liberté à votre peuple, si dans vingt-quatre heures Venizélos n’a pas repris le pouvoir avec mission de tenir la parole donnée aux Serbes, nous vous renvoyons à Berlin, vous et votre gracieuse épouse ! »
À la fin de l’été 1916, les Français, en première ligne, pressent le pouvoir grec de soutenir l’Entente et déplorent l’attitude passive du roi envers les troupes bulgares stationnées en Macédoine. En octobre, Venizélos établit un gouvernement de Défense nationale à Thessalonique en concurrence frontale avec l’autorité du roi, demeuré à Athènes : c'est le Schisme national (Εθνικός Διχασμός). L’épisode des Vêpres grecques symbolise alors les tensions dominantes entre les gouvernements de Thessalonique, d'Athènes et les forces alliées. Ces dernières réclament la restitution d’armes et de matériel militaire de l’armée hellénique alors que le roi s’y oppose. Le 1er décembre 1916, des troupes françaises et anglaises débarquent à Athènes par le Pirée et affrontent les fidèles du pouvoir monarchiste. Cette opération se termine par un échec pour les Alliés obligés d’évacuer la ville le lendemain.

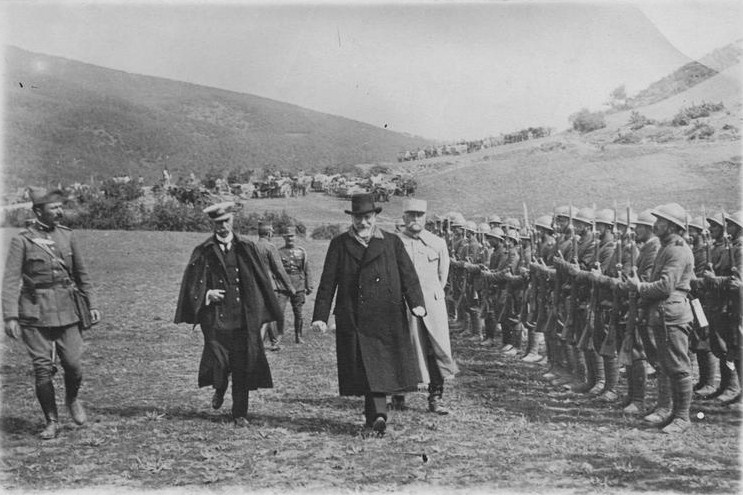
Venizélos et l'amiral Koundoriotis passant en revue l'armée grecque sur le front macédonien.

#### Participation grecque aux côtés de l'Entente
Au printemps 1917, l'Entente voit la Russie impériale s'écrouler et s'attend à une attaque allemande dans les Balkans, pour soutenir la Bulgarie. Or, le Royaume-Uni désire retirer ses troupes de Thessalonique pour les utiliser en Palestine. L'Italie désire faire de même pour mieux occuper l'Épire du Nord. En juin 1917, les Alliés de l'Entente évincèrent le souverain et installèrent Venizélos comme premier ministre d'une Grèce formellement unie mais amèrement divisée. Constantin est contraint à l'exil et c'est son fils Alexandre Ier qui lui succède. Venizélos fit entrer la Grèce, jusque-là neutre, dans la guerre du côté de l'Entente. L'armée grecque s'engage donc aux côtés des Français et Britanniques au cours des batailles de Doiran et de Skra-di-Legen. Durant cette bataille contre les Bulgares les Grecs se distinguent par leur courage et leur pugnacité et remontent dans l'estime des Alliés. Le général anglais George Milne écrivit au général Danglis : « Sans l'aide des forces grecques, il n'aurait pas été possible de remporter cette victoire. ». Le général Guillaumat, général en chef des forces alliées, reconnut publiquement l'importance de la contribution des forces grecques dans cette victoire, affirmant : « La victoire de Skra est aussi glorieuse que la prise de Mort-Homme avant Verdun. ».

#### Du traité de Sèvres à la Grande Catastrophe
C'est donc en pays allié et vainqueur que la Grèce participe à la conférence de Paris et à la signature du traité de Versailles. Elefthérios Venizélos y présente les revendications grecques et obtient sur à peu près tous les sujets gain de cause. Le pays obtient l'Asie mineure, la Thrace mais se heurte aux prétentions italiennes sur le Dodécanèse et l'Épire du Nord malgré le soutien français. En mai 1919, la Grèce a été autorisée à débarquer des troupes à Smyrne, la principale ville portuaire d'Asie mineure où vit une importante population grecque. La Grèce est la grande gagnante du traité de Sèvres d'août 1920 qui lui reconnaît formellement l'annexion de l'Asie mineure. Cependant, pour les nationalistes turcs, dirigés par le général Mustafa Kemal, ce traité n'a aucune valeur juridique et il s'oppose fermement aux prétentions grecques. Le président français Alexandre Millerand prévient Venizélos que son pays n'est pas prêt à se lancer dans une nouvelle guerre pour imposer de force les conditions du traité de Sèvres aux Turcs, mais autorise celui-ci à y envoyer l'armée grecque pour maintenir l'ordre.
La guerre gréco-turque qui s'ensuit aboutit à une défaite des armées grecques et la conclusion d'un nouveau traité nettement moins favorable en 1923 : le traité de Lausanne. La Grèce est obligée de se retirer d'Asie mineure et de Thrace orientale. Lorsqu'ils prennent la ville de Smyrne, les nationalistes turcs commettent des exactions terribles sur la population civile (génocide des Grecs pontiques) qui est contrainte à l'exil : c'est la Grande Catastrophe. Cet épisode marque profondément et durablement les mentalités grecques, contribue à tendre encore un peu plus les relations turco-helléniques,.

### Entre-deux-guerres (1923-1939)
La grande durée de la Première Guerre mondiale causa une profonde crise de conscience en Grèce. C'était avant tout une guerre que l’ensemble de l’opinion grecque, restée un peu perplexe, ne soutenait pas, parce qu’elle suscita la division du pays en laissant la Grèce seule, après la fin des hostilités internationales, à affronter la Turquie, ce qui provoqua la catastrophe de l’Asie mineure et la fin des revendications nationales. Elle essaya de répondre aux nouveaux besoins, très pressants de la Grande Catastrophe.

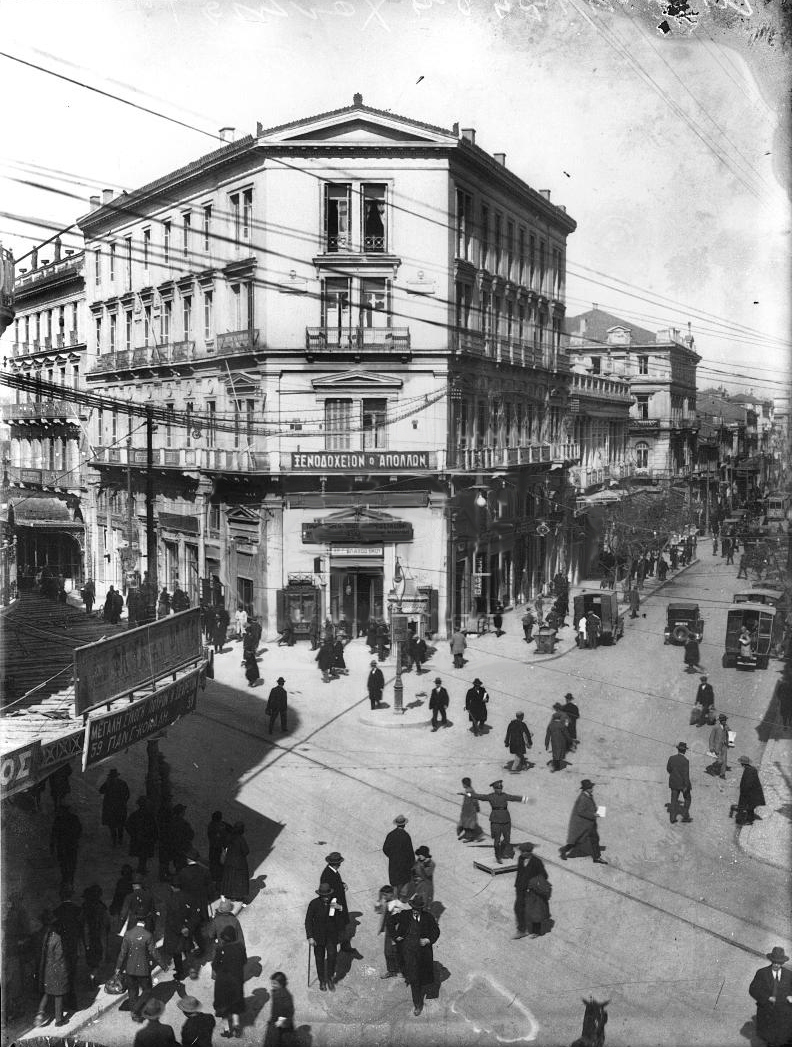
Athènes, dans les années 1930. Vue de la rue du Stade et de la rue Éole.

La République est proclamée le 25 mars 1924, à la suite des élections ayant donné la majorité au parti républicain. Le roi Georges II est destitué. Cette République dure douze ans, douze années agitées, ponctuées par des coups d'État militaires et des conflits frontaliers avec ses voisins, comme l'incident de Pétritch en 1925, résolu par l'intervention de la Société des Nations. Dans les premières années de la République, le gouvernement d'Alexandros Zaimis contracta un prêt auprès des banques britanniques d'un montant total de 9 millions de livres sterling destiné à la mise en valeur et à l'amélioration des terres (principalement dans les régions du nord). Les conditions de ce prêt stipulaient toutefois que la Grèce devait stabiliser sa monnaie en revenant à l'étalon-or. Un autre prêt de 4 millions de livres sterling destiné à la réalisation de travaux publics a été contracté en 1928. En mai 1928, la Banque de Grèce fut créée. L'économie du pays est majoritairement concentrée sur le secteur primaire : en 1933, plus de 85 % des exportations grecques en termes de valeur étaient agricoles, la plus grande part des exportations étant le tabac brut (738 millions de drachmes). La Grande Dépression a eu un impact considérable sur les prix des produits de luxe tels que le tabac et les raisins secs, qui constituaient la majeure partie des exportations agricoles de la Grèce. Avant la crise, le pays exportait 50 055 tonnes pour une valeur de 3,95 milliards. Ce n'était plus que 34 743 tonnes de tabac pour une valeur de 738 millions de drachmes en 1933,.
La décennie 1930 est marquée par la présence de Venizélos aux affaires politiques. Ce dernier mène des grandes réformes politiques (passage d'un régime monarchique à un régime républicain) et sociales (mise en place progressive d'un régime assurantiel pour les travailleurs).
La République hellénique de l'entre-deux-guerres se caractérise par une instabilité gouvernementale chronique : quatorze gouvernements en onze ans. Le 10 octobre 1935, les généraux Geórgios Kondýlis et Aléxandros Papágos renversent la République et restaurent la monarchie au terme d'un référendum. La Grèce redevient formellement une monarchie et le roi Georges II est rappelé de son exil à Londres.

#### Régime du 4 août

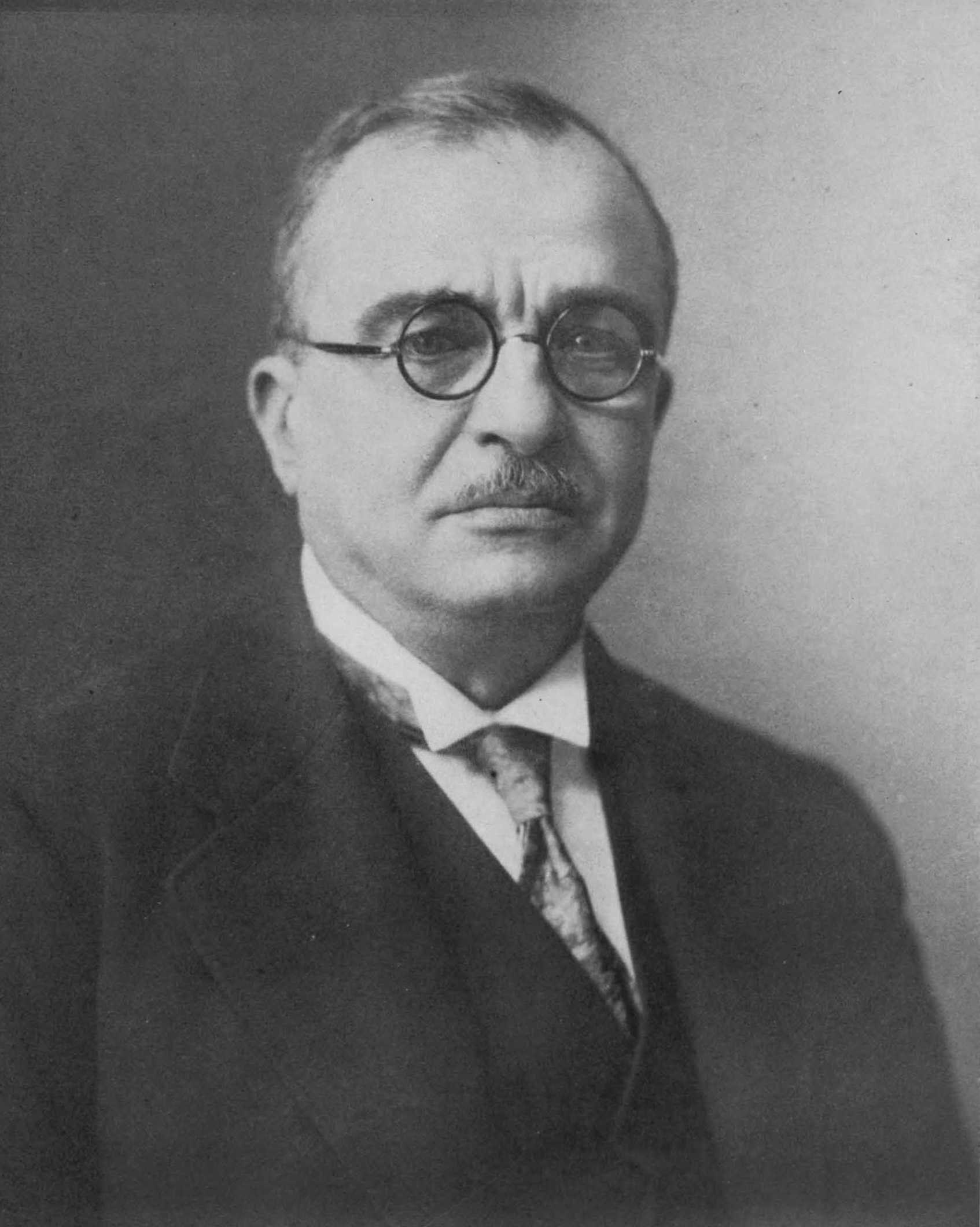
Ioannis Metaxás dirigea la Grèce d'une main de fer entre 1936 et 1941.

En 1936, le général Ioannis Metaxás, devenu Premier ministre, abolit la Constitution pour et instaure un régime autoritaire, inspiré du fascisme italien de Benito Mussolini (Mouvement de la jeunesse nationale, salut fasciste, emprisonnement ou déportation des communistes). Ioannis Metaxás est un ancien militaire qui combattit durant les guerres balkaniques et qui s'y distingua ; il est hostile à la République et quitte le pays entre 1922 et 1935 avec la famille royale. Il revient à Athènes lorsque la monarchie est rétablie.
Toutefois, la politique de Ioannis Metaxás est sensiblement différente de celle menée par l'Italie fasciste et l'Allemagne hitlérienne. La Grèce est un allié de la France et du Royaume-Uni, et n'a jamais cherché à mener une politique expansionniste. On peut expliquer cette absence de politique belliciste par un certain nombre de raisons :
- La défaite grecque durant la guerre de 1922 contre la Turquie. Les conséquences dramatiques du traité de Lausanne ont écarté l'idée de l'union de l'Asie mineure et de Constantinople au royaume de Grèce. La défaite grecque s'est soldée par un échange catastrophique de populations entre la Turquie et la Grèce (plus d'un million de déplacés). Cette Grande Catastrophe a traumatisé l'opinion publique.
- Les nouvelles relations bilatérales avec la Turquie d'Attatürk. Dans les années 1930, Elefthérios Venizélos signe un pacte d'amitié et de coopération avec le président turc. La guerre n'est donc pas envisagée, tant s'en faut. De surcroît, Metaxás est un admirateur du kémalisme, auquel il s'identifie pleinement[126].
- La perte de vitesse de la Grande Idée. Les préoccupations politiques sont, dans les années 1930, plus préoccupées par l'avenir de la Grèce en tant que telle que du projet de réunir toutes les populations hellénophones. Dans l'entre-deux-guerres, le pays doit faire face à une crise politique, sociale et économique qui monopolisent le débat politique.

Le régime metaxien n'est ni antisémite, ni raciste, mais plutôt nationaliste, anticommuniste, étatiste et socialiste. Il faut bien comprendre que Metaxás était partisan d'un État fort et social à l'instar de Bismarck en Allemagne wilhelmienne. Il a poursuivi une politique sociale avancée, visant à la cohésion sociale tout en neutralisant les questions d'inégalités sociales qui alimentait politiquement le communisme. ll ne fait aucun doute que ce régime fut une dictature, avec des mécanismes de répression, de censure, de persécutions, etc. Mais il serait erroné de dire que Metaxas n'avait pas de soutien social ni même d'acceptation. Aucune opposition sérieuse ne s'est jamais développée contre son régime. Celui-ci a promu l'enseignement de l'éducation élémentaire dans l'enseignement, et la commande de la grammaire systématique du grec moderne et le développement de l'assurance sociale universelle. Metaxás a également soutenu le théâtre et les beaux-arts tout en imposant un contrôle étroit quant aux questions culturelles.[source insuffisante]

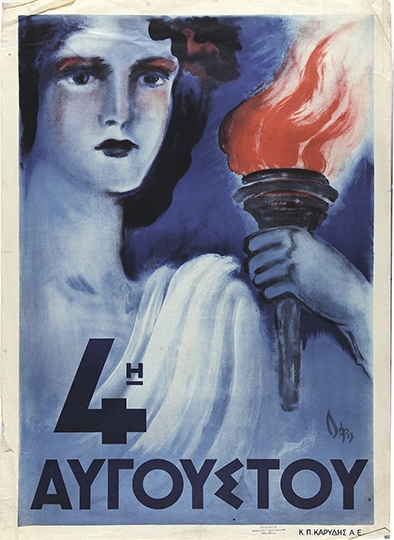
Affiche de propagande du nouveau régime.

Le régime du 4 août entend s’appuyer sur un idéal mobilisateur, celui d’une Grèce « régénérée » : la construction d’une « Troisième civilisation hellénique » est érigée en slogan. Les deux civilisations précédentes, racines du renouveau national sont d’une part la Grèce ancienne classique – l’accent est moins placé sur Athènes que sur Sparte, cité réputée guerrière et disciplinée – et d’autre part, la civilisation « médiévale grecque byzantine », marquée par la religion et la culture chrétiennes orthodoxes. Le régime exalte la patrie, la communauté biologique, l’unité sociale, la jeunesse, la famille, la religion, le modèle du soldat, les vertus viriles, le culte du chef, l’idée de régénération. Monarchiste, il condamne le système parlementaire et partisan. L’orthodoxie est posée en gardienne de l’âme grecque. Les revues du régime articulent étroitement nation et christianisme orthodoxe, dans une logique d’exaltation patriotique.
Le régime du 4 août, régime politique antiparlementaire, anticommuniste et étatiste, ne peut se comprendre que dans le contexte historique de l'époque. L'entre-deux-guerres voit la montée de régimes politiques « forts » dans une atmosphère marquée par la progression du communisme en Europe et soutenue par l'Union soviétique. La Grèce n'a pas évolué en un régime mussolinien ou hitlérien. Ce fut plutôt un régime étatiste, corporatiste et socialiste.

### Seconde Guerre mondiale (1940-1945)

#### Guerre contre l'Italie (1940) et bataille de Grèce (1941)

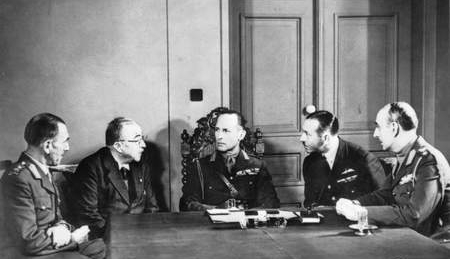
Ioannis Metaxás (deuxième à gauche), à côté du roi Georges II avec les généraux britanniques, 1941.

En 1939, Mussolini envahit l'Albanie du roi Zog, et ne cache pas ses ambitions en Grèce. Athènes se rapproche donc de Londres et de Paris pour garantir la souveraineté hellénique. Mais avec l'effondrement des Pays-Bas, de la Belgique et de la France, ainsi que le retrait de la Grande-Bretagne à Dunkerque au cours du printemps 1940, la Grèce perd deux de ses alliés les plus influents. Metaxás mène alors une politique de prudence, proclamant la neutralité de la Grèce. Le pays n'a, de toute façon, pas les moyens techniques de s'opposer militairement à l'Allemagne hitlérienne. Le 15 août 1940, la marine italienne torpille le sous-marin grec Elli dans le port de l'île de Tinos, alors en pleine célébration de l'Assomption. La responsabilité italienne était évidente, et Rome cherchait d'ailleurs par tous les moyens à provoquer la Grèce. Pour autant, Metaxás se garda bien de toute offensive afin de ne pas donner une raison aux Italiens de déclencher une guerre contre le pays. Dans le même temps, l'armement du pays s'intensifie. Dès 1936, deux lignes de défense, similaires à celle de la ligne Maginot en France, furent construites : à la frontière bulgare, la ligne Metaxás, et à la frontière yougoslave la ligne Alikamon. Le 28 octobre 1940, l'ambassadeur italien à Athènes Emanuele Grazzi remet un ultimatum au gouvernement grec, le sommant de laisser l'armée italienne pénétrer sur le territoire grec et occuper certaines places stratégiques, faute de quoi la guerre serait inévitable. Ioannis Metaxás lui aurait alors répondu par la négative en grec (Όχι) et aurait ensuite ajouté en français : « Alors, c'est la guerre. » Le 28 octobre est donc resté dans les mémoires collectives comme le jour où la Grèce s'éleva contre l'impérialisme italien. C'est un jour férié, appelé « Επέτειος του 'Οχι » (Jour du Non).
Tous les rapports semblaient donner une victoire rapide à l’armée italienne. Mais c’était ne pas tenir compte de la réalité : il s’agissait d’attaquer, par l’Albanie, des troupes grecques solides et motivées dans un terrain montagneux difficile et dans une saison où pluie puis neige allaient donner bien du fil à retordre à un adversaire italien mal préparé. L’offensive italienne, en infériorité numérique, se solda par un échec cinglant qui permit même aux troupes grecques de contre-attaquer et d’entrer en Albanie. Malgré la disproportion des forces aériennes, les Grecs parviennent à repousser les Italiens à l’intérieur du territoire albanais et conservent un excellent moral même s’ils manquent d’entraînement. Les chasseurs grecs défendent les aérodromes et les ports quand les bombardiers attaquent les lignes de ravitaillement, notamment en Albanie.

Carte de la bataille de Grèce en avril 1941.

Le 6 avril 1941, venant en aide à son allié italien au sein de l'Axe, l'Allemagne nazie envahit la Yougoslavie et la Grèce. L'armée grecque est aidée par des renforts britanniques, mais peu nombreux. Les premiers jours sont assez favorables à l'armée hellénique, grâce aux lignes fortifiées Metaxás et Alikamon. Cependant, la supériorité allemande va avoir raison de l'armée hellénique certes déterminée mais moins nombreuse et en manque d'équipement. Les Grecs résistent avec une ténacité qui surprend jusqu'à l'État-Major allemand. Le 20 avril 1941, le général Tsolakoglu offre sa reddition aux Allemands. Cette reddition n'inclut pas l'armée italienne. Outragé par cette situation, Mussolini ordonne une contre-attaque contre les Grecs qui viennent pourtant de se rendre. Elle est repoussée pour le plus grand embarras de Mussolini. Ce dernier obtient d'Hitler la signature d'une nouvelle reddition, ce qui est fait le 23 avril. Toutefois, cela n'est accepté par le commandant en chef des armées helléniques, Alexandros Papágos. Mais Athènes tombe le 27 avril. Le roi s'enfuit d'abord en Crète, puis à Alexandrie pour y organiser un gouvernement en exil. Le matin du 20 mai 1941, le IIIe Reich lance une invasion aérienne en Crète, sous le nom d'opération Merkur. Les parachutistes allemands sous les ordres du général Kurt Student sont largués sur trois points : Máleme, Héraklion, et Réthymnon. Les troupes britanniques et néo-zélandaises du général Bernard Freyberg comptent 3 500 tués, 1 900 blessés, alors qu’une grande partie des troupes sera capturée (environ 12 000 hommes). Malgré la victoire, aucune opération aérienne d'envergure ne sera plus lancée par les Allemands jusqu'à la fin de la guerre.
Contrairement à ce à quoi l'on pouvait s'attendre, la Grèce offrit une résistance bien plus organisée et bien plus virulente aux envahisseurs italiens et allemands. Ni Mussolini, ni Hitler n'avaient jusqu'alors rencontré de véritable résistance dans leur projet expansionniste, et l'armistice signé ne fut pas reconnu par l'état-major hellénique. La Grèce a permis de retarder d'au moins six semaines l'invasion de l'Union soviétique. Hitler lui-même le reconnut : « si les Italiens n'avaient pas envahi la Grèce et demandé notre aide, la guerre aurait pu prendre un cours différent. Nous aurions devancé le froid russe de plusieurs semaines et conquis Leningrad et Moscou. Il n'y aurait eu aucun Stalingrad. ». La résistance héroïque grecque fit l'admiration tant de la part des Alliés que des Allemands. Lors d'un discours devant le Reichstag, en 1941, Hitler s'inclina devant leur lutte acharnée : « il doit être dit, pour le respect de la vérité historique, que parmi tous nos opposants, seuls les Grecs se sont battus avec autant de courage et de défiance envers la mort. » Joseph Staline en fit l'éloge : « le peuple russe sera éternellement reconnaissant envers les Grecs pour avoir retardé l'armée allemande ainsi longtemps pour que l'hiver s'installe, et de ce fait nous donnant le temps précieux dont nous avions besoin pour nous préparer. Nous n'oublierons jamais. » Winston Churchill fut impressionné : « Nous ne dirons pas que les Grecs combattent tels des héros, mais que les héros combattent tels des Grecs. ».

#### Occupation

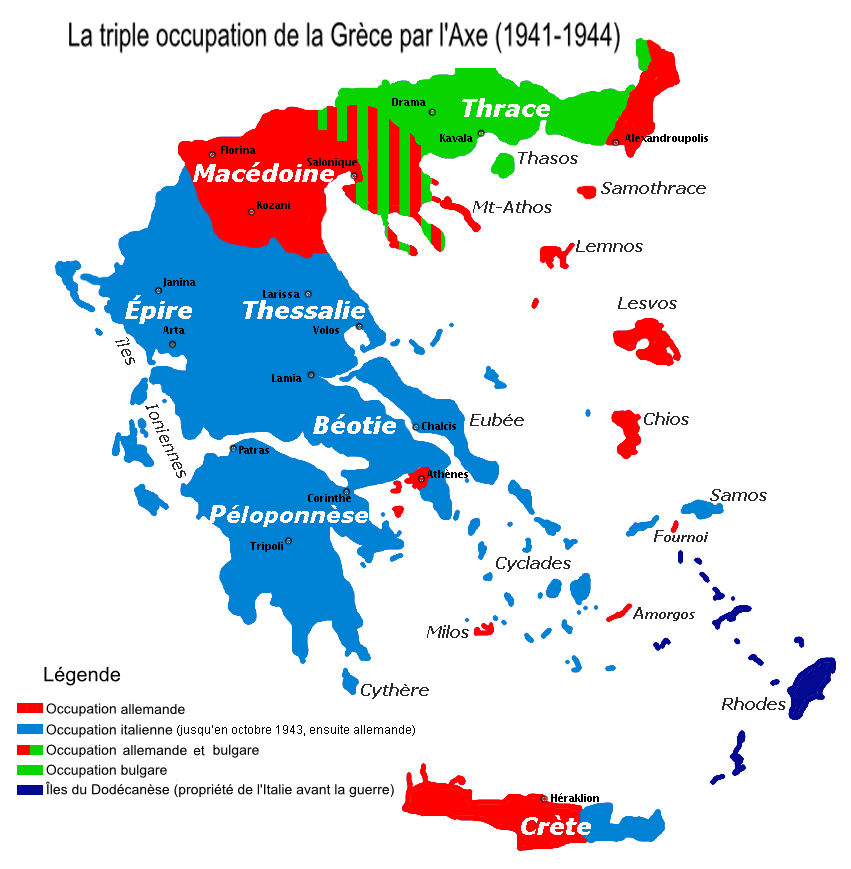
La triple occupation de la Grèce.

La Grèce est occupée par l'Allemagne nazie, la Bulgarie et l'Italie fasciste. Après la capitulation des Grecs, l'Allemagne, l'Italie et la Bulgarie divisèrent le pays en zones d'occupation. L'Allemagne occupa la Macédoine occidentale (y compris Salonique), la Thrace orientale le long de la frontière gréco-turque, les environs d'Athènes, la Crète occidentale et les îles grecques situées à proximité de la Turquie dans le nord de la mer Egée. La Bulgarie occupa la Thrace occidentale. L'Italie prit le contrôle du reste de la Grèce continentale, de la Crète orientale et des îles grecques du sud de la mer Egée, de la partie orientale de la Méditerranée et des mers Ionienne et Adriatique. L'Allemagne et l'Italie occupèrent conjointement Athènes.
L'occupation est particulièrement dure (famine, fusillades, destructions), et atteint son paroxysme durant la famine de l'hiver 1941-1942. Un gouvernement collaborationniste est mis en place, mais ne dispose d'aucune assise populaire et n'a guère de pouvoir. Dans les faits, ce sont les forces d'occupation qui ont tout pouvoir exécutif. La résistance s'organise autour des démocrates et libéraux (dont la figure de proue est Dimítrios Psarrós) et les communistes (avec Thanassis Klarás notamment). En novembre 1942, les résistants communistes et libéraux s'unissent et fondent l'Armée de libération nationale. Ils font sauter le viaduc du Gorgopotamos, ce qui a pour effet de couper le chemin de fer de Thessalonique au Pirée qui approvisionne l’Afrikakorps. La répression est particulièrement féroce : après la Pologne et l’URSS, la Grèce connaîtra les pertes humaines et matérielles les plus considérables en Europe (8 % à 9 % de morts dans la population, à mettre en comparaison avec les 1,5 % en France) sans compter la famine de 1941 qui tuera entre 250 000 et 300 000 des 7,36 millions de Grecs.

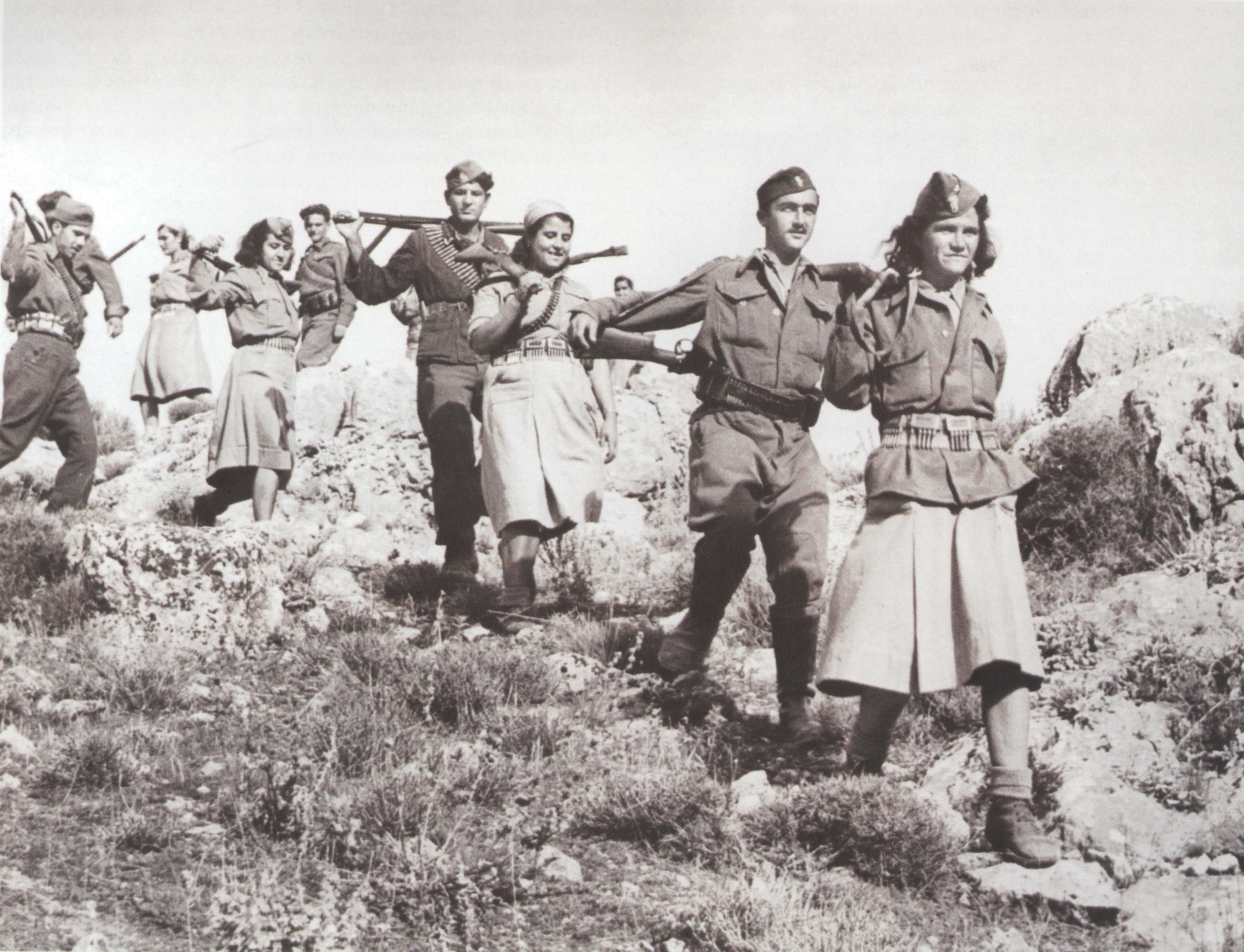
Résistants de l'ELAS.

Après le 8 septembre 1943 et la capitulation de l'Italie, l'Allemagne occupa l'ensemble du territoire de la Grèce. Pendant l'année 1944, des unités de l'armée et de la marine allemande concentrèrent les Juifs qui résidaient dans l'ancienne zone d'occupation italienne dans des points de rassemblement. Ils furent ensuite déportés à Auschwitz-Birkenau. Ainsi 800 Juifs d'Athènes, près de 2 000 Juifs de l'île de Corfou et près de 2 000 Juifs de l'île de Rhodes furent déportés et dans leur grande majorité assassinés à leur arrivée par les SS.
Dès fin 1943, de larges zones sont libérées en province puis auto-administrées par la population et les communistes de l'ELAS, menés par Thanassis Klarás. La Grèce continentale est libérée en octobre 1944, mais des garnisons allemandes continuent à occuper les îles de la mer Egée jusqu’à la fin de la Seconde Guerre mondiale. Des troupes britanniques débarquent à Athènes à la demande de Churchill, dirigé par le général Ronald Scobie, pour assurer que la Grèce ne tombe pas aux mains des communistes. Cela a été négocié à Moscou le 9 octobre 1944 entre Churchill lui-même et Staline : cet accord impose des zones d'influence entre britanniques, américains et soviétiques en Europe (aussi appelé accords des pourcentages (en)).
La conférence interalliée de Paris conclut le 14 janvier 1946 que l'Allemagne doit 7,1 milliards de dollars de réparations à la Grèce en raison du pillage organisé du pays par la 12e armée de la Wehrmacht. L'Allemagne ne paie effectivement qu'1/60e de cette somme.

### Guerre civile (1946-1949)

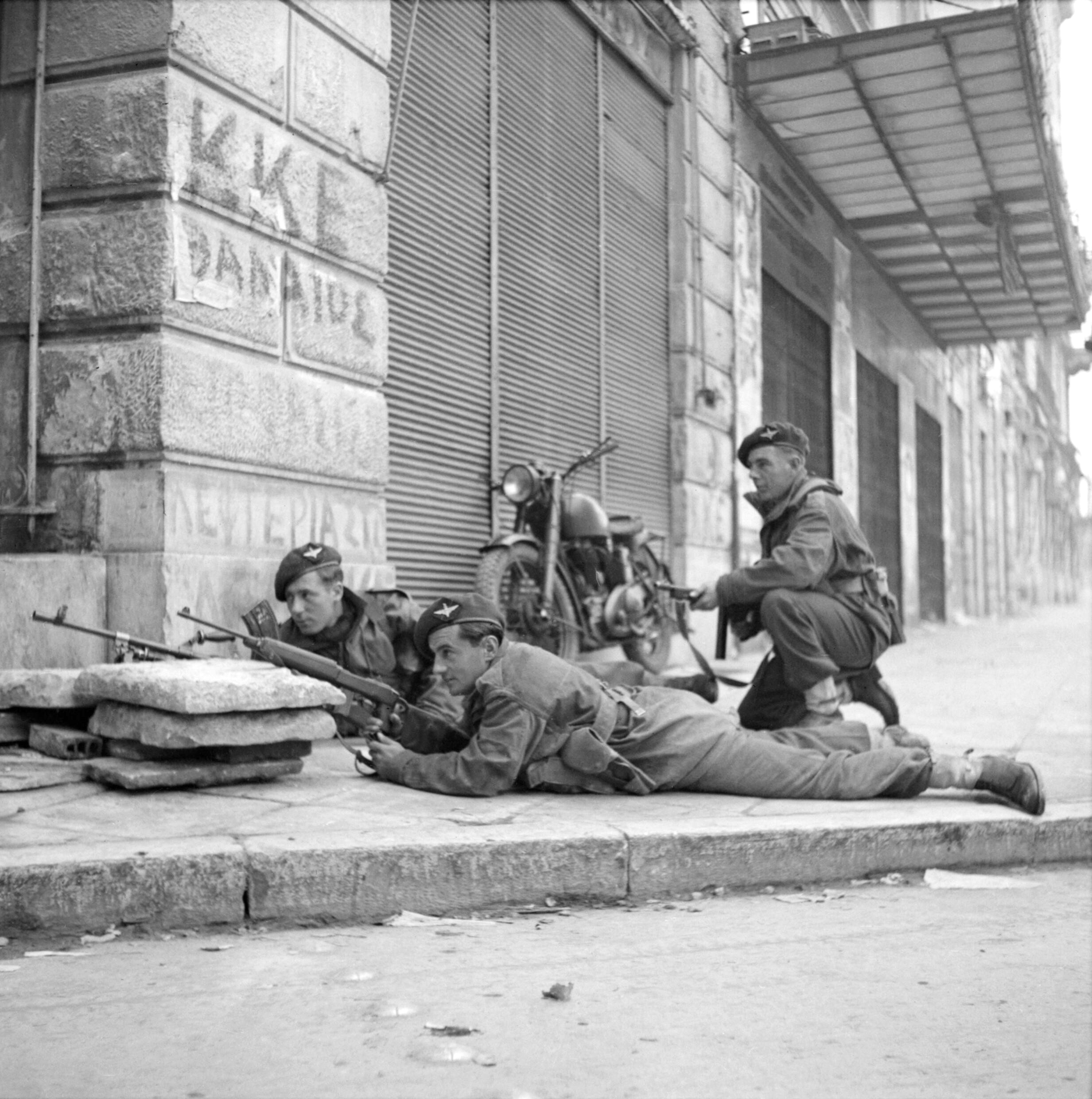
L'armée britannique face à l'ELAS dans un carrefour d' Athènes, décembre 1944.

La fin de la Seconde Guerre mondiale ouvre directement sur la guerre civile, en raison des divergences d'intérêts et d'opinions qui traversent la Grèce, région stratégique à l'orée de la guerre froide. D'un côté, les modérés et royalistes aidés des Britanniques ne peuvent imaginer la Grèce dépourvue de son roi Georges II ; de l'autre côté, l'organisation résistante communiste EAM-ELAS, qui souhaite un gouvernement démocratique d'union nationale, et qui apparaît comme « rouge » aux yeux de Georges II et de Churchill.
Le Premier Ministre britannique exige le désarmement et la dissolution d’ELAS, mais la résistance communiste lutte contre les Britanniques et prend rapidement le contrôle de la Grèce continentale, à l'exception d'Athènes et de Thessalonique. Au nom de la lutte contre le communisme, les Britanniques libèrent et arment les miliciens collaborateurs et les bandes royalistes. Les communistes évitent le conflit direct, soucieux de participer à la vie politique après la guerre. Malgré leur supériorité en nombre, les forces de l'ELAS sont envoyées dans le nord, ce qui condamne définitivement toute perspective d’une victoire par les armes. Les 3 et 4 décembre 1944, le général britannique Scobie a fait tirer sur une grande manifestation pacifique, place Syntagma, faisant plus de 100 morts. C’est le début des combats de décembre : la loi martiale est instaurée à Athènes. Les quartiers populaires en armes sont bombardés par les avions britanniques sur ordre de Churchill. Pour épargner ses hommes épuisés et affamés, l’EAM accepte un accord, signé à Várkiza, le 12 février 1945. Les soldats de l’EAM-ELAS seront désarmés contre la promesse d’une amnistie et d’une épuration de l’État. Le même jour, l’accord de Yalta entre Staline, Roosevelt et Churchill entérine la partition de l’Europe. Les anciens collaborateurs et miliciens monarchistes imposent la « terreur blanche », commettant de nombreux viols, arrestations et meurtres, sans réaction de la police.
La guerre civile commence véritablement en octobre 1946, lorsque l'EAM reprend ses activités de guérilla, prenant dès lors le nom d'Armée démocratique. Ce conflit est le premier exemple d'une insurrection communiste après la Seconde Guerre mondiale dans un contexte de guerre froide naissante. L'Armée démocratique contrôle en partie le nord de la Grèce et bénéficie au départ du soutien de la Yougoslavie (l'URSS en revanche, qui tentait de se concilier les faveurs alliées, presse les communistes grecs de rendre les armes). Les femmes constituent 30 % des combattants rebelles. En face, l’aviation et les troupes britanniques puis américaines (à partir de 1947, Harry S. Truman marqua sa volonté d'« aider la Grèce à sauvegarder son régime démocratique ». Les Américains prennent ainsi le relais des Britanniques qui ne pouvaient plus soutenir les forces royalistes grecques par manque d'argent) forment et ravitaillent l’armée royaliste. L’intervention de troupes spéciales formées par les États-Unis provoque l’écrasement d'une Armée démocratique affaiblie militairement et isolée diplomatiquement. En 1949, on dénombre plus de 150 000 morts (voire 200 000) des deux côtés. La guerre civile prend officiellement fin le 16 octobre 1949. Mais les exécutions se poursuivront jusqu’en mai 1955.

### Reconstruction et miracle économique (1949-1967)

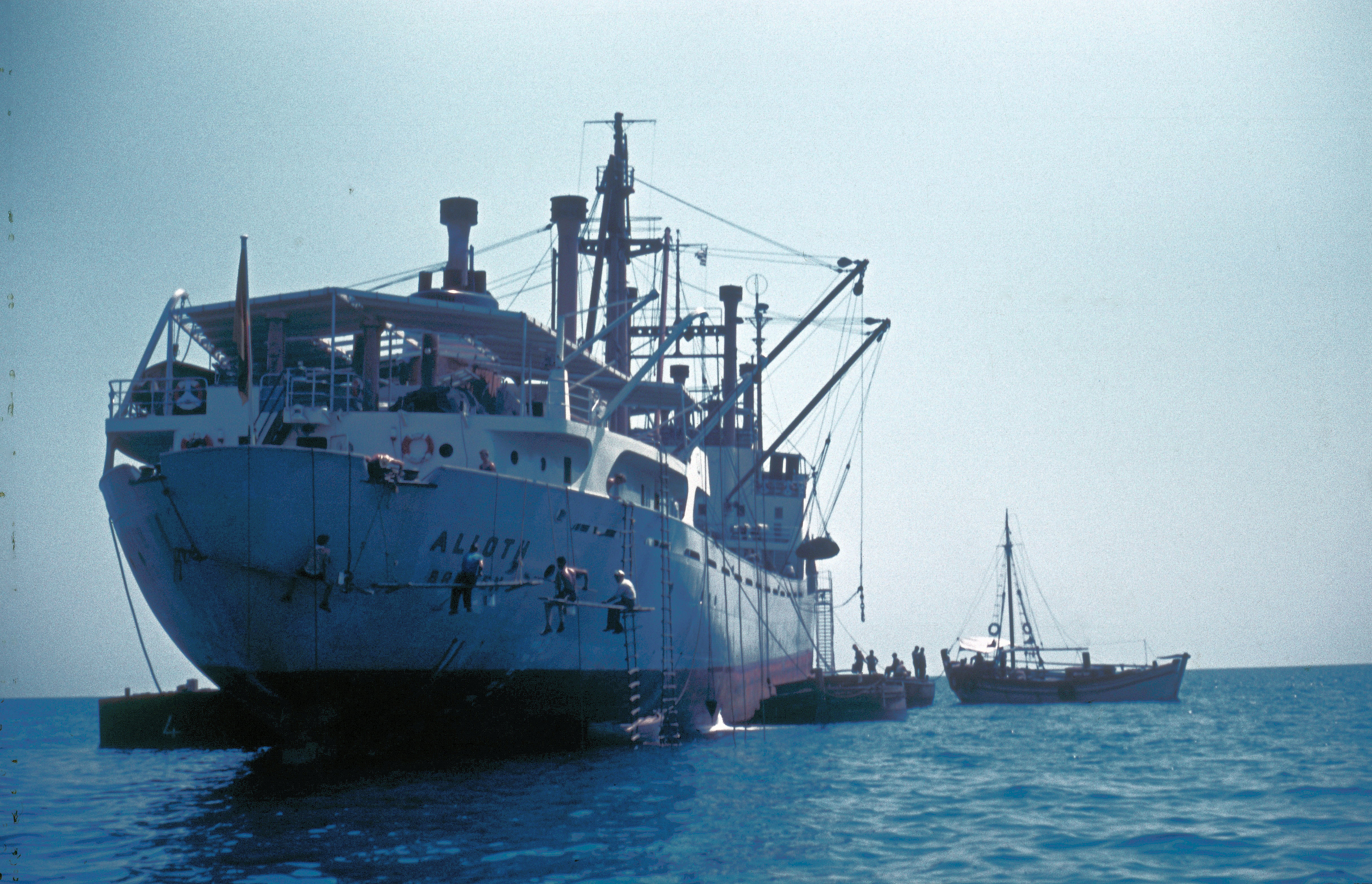
Cargo de la marine marchande hellénique, qui connut un véritable essor dans les années 1960. Cela contribua à faire de la Grèce une véritable thalassocratie.

La reconstruction est difficile ; le pays reste divisé, la priorité est donnée à la lutte anticommuniste. Les effets à long terme des fonds du Plan Marshall se sont avérés avoir des effets bénéfiques substantiels. Entre 1947 et 1949, l'aide américaine a constitué environ 25 % du produit national brut de la Grèce et a financé 67 % de toutes les importations grecques. Depuis le début de la guerre froide, la Grèce est considérée par l'Occident comme un rempart contre le bloc communiste menaçant. Le premier gouvernement de la Grèce aux lendemains de la guerre civile est un gouvernement conservateur et farouchement anticommuniste, dirigé par Alexandros Papagós. Les gouvernements suivants sont aussi conservateurs : Sophoklis Venizélos, Nikolaos Plastiras. Des réformes sociales sont cependant menées : en 1951, l'Institut de l'Assurance Sociale, qui avait été fondée par Venizélos en 1931 et développé par Ioannis Metaxás, est réformé en profondeur pour devenir un programme assurantiel universel.
La période des années 1950 et 1960 est marquée par une bipolarisation très forte de la vie politique, où le parti communiste est toujours illégal. C'est également une période de stabilité, durant laquelle la Grèce s'engage dans le développement économique : urbanisation et exode rural, développement du tourisme, de la marine marchande, normalisation des relations internationales (entrée dans l'OTAN en 1952, traité d'association avec la CEE en 1961). Le pays prend peu à peu sa place dans le bloc occidental. Premier ministre de 1955 à 1963, Konstantinos Karamanlís a pour mot d’ordre la prospérité : la Grèce affiche alors un taux de croissance de 6 % à 7 % par an, un des plus élevés au monde : seul le Japon devance le pays. Cette croissance se fait dans la stabilité monétaire, avec le taux d’inflation (2 %) le plus bas d’Europe et un très faible endettement. Les capitaux étrangers représentent alors 50 % des investissements industriels et contrôlent, en 1970, le tiers des actifs industriels, cette proportion étant encore plus élevée dans les secteurs de pointe. La croissance économique fut accompagnée de changements sociaux et géographiques spectaculaires. La population s’est concentrée dans quelques grandes villes, et surtout à Athènes ; la montagne et les îles ont été abandonnées par leurs habitants en faveur des plaines, des villes et de l’étranger ; enfin une classe moyenne a commencé à voir le jour. La démocratisation de l’éducation a fait émerger une jeunesse étudiante dynamique et revendicative. Un effort d'investissement plus intensif dans les industries manufacturières et en particulier dans les industries manufacturières lourdes devrait apporter une nouvelle croissance de la production industrielle. Un autre facteur important à cet égard fut la poursuite des investissements publics dans l'alimentation électrique, la route et le rail afin de compléter les infrastructures et d'améliorer les économies extérieures du pays. Le développement des structures d'enseignement et de formation adaptées aux besoins futurs de l'économie grecque contribuèrent également à améliorer le taux de croissance économique. En 1964, la première université dédiée uniquement aux technologies et à la recherche scientifique fut fondée à Patras,.

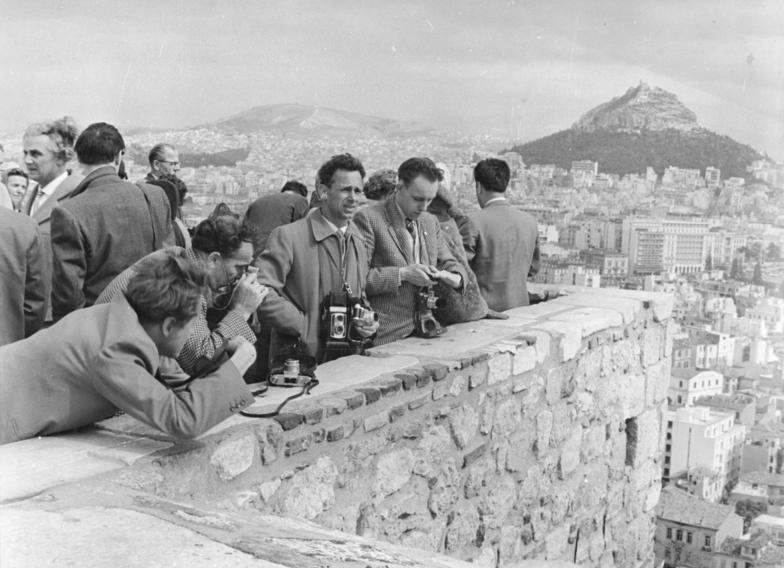
Les années 1950 et 1960 voient les débuts du tourisme de masse en Grèce.

Le « miracle économique grec » est aussi culturel : Les années 1950 et 1960 sont considérées par beaucoup comme l'« âge d'or » du cinéma grec. Les réalisateurs et les acteurs de cette époque ont été reconnus comme des figures historiques importantes en Grèce et certains d'entre eux ont acquis une renommée internationale : Mihalis Kakogiannis, Alekos Sakellarios, Melina Mercouri ou encore Irène Papas. Plus de soixante films par an ont été réalisés. Le film le plus marquant de cette époque est l'adaptation cinématographique du roman Alexis Zorba de Níkos Kazantákis : sort en 1964 Zorba le Grec. Ce film popularise aux yeux du monde entier le sirtaki qui devient l'un des clichés sur la Grèce. Dans les années 1955-1960, les premières excursions touristiques organisées se développent et de petits groupes arrivent par voie ferrée ou maritime via Brindisi ou Venise. La société des loisirs alors en pleine expansion en Europe – et au-delà aux États-Unis – est en quête de destinations touristiques et la Grèce, par ses nombreux attraits, en devient un haut-lieu. L’épanouissement personnel, la redécouverte de la nature, la pratique du sport sont mis en avant et le voyage se fait injonction de plus en plus pressante dans une société où l’hédonisme se développe. Un modèle de tourisme estival caractérisé par la demande des quatre « S » (Sun, Sand, Sex and Sea) s’impose alors.
Au début des années 1960, le climat politique se tend ; les critiques sont de plus en plus vives à l'égard du gouvernement. En 1963, un député de l'EDA, Grigoris Lambrakis, est assassiné par une milice paramilitaire. Cet évènement, qui inspire Costa-Gavras pour son film Z, contraint Karamanlis, discrédité, à s'exiler à Paris après avoir perdu les élections. La victoire de Georgios Papandréou aux élections, en 1964, annonce une période d'embellie démocratique. Cependant, la famille royale et les militaires vivent mal l'ombre dans laquelle ils sont rejetés. Ils s'irritent d'un prétendu complot « communiste », ourdi par le propre fils du Premier ministre, Andréas. Les relations entre le nouveau roi Constantin II et Papandréou deviennent si tendues que ce dernier démissionne, en juillet 1965. De nouvelles élections sont donc prévues, dont le résultat s'annonce évident : une nouvelle victoire du parti centriste de Papandréou.
Le 21 avril 1967, un coup d'État de l'armée vient interrompre tout processus démocratique, ajournant définitivement les élections. Le groupe d'officiers à l'origine du putsch est secrètement soutenu par la CIA ; il inaugure la « dictature des colonels ».

### Dictature des colonels (1967-1974)

Drapeau utilisé par la dictature des colonels.

La « dictature des colonels » est le nom donné au pouvoir politique en place en Grèce de 1967 à 1974, qui provoqua en outre l'exil du roi Constantin II monté sur le trône en 1964. Le roi avait en effet tenté un coup d'État, en décembre 1967, contre les colonels. Son exil, consécutif à cet échec, laisse le colonel Geórgios Papadópoulos, à la tête des officiers, imposer une constitution dictatoriale lui attribuant les pleins pouvoirs. La dictature des colonels s’est instaurée et déroulée dans un contexte de guerre froide. Membre de l’OTAN depuis 1951, la Grèce appartenait au « bloc de l’Ouest » et se situait à proximité des voisins de « l’Est » : Bulgarie, Albanie et Yougoslavie. Durant la dictature, la Méditerranée orientale connut différentes tensions et conflits, dont la guerre des Six Jours en 1967, tandis que l’île de Chypre, république indépendante depuis 1960 — mais qui accueillait des bases militaires britanniques et des troupes grecques, turques et onusiennes — suscitait des convoitises diverses et notamment celle des Grecs favorables à l’Enosis (le rattachement de l’île à la Grèce).

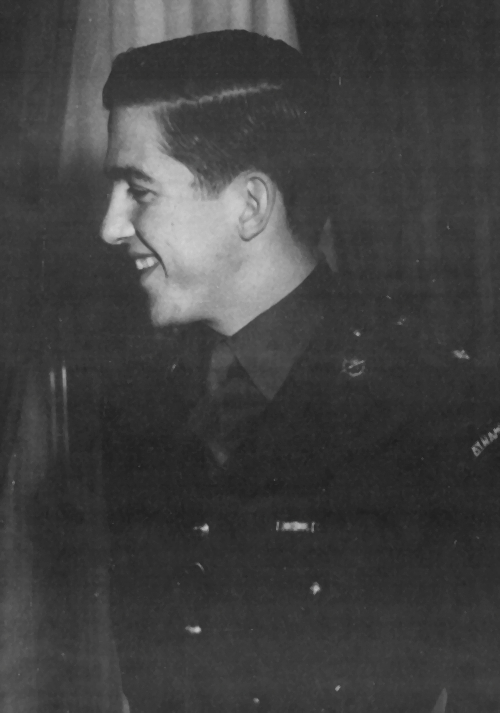
Le roi Constantin organisa un contre coup d'État en décembre 1967 contre les Colonels, qui échoua et se solda par son exil.

Les colonels n'ont pas de véritable programme ; ils se contentent de proclamer « l'ordre moral » de se présenter en champions de l'orthodoxie, avec pour mot d'ordre « la Grèce des Grecs chrétiens ». Le régime policier pourchasse les opposants, supprime les partis, remplit les prisons, bannit la gauche. Cependant, les États-Unis accordent leur aide financière, car ces militaires grecs occupent un emplacement stratégique dans la guerre froide, sur le flanc sud-est de l'OTAN. Le roi Constantin tente un contre coup d’État le 13 décembre 1967 avec le soutien d’une partie de l’armée. Il échoue et est obligé de s’exiler avec toute la famille royale à Rome puis à Londres. Les colonels ont désormais le champ libre : Georgios Papadopoulos devient chef du gouvernement. Les colonels, pour donner une légitimité démocratique au régime, laissent des gouvernements fantoches se mettre en place, alors que seule la junte militaire est aux commandes. Le régime prend des mesures dans tous les domaines de la société, relayé en cela par une administration dont l’intégralité des dirigeants a été changée aussitôt après le coup d’État. La minijupe et les cheveux longs sont interdits. Les partis politiques et les organisations syndicales sont interdits. Des tribunaux d’exception voient le jour : on peut arrêter les citoyens sans mandat, les juger sans avocat et les déporter. Une île-rocher de la mer Égée est réquisitionnée : Yaros. Des milliers de personnes y sont déportées et doivent y construire leur propre prison. Les conditions de détentions sur ce caillou de l’Égée sans ombre ni eau potable battu par le vent sont régulièrement dénoncés par les organisations humanitaires.
Des organisations clandestines se mettent en place et combattent la dictature. Des moyens radicaux tels que les bombes sont employées contre les Colonels. Ainsi, le 13 août 1968, Alexandros Panagoulis tente de faire exploser la voiture du chef de la junte. Celui-ci échappe de peu à cet attentat. Panagoulis est immédiatement condamné à mort. Devant la pression de la communauté internationale, sa peine est convertie en prison à perpétuité. Beaucoup d'intellectuels poursuivent la lutte depuis l'étranger : c'est le cas de l'ancien Premier Ministre Konstantinos Karamanlís, réfugié à Paris. La France notamment est un des pays qui accueillent un grand nombre d'exilés. La capitale française devient un haut lieu de résistance contre la dictature grecque. Des comités de solidarité composés notamment de Jean-Paul Sartre, Simone de Beauvoir, ou encore Michel Leiris se mettent en place.
La situation économique difficile de la Grèce compte tenu du ralentissement économique mondial (premier choc pétrolier) alimente un mécontentement croissant à l'endroit du régime des colonels.
En mai 1973, un complot organisé par des officiers de marine échoue. En réaction, Georgios Papadopoulos fait proclamer la République par référendum, le 1er juin 1973. Il destitue le roi Constantin II, en exil à Rome, que l'on accuse d'avoir trempé dans le complot. Les étudiants déclenchent le processus de désintégration de la dictature, en 1973, par l'occupation de l'École polytechnique d'Athènes ; la répression est brutale : les chars sont lancés à l'assaut de l'université, faisant 40 morts et une centaine de blessés. La crise chypriote de juillet 1974 révèle l'impuissance du régime militaire qui est évincé au profit d'un gouvernement formé de civils. Le coup définitif vient de Chypre, en 1974. L'île, indépendante depuis 1960 (après avoir été colonie britannique), peuplée d'une majorité de Grecs et d'une minorité turque, est alors gouvernée par le président et archevêque Makários III. Le président cherche à se débarrasser des officiers grecs de sa garde nationale, attirant la réaction de l'ultra-nationaliste Ioannídis qui tente d'assassiner l'archevêque et de prendre le pouvoir sur l'île. La Grèce et la Turquie, toutes deux puissances garantes, s'apprêtent à intervenir ; les Turcs débarquent, et la junte des colonels s'enfonce dans le chaos,.

### Metapolítefsi

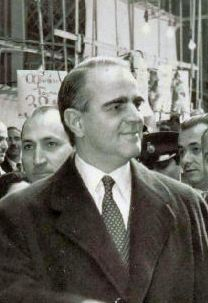
Konstantinos Karamanlís mena une politique pacifique de transition entre la dictature et la restauration de la démocratie.

Metapolítefsi, qui signifie « changement de régime » (Μεταπολίτευση), commence juste après la chute de la dictature militaire, le 24 juillet 1974, et se poursuit jusqu'aux années 1980.
La dictature des colonels tombe le 24 juillet 1974. L'ex-premier ministre Konstantinos Karamanlís revient d'exil et reprend ses anciennes fonctions à la tête d'un gouvernement provisoire d'union nationale. Des élections se déroulant le 17 novembre 1974 sont remportées avec 220 sièges sur 300 par le Parti Nouvelle démocratie, formation de Karamanlís qui est confirmé à la tête du gouvernement. Le 8 décembre, un référendum permet à la population de se prononcer sur la monarchie. Les Grecs se prononcent contre à 69 %, mettant fin aux espoirs de retour sur le trône du roi Constantin II. La Grèce devient une république parlementaire et entame sa marche vers la démocratie et l'Union européenne. La République rétablit les libertés civiles.
Le 1er janvier 1981, la Grèce devient officiellement membre de la Communauté économique européenne,,. Son adhésion a été soutenue par la France de Valéry Giscard d'Estaing, ami personnel de Karamanlís,.

### Histoire récente
Après la dictature, la Grèce connaît une forte croissance économique, et des niveaux de vie jamais atteints auparavant, notamment grâce à la hausse du tourisme étranger en Grèce. Le pays adopte la monnaie européenne en 2001. Le pays, qui est à l'origine des Jeux olympiques, accueille la compétition en 2004 à Athènes. À partir de 2007, le pays est touché par la crise économique mondiale venue des États-Unis, et connaît en 2009 une grave crise budgétaire qui le force à demander l'aide de l'Union européenne.
Au milieu des années 2010, le pays figure en première ligne de la crise migratoire en Europe, qui fait suite à la guerre civile syrienne.

## Politique

### Pouvoir central
La Grèce est une république parlementaire depuis la constitution de 1975. Cette dernière garantit de façon détaillée les libertés civiles. Cependant le poids de l'Église orthodoxe y est resté très important : il n'y a pas de séparation entre l'Église et l'État en Grèce (ainsi l'article 3 de la constitution règle les rapports entre les deux autorités).
Le pouvoir exécutif est assuré par le président de la République, élu par le parlement à la majorité des deux tiers, et un Premier ministre issu de la majorité parlementaire. Le président de la République a un rôle essentiellement représentatif ; ses pouvoirs politiques sont extrêmement limités. Cependant, compte tenu de son expérience, il incarne une certaine autorité morale qui lui est reconnue par la société grecque.
L’organe du pouvoir législatif est un parlement à chambre unique, la Vouli ton Ellinon (Chambre des Grecs). Le Parlement siège dans l'ancien palais royal d'Athènes.
L'Áreios Págos (Aréopage) est le nom porté par la Cour de cassation.
Une Cour suprême spéciale est composée du président et de quatre membres de la Cour de cassation, du président et de quatre membres du Conseil d'État, ainsi que du président de la Cour des comptes, assistés dans certains cas de deux professeurs de droit.
La politique étrangère de la Grèce est conduite par le gouvernement et le président n'a constitutionnellement aucun pouvoir.
Le 18 février 1952, la Grèce entre dans l’OTAN, en même temps que la Turquie, mais retire ses forces de la structure militaire intégrée le 14 août 1974 en protestation contre l'invasion turque au nord de Chypre. Puis elle réintéègre l'OTAN en 1980. En 1981, la Grèce intègre la Communauté économique européenne.
Les dynasties ont une grande influence sur la vie politique grecque, à l'image des Mitsotakis, des Bakoyánni ou des Papandréou. Depuis la création de l’État grec, en 1830, les plus grandes familles ont accédé aux plus hautes fonctions du pouvoir : « le clientélisme a toujours existé grâce à des chefs de clan qui promettaient des cadeaux aux électeurs s’ils votaient pour leurs députés. Les grandes familles ont aidé à mettre en place ce système pour garder leurs sièges et les transmettre à leurs héritiers », indique l’historien Tassos Sakellaropoulos. Le népotisme n'est pas mal perçu des médias et des électeurs : « La famille est primordiale en Grèce. Les électeurs se retrouvent dans ce schéma et il n’est pas choquant que les enfants exercent le même métier que leurs parents. Il suffit d’observer le nombre d’entreprises familiales qui existent en Grèce », note la politologue Manos Papazoglou.

### Échelon local
La première organisation administrative de la Grèce fut l'œuvre de Ioánnis Kapodístrias entre 1828 et 1831 puis des ministres bavarois du roi Othon Ier (début des années 1830),. Furent alors mis en place une dizaine de nomes (νομός) et 750 dèmes (δήμος). La croissance du pays et l'explosion de sa capitale obligea à en multiplier le nombre. Dans les années 1970, la Grèce était divisée en 52 nomes, 152 éparchies et 6 130 dèmes et communautés (Κοινότητες kinótites). Une réforme dite Kapodístrias modifia cette structure à partir de 1985 pour permettre à la Grèce de se conformer à la charte européenne de l'autonomie locale (1997 : 13 régions ou périphéries (περιφέρεια), 52 nomes, 152 éparchies, 900 dèmes et 134 kinótites).
En 2009, un nouveau programme de réforme de l'administration locale est lancé. D'abord appelé Kapodístrias II, il finit par prendre le nom d'un des architectes du Parthénon : Callicratès. Il aboutit en octobre 2010 à une réduction radicale du nombre de subdivisions et d'élus de celles-ci. Un des objectifs principaux est de faire des économies budgétaires et de diminuer la bureaucratie locale.
L'échelon des périphéries est conservé tandis que les nomes et leurs subdivisions s'y dissolvent. Les élus des nomes (qui étaient un peu moins de 1 500) deviennent élus de l'échelon régional et ne sont plus que 700 sur l'ensemble du territoire. Les 900 dèmes et 134 kinótites, quant à eux, sont réduits à 325 dèmes. Les élus municipaux sont réduits de moitié, passant d'un peu plus de 16 000 à un peu plus de 8 000. Une économie budgétaire d'un milliard et demi d'euros est alors espérée sur trois ans,. Les nouveaux conseillers municipaux et régionaux sont élus pour cinq ans. Cependant, les premières élections locales ont eu lieu en novembre 2010 et les suivantes sont prévues pour 2014, en même temps que les élections européennes, dans un but d'économie. Sont éligibles les Grecs de plus de 18 ans (comme pour le droit de vote), sauf pour le poste de maire où l'âge reste fixé à 21 ans. Le scrutin est proportionnel plurinominal avec panachage.

### Partis politiques

SYRIZA est depuis la dernière décennie l'un des partis politiques les plus influents de la vie politique grecque. C'est un mouvement de gauche, progressiste, socialiste et humaniste, anti-austérité.

Les deux principaux partis politiques grecs sont les conservateurs de Nouvelle Démocratie et la gauche radicale de SYRIZA. Historiquement, la vie politique est divisée entre les formations conservatrices (Nouvelle Démocratie) et les libéraux progressistes (PASOK). En 1920, le Parti communiste de Grèce est fondé : il jouera un rôle prééminent dans la résistance durant l'Occupation allemande. À titre d'exemple, ce seront les deux résistants communistes Manólis Glézos et Apóstolos Sántas qui défieront ouvertement les occupants en enlevant le drapeau nazi de l'Acropole. Le communisme deviendra illégal en Grèce après la guerre civile, achevée en 1949. Une des particularités grecques est la construction de « dynasties » politiques :
- À droite de l'échiquier politique, la famille Karamanlís : Konstantínos Karamanlís, Ánna Karamanlí, Kóstas Karamanlís.
- La famille Mitsotákis, proche des Karamanlís : Konstantínos Mitsotákis, Kyriákos Mitsotákis, Dóra Bakoyánni.
- Au centre de l'échiquier politique, la famille Venizélos : Elefthérios Venizélos (bien qu'étant politiquement inclassable : ce fut un libéral au sens propre du terme, pas seulement économique) et Sophoklís Venizélos.
- À gauche de l'échiquier politique, la famille Papandréou : Geórgios Papandréou, Andréas Papandréou, Giórgos Papandréou.

Le Mouvement socialiste panhellénique (PASOK) et Nouvelle Démocratie (ND) dominent la vie politique jusqu'en 2012, discrédités par la crise économique. Le parti de gauche socialiste et humaniste SYRIZA, est au pouvoir entre 2015 et 2019. Ils adoptent respectivement le vert et le bleu comme couleur emblématique. Ce choix propre à la Grèce rappelle les couleurs des deux groupes de partisans qui s'affrontaient à l'hippodrome de Constantinople à l'époque de l'empereur Justinien.
La droite souverainiste est représentée jusqu'en 2004, par le mouvement Printemps politique avant que le parti Alerte populaire orthodoxe (LAOS) ne prenne la relève. Lors élections législatives de mai 2012, LAOS perd tous ses députés mais Aube dorée (XA), un autre parti d'extrême droite ouvertement néonazi,, sort de la marginalité en recueillant 7 % des voix. Ce succès ne dure que quelques années, le parti obtenant moins de 3 % lors élections législatives de 2019, et perdant ainsi sa représentation parlementaire.
L'élection présidentielle anticipée de 2014 est entachée d'une tentative de corruption mais qui n'a finalement pas de conséquence sur l'issue du scrutin,.

## Droits de l’homme
Selon des informations publiées par The New York Times au mois août 2020, les autorités grecques ont secrètement largué au moins 1 072 demandeurs d'asile des frontières de l'Europe, dans la mer Méditerranée, lors d'au moins 31 expulsions distinctes. Les migrants ont souvent été contraints de monter à bord de radeaux qui fuyaient, laissés à la dérive dans leurs propres bateaux après que les autorités grecques avaient désactivé leurs moteurs, ou ont été abandonnés sur une île inhabitée, Ciplak. Les demandeurs d'asile ont été transférés d'une île à Athènes, avant d'être abandonnés en mer à la frontière maritime turque.
Les passages à tabac sont fréquents, entrainant parfois la mort lors d'interpellations. D'après Amnesty International, « la violence et l’impunité policières sont des problèmes structurels en Grèce ». De plus, « les policiers sont rarement condamnés par le système judiciaire et par les conseils disciplinaires internes ».Sur la période 2018 à 2020, la Grèce est devenue le quatrième pays d'Europe en termes de densité des forces de l'ordre, avec 525 policiers pour 100 000 habitants.
Selon une enquête de BIRN, les agents frontaliers de l'Union européenne ne signalent pas les violations des droits commises contre les migrants et les réfugiés à la frontière albanaise-grec en février 2023.

## Politique étrangère
La politique étrangère de la Grèce, membre de l'Union européenne et de l'OTAN, est principalement dominée par ses relations historiquement tendue avec la Turquie voisine, avec qui il reste des différends sur le tracé de la frontière dans la mer Égée et l’occupation illégale de Chypre. En 2020, le ministre des Affaires étrangères est Níkos Déndias.
La Grèce, puissance moyenne sur le plan mondial, entretient des relations diplomatiques sur tous les continents. Le pays est membre de plusieurs organisations internationales : Nations unies, OCDE, Organisation de coopération économique de la mer Noire, Union européenne, Fonds monétaire international, Banque mondiale, entre autres.

## Économie

### Thalassocratie

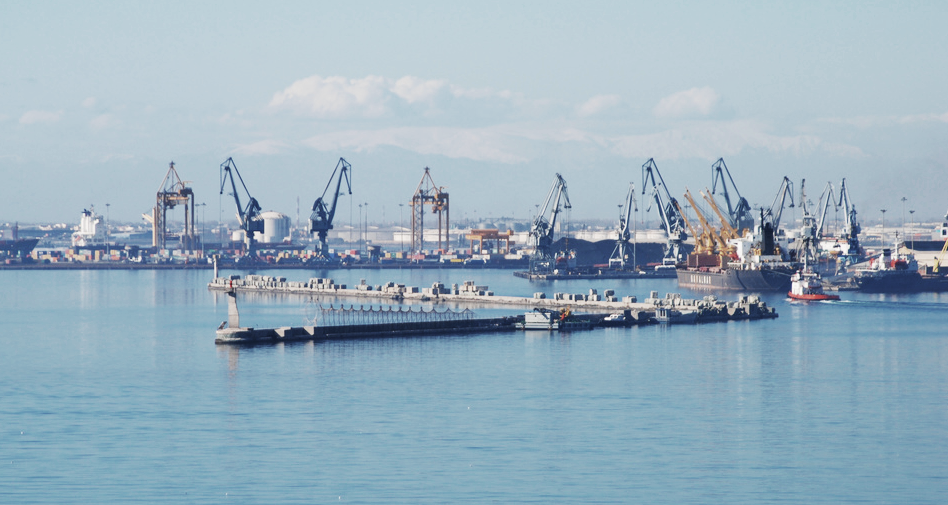
Les chantiers navals de Thessalonique.

Selon les chiffres de l'OCDE et d'Eurostat, la Grèce est la cinquante-et-unième économie mondiale, dix-septième économie de l'Union européenne et première marine marchande de la planète, puisque sa flotte marchande dispose de 3 695 navires pour 244 850 578 tonnes de poids en lourd au 1er janvier 2013 (15,17 % du tonnage total mondial). L'activité maritime et le tourisme sont les principaux secteurs de revenus. Le tourisme contribue directement pour 7 % du produit intérieur brut (PIB) et 9 % de la main d'œuvre (340 500 emplois). En ajoutant la contribution indirecte, ces chiffres passent à 17 % du PIB et 19 % de la main d'œuvre (700 000 emplois). Le port autonome du Pirée est le plus grand port de la Grèce, mais la plupart des installations appartient désormais à des consortiums chinois. Globalement en 2010 les terminaux à conteneurs du port du Pirée ont traité un trafic de 863 808 EVP. D’ailleurs, le port du Pirée est devenu la plus grande concentration urbaine du pays après Athènes, Thessalonique et Patras. Les deux-tiers du territoire grec peuvent être exploités par l'agriculture (40 % des terres sont en prairies ou pâturages et un peu plus de 20 % en terres arables)
Si l'on veut prendre une mesure rapide de l'essor et des transformations de l'économie grecque, il faut considérer l'évolution de la structure des caractéristiques macro-économiques. En 1962, les exportations sont encore celles d'une nation peu développée : les produits agricoles représentent 56 % des secteurs d'activité, les matières premières 30 %, les produits industriels moins de 9 %. Au début des années 1980, les proportions respectives sont passées à 25 %, 8 % et 44 %. Trois décennies plus tard, en 2007, l'agriculture, l'élevage et la pêche ne contribuent que 4 % à la richesse nationale, l'industrie et la construction à hauteur de 20 %, le secteur tertiaire à 76 %. En moins d'un demi-siècle, la Grèce est devenue un pays développé, échangeant avec l'étranger, notamment l'Union Européenne (près des deux tiers des importations comme des exportations hors hydrocarbures), des produits manufacturés et des services, et satisfaisant une partie de son marché intérieur, dont la demande s'est considérablement accrue en quantité et en qualité. La mutation est particulièrement nette dans le domaine industriel, où l'on assiste à une profonde transformation des systèmes de production et à des remaniements importants des localisations. Les bouleversements pourraient s'ordonner sous le double signe d'une périodisation banale qui fait se succéder les phases d'industrialisation (années 1960), de diffusion (années 1970) et de restructuration (depuis les années 1980) et d'une exceptionnelle flexibilité des acteurs économiques. Aux activités classiques fondées à l'origine sur la production agricole (alimentation, tabac, textile), se sont ajoutés des secteurs plus modernes et concurrentiels (métallurgie, chimie, chantiers navals ou cimenteries).

### Crise économique

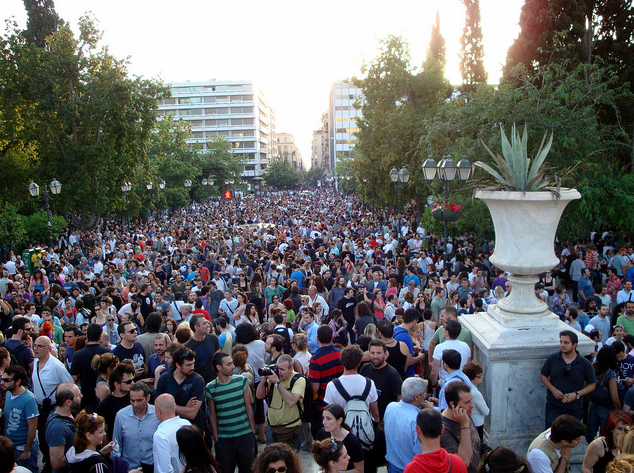
Le mouvement anti-austérité en Grèce.

La Grèce a fait face, ces dernières années, à une violente crise économique intérieure, accentuée par la crise des dettes souveraines de la zone euro de 2010 et de la crise mondiale de 2008. Les causes de la crise grecque, attribuées dans un premier temps à la Grèce seule, sont en fait beaucoup plus complexes. Outre les effets de la crise mondiale, et les fautes de gestion des gouvernements grecs successifs, beaucoup de fonds d'investissements ont spéculé sur la dette.
Entre 2008 et 2016, le PIB de la Grèce a chuté de près de 25 %. La dette publique est passée de 103,1 % du PIB en 2007 à 181,2 % en 2018. Les projections du FMI estiment qu'elle atteindra 293,6 % du PIB en 2060. Le pays a diminué de 32,4 % ses dépenses publiques pendant la crise. Ces mesures d'austérité budgétaire ont été accompagnées de réformes structurelles, comme l’affaiblissement du droit du travail, la suspension du droit de négociation collective ou l’abaissement du salaire minimum. Les retraités ont également vu leurs pensions amputées de 14 à 40 %. Le nombre de personnes sans-abri a augmenté de 20 à 25 %.
Le Premier ministre conservateur Kyriákos Mitsotákis lance en 2019 une vague de privatisations, dont notamment celles d’infrastructures touristiques, de terres côtières, et des parts détenues par l’État dans les entreprises de gaz et d’électricité et de l’aéroport d’Athènes. La brigade antifraude du fisc est supprimée, et ses employés intégrés au ministère des Finances. Le gouvernement fait par ailleurs adopter une réforme du droit du travail permettant à un employeur de licencier ses salariés sans avoir à motiver sa décision, ni à prévenir les personnes licenciées. Enfin, une réforme fiscale visant à faire du pays « une terre d’accueil pour les milliardaires et les citoyens les plus fortunés », relève le Financial Times, est mise sur pied. Il s'agit d'attirer les investissements en proposant de faibles taux d'imposition. En outre, une clause protégera les bénéficiaires de cette politique fiscale contre les éventuels changements de politique mis en place par de futurs gouvernements. En 2019, un salarié grec sur trois travaille à temps partiel pour un salaire net de 317 euros et 34,8 % de la population est exposée au risque de pauvreté ou d'exclusion sociale. Les inégalités se sont également creusées. La fraude fiscale représente en 2019 un manque à gagner pour l'État grec de 30 milliards d'euros.

### Tourisme

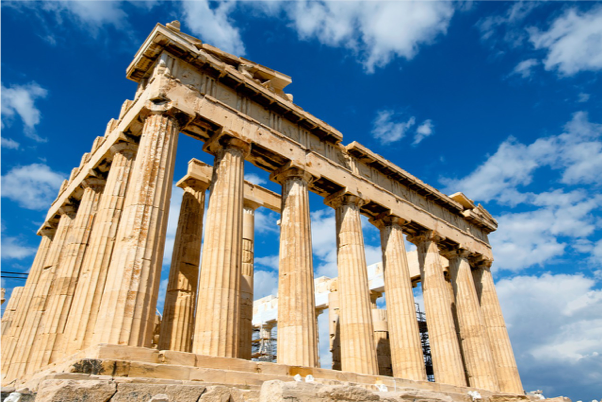
Le Parthénon, symbole de la culture grecque, est l'un des monuments les plus visités du pays.

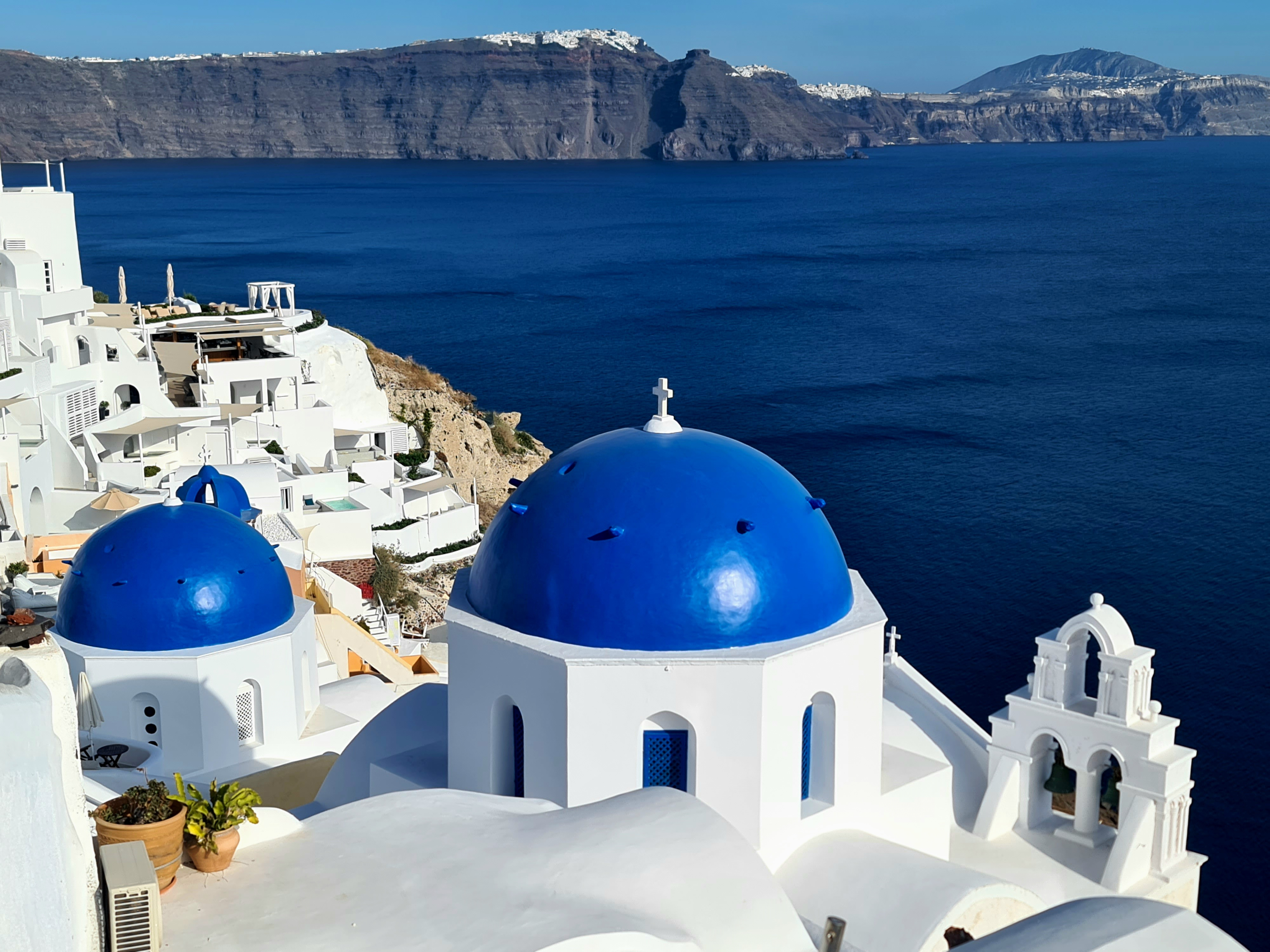
Les dômes bleus emblématiques de Santorin aux murs blanchis à la chaux caractéristiques des Cyclades.

En 2018, la Grèce a accueilli 33 millions de visiteurs, contre 24,2 millions en 2014, faisant du pays l'un des plus visités d'Europe et du monde,. Les lieux les plus visités sont la ville d'Athènes, les îles cycladiques (Santorin, Mykonos) ainsi que Hydra, le Dodécanèse (Rhodes), la Crète (Héraklion, La Canée) et Corfou. Les touristes sont majoritairement originaires des pays membres de l'Union européenne et du Royaume-Uni.
En 2023, le secteur du tourisme a retrouvé son niveau d'avant la pandémie de Covid-19 et a contribué à hauteur de 62,8 à 75,6 milliards d'euros (de 28,5 à 34 % du PIB) à l'économie grecque, employant deux actifs sur cinq. Malgré le fait qu'il soit un pilier de l'économie, le secteur du tourisme fait l'objet de critiques au niveau local où des mouvements de contestation s'organisent pour lutter contre la saturation de certaines îles en période estivale.
Dès le début des années 2000, le Fonds mondial pour la Nature (WWF) avait exhorté les professionnels du tourisme à développer dans les pays de la Méditerranée un tourisme durable, en estimant qu'ils subiraient une montée du tourisme de masse, avec de plus en plus de constructions sauvages et non concertées d'hôtels, stations balnéaires et villages de vacances. Il avait appelé l'industrie du tourisme à adopter et encourager des pratiques plus responsables en défendant des programmes de développement écologiques et en sensibilisant la clientèle au respect de l'environnement.

## Santé

### Régime universel

Logotype de l'EFKA, organisme de sécurité sociale en Grèce.

La Constitution hellénique fait de la Grèce une République sociale : « ARTICLE 21. L'État veille à la santé des citoyens et prend des mesures spéciales pour la protection de la jeunesse, de la vieillesse et des invalides, ainsi que pour l'aide aux indigents. Les familles nombreuses, les invalides de guerre et de la période de paix, les victimes de guerre, les veuves et les orphelins de guerre ainsi que ceux qui souffrent d'une maladie incurable corporelle ou mentale ont droit à un soin particulier de la part de l'État. »
« ARTICLE 22. L'État veille à la sécurité sociale des travailleurs, ainsi qu'il est prévu par la loi. » Le système de santé hellénique est un système universel et gratuit, divisé entre une branche assurantielle et une branche assistancielle. L'État couvre une partie des frais médicaux et le reste à payer est à la charge des patients. Le ministère de la Santé, de la Solidarité et des Affaires Sociales est chargé de la gestion du système national de santé et de la santé publique. Les assurances sont rendues obligatoires par le gouvernement d'Elefthérios Venizélos en 1914 et 1922, et aboutissent à la création d'un système national de protection sociale en 1934 : l'Institut national d'assurance sociale est créé (Iδρυμα Κοινωνικών Ασφαλίσεω, abrégé I. K. A.). Bien que loin d'être aussi efficace qu'aujourd'hui, l'Institut pose les bases de la protection sociale en Grèce. Le régime autoritaire établi par Ioánnis Metaxás entre 1935 et 1941 va développer l'I. K. A., dans le cadre de sa politique sociale. Le temps de travail quotidien est abaissé à 8 heures, le dimanche est obligatoirement chômé, les accidents du travail pris en charge sont élargis, les chômeurs reçoivent une aide alimentaire régulière. Des livrets de santé individuels pour les travailleurs sont mis en place. Des cliniques sont construites pour assurer gratuitement les services de maternité et lutter ainsi de manière plus efficace contre les conditions parfois très précaires d'accouchement. Les naissances sont contrôlées par l'État. Les inspections du travail et la médecine du travail veillent au respect des mesures ainsi qu'à la surveillance de la santé des travailleurs. Les congés payés sont institués, les travailleurs disposant de deux semaines de vacances. L'interdiction du travail des mineurs est affirmé et des mesures de répression sont mis en place contre les entreprises ne respectant pas la loi. En 1951, l'Institut national d'assurance sociale est modernisée et réformée en profondeur. Tout au long des années 1950 et 1960, le gouvernement fera adopter des mesures de protection pour les personnes vulnérables (aveugles, enfants malades, orphelins de guerre, maladies incurables). La Grèce doit ces réformes grâce à l'impulsion de Konstantínos Karamanlís et Georgios Papandréou.

Entrée principale de l'Hôpital universitaire de Patras.

La loi de 1983, porter par le cabinet d'Andréas Papandréou, va moderniser les équipements hospitaliers et compléter le système assitanciel par un système assurantiel. Un système national d'urgence est mis en place : l'Εθνικό Κέντρο Άμεσης Βοήθειας dont les missions sont équivalentes à celles du S.A.M.U. en France. Il permet d'envoyer du personnel spécialisé sur les lieux d'une situation d'urgence, afin de fournir une assistance immédiate aux victimes et de les transférer vers les établissements de soins les plus proches. Son numéro joignable en permanence est le 166. Depuis la mise en place du numéro d'urgence européen, le 112 permet également de joindre l'aide médicale d'urgence.

### Politiques d'austérité
Entre 2009 et 2015, les dépenses publiques de santé par habitant ont chuté de 37,7 % et le système de santé public a perdu les trois cinquièmes de ses effectifs. Dès 2010, le système national de santé ESY a réduit de 60 % ses dépenses. Afin de gagner en rentabilité, les 137 établissements répartis sur le territoire se sont trouvés contraints de fusionner, pour laisser place à un réseau de seulement 83 hôpitaux, avec, au passage, des milliers de suppressions de postes et la fermeture de 4 500 lits. Au total, 25 % à 30 % des unités de soins intensifs et des unités de soins spécialisés ont disparu. Après son arrivée au pouvoir, le gouvernement issu de SYRIZA a rétabli la gratuité des soins hospitaliers pour les citoyens les plus modestes.
Les accouchements dans le secteur public sont théoriquement gratuits. Pourtant, face aux coupes budgétaires, la pratique des pots-de-vin s'est généralisée. Il convient de payer pour bénéficier d'une anesthésie péridurale, de médicaments et matériels médicaux et d'une chambre. Un accouchement dans le public coûte ainsi entre 800 et 2 400 euros, contre environ 5 000 euros dans le secteur privé.
Une étude d’Amnesty International publiée en avril 2020 établit que les trois « programmes économiques » imposés par les créanciers en contrepartie de nouveaux prêts ont « entraîné des violations du droit à la santé ». Avec un impact significatif sur les personnes les plus vulnérables : personnes handicapées, migrants, personnes âgées, porteurs de maladies chroniques, chômeurs, précaires, sans-abri. Les soignants interrogés, eux-mêmes affectés par des pertes de revenus et par la surcharge de travail créée par les suppressions de postes, décrivent « une situation désespérée » avec, dans les hôpitaux publics, des suppressions massives de lits, jusque dans les unités de soins intensifs, mais aussi des pénuries de médicaments, de vaccins et de fournitures de base (cathéters, bandages, seringues).

## Démographie

### Chiffres et tendance
La population du pays est estimée à 10 815 197 habitants, dont 8,4 % d'étrangers, en août 2013 (49,04 % d'hommes et 50,96 % de femmes),. Par rapport à son maximum de 10 934 097 habitants en 2001, la population a baissé de 1 %. Cette baisse est un phénomène récent : en 2008, la Grèce présentait encore un accroissement de 48 700 (+ 0,43 %) habitants par rapport à l'année précédente, dont seulement 6 700 dus au solde naturel, le reste provenant de l'immigration. Depuis 1996 en moyenne, le solde migratoire positif avait empêché la population grecque de diminuer. En 2011, le pays a enregistré 110 726 décès pour 106 777 naissances. En 2012, le nombre de naissances a encore baissé, d'environ 15 000. Cette année-là, la population a diminué de 5,5 ‰. En 2013, d'après Eurostat, il y a eu 94 100 naissances en Grèce contre 112 100 décès. En 2014, la baisse de la natalité s'est poursuivie : 2,1 % pour un nombre de naissances de 92 148 ; par contre, le taux de mortalité a augmenté de 1,7 % pour atteindre 113 740 décès. Ces dernières statistiques montrent que 40 % de la population grecque devrait avoir plus de 60 ans en 2050.

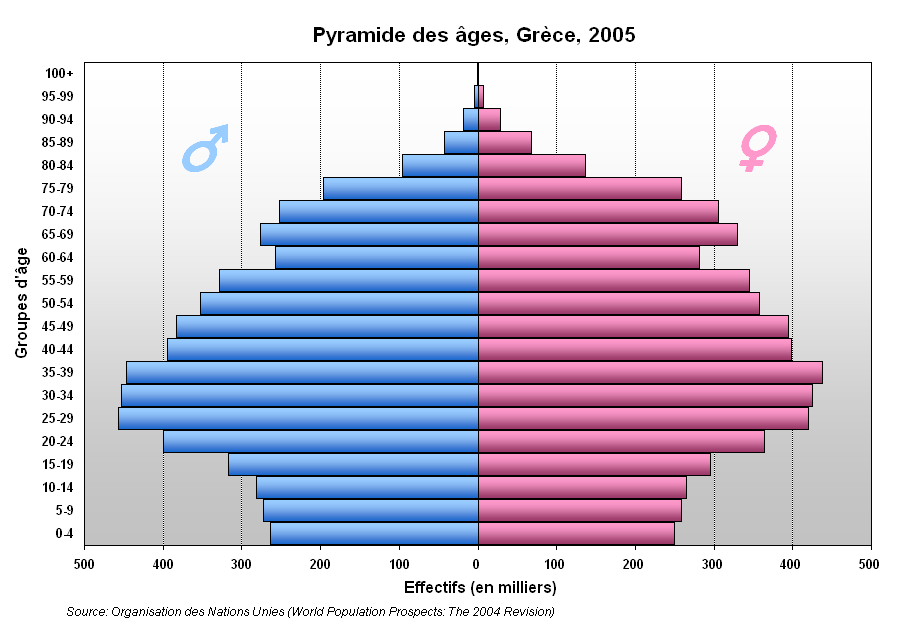
Pyramide des âges en 2005.

Au recensement de 2011, 50,3 % des Grecs sont mariés. Un foyer moyen comprend 2,6 personnes. Les taux de fécondité et de natalité sont parmi les plus faibles d'Europe. Le déclin de la fécondité a atteint un premier étiage au début des années 2000 (17,9 ‰ de taux de natalité et 2,2 enfants par femme en 1961 ; 9,2 ‰ de taux de natalité avec 1,29 enfant
par femme en 2001) pour remonter un peu ensuite : 9,45 ‰ de taux de natalité et 1,37 enfant par femme en 2009. Entre 2009 et 2012, la natalité a recommencé à baisser, d'environ 10 %, passant de 117 933 à 100 980 naissances. En 2012, le taux de natalité est de 9 ‰. Ces chiffres sont expliqués par le coût important d'élever un enfant en Grèce : pas ou peu de crèches et éducation très chère en raison du recours aux cours privés,. Il existe une relative homogénéité de ces phénomènes sur l'ensemble du territoire, avec deux petites nuances : les taux sont plus élevés dans les grandes villes car elles sont souvent le lieu de résidence des jeunes couples ; il en est de même en Thrace où se concentre la majorité de la population musulmane dont le comportement démographique est encore différent de celui du reste du pays, même s'il tend de plus en plus à s'en rapprocher. La Grèce a par ailleurs un des plus faibles taux européens de naissances hors mariage : 6 % des naissances, contre 53 % en France. Cependant, ce taux a augmenté de 40 % entre 2004 et 2009. Par contre, la Grèce est le pays d'Europe où la proportion d'avortements est la plus élevée : 200 000 IVG sont pratiquées tous les ans, soit le double du nombre de naissances, toujours en raison du coût de l'éducation et de la contraception, mais aussi en raison du regard moralisateur, imprégné par le christianisme orthodoxe ou par l'islam, de la société sur les grossesses hors-mariage. Une adolescente sur quatre y a au moins eu recours une fois et un cinquième des interruptions concernent des mineures.
Le taux de mortalité a longtemps baissé pour atteindre un minimum de 7,4 ‰ en 1961. Depuis, il est lentement remonté : 9,49 ‰ en 2004 et 10,42 ‰ en 2009. Cette remontée du taux est due à plusieurs facteurs : un vieillissement de la population (19,2 % des Grecs ont plus de 65 ans et 14,3 % ont moins de 15 ans en 2009), mais aussi une dégradation des conditions de vie : tabagisme, alcool et obésité. L'espérance de vie en 2009 est de 77,3 ans pour les hommes et 82,3 ans pour les femmes.
Comme tous les phénomènes démographiques grecs, l'exode rural est relativement récent. La population rurale, encore majoritaire en 1961 (54,8 %), est tombée à moins du quart (24,9 %) de la population totale en 2001. Les zones montagneuses se sont principalement dépeuplées tandis que les zones rurales et les grandes villes croissaient. La principale zone de peuplement est au début du XXIe siècle l'axe Patras-Athènes-Vólos-Larissa-Thessalonique : les douze nomes le long de cet axe concentrent en 2001 6,2 millions d'habitants, soit plus de la moitié de la population du pays. La tendance à l'hypertrophie de la capitale s'est ralentie. Après une explosion dans les années 1960-1970, Athènes (hors de ses limites administratives, en englobant son immense banlieue) a crû plus lentement dans les années 2000. Elle concentre cependant encore 36 % de la population (soit plus de 4 millions de personnes). En Attique, dans les centres-villes d'Athènes et du Pirée, comme ailleurs dans le monde, la population a diminué tandis que celle des banlieues résidentielles a augmenté, surtout à l'est : la population de la moitié des communes de l'Attique orientale a crû de 50 % à 128 % entre 1991 et 2001. Les villes principales des subdivisions de la Grèce connaissent elles aussi une forte augmentation tandis que 97 % des communes grecques ont moins de 2 000 habitants. Dernier phénomène : la population des îles, longtemps lieu d'émigration, augmente entre 1991 et 2001 : de 56 % à Mykonos, + 30 % à Paros, Naxos, mais aussi Schinoussa. Il en est de même dans le Dodécanèse et sur la côte nord de la Crète. Le recensement de 2011 confirme ces tendances. L'Attique continue à concentrer plus du tiers de la population (record de densité à Kallithéa : 21 067 hab./km2), suivie de la région de Thessalonique avec 18 %. La Grèce de l'ouest a perdu le plus d'habitants entre 2001 et 2011 (de 721 541 à 680 190 habitants) tandis que le sud de l'Égée est la seule région en croissance (de 298 462 à 308 610 habitants).
La Grèce a longtemps été un pays d'émigration : 1,2 million de Grecs ont quitté leur pays entre 1950 et 1977 (pour une population de 7,6 millions en 1951 et un peu moins de 9 millions en 1975) principalement vers les États-Unis, l'Australie, l'Allemagne fédérale et la France, mais aussi l'URSS pendant la dictature des colonels. Après cette date (fin de la dictature en Grèce, fin des contrats de travail, âge de la retraite puis ouverture du bloc communiste), de nombreux retours définitifs (autour de 400 000 entre 1976 et 1990) ont eu lieu. En parallèle, la Grèce est devenue un pays d'immigration : 1,2 million d'entrées entre 1976 et 2000 dont 305 000 rien qu'entre 1996 et 2000. On comptait 167 000 étrangers en Grèce en 1991 et 797 000 en 2001. En 2013, le phénomène migratoire est à nouveau inversé, avec les départs en excédent de 52 000 personnes par rapport aux entrées.

### Communautés linguistiques et religieuses

#### Citoyens grecs

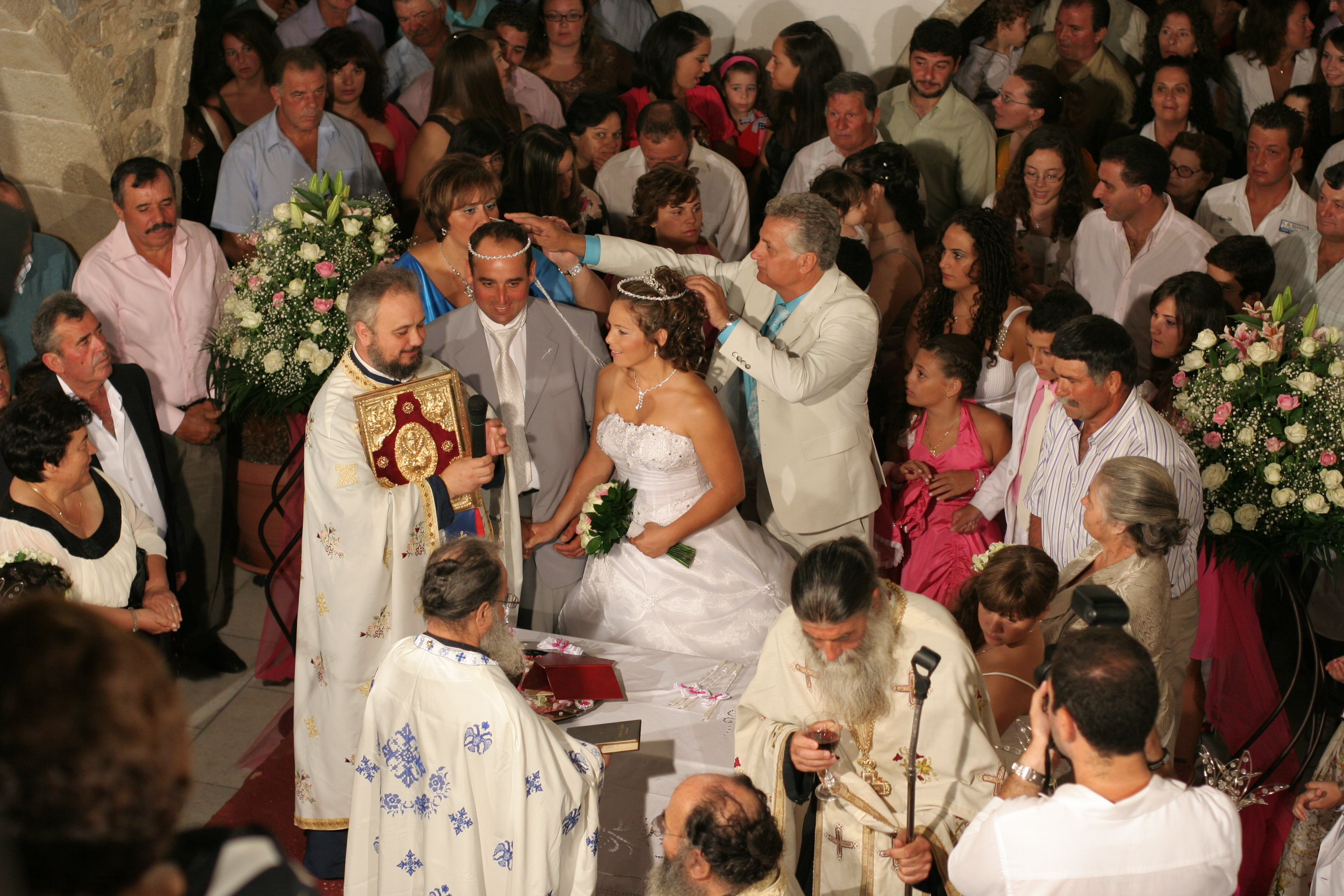
Mariage grec orthodoxe.

Dans la population disposant de la nationalité grecque, 97 % parlent le grec et sont considérés comme orthodoxes par tradition, sinon par conviction. Les 3 % restant appartiennent à diverses minorités linguistiques comme les aroumains, les arvanites, les slavophones et les tsakones, ou religieuses comme les grecs catholiques et les musulmans. Parmi les communautés ethniques, il y a, notamment les Juifs grecs. Pendant très longtemps, « être Grec » (« de souche ») supposait être locuteur usuel du grec et être orthodoxe : la place prépondérante de l'Église et le jacobinisme de l'État empêchaient la prise en compte des particularismes. Au XXe siècle l'intégration des orthodoxes non-hellénophones, puis l'immigration et la laïcisation de la fin du XXe siècle et du début du XXIe siècle, ont fait évoluer ces perceptions : seuls les musulmans, considérés indistinctement comme « Turcs » par les dispositions du traité de Lausanne, sont décomptés à part. Pour le reste, la loi et l'état civil ignorent l'origine ethnique des citoyens et considèrent que les libertés reconnues à tous les citoyens par la constitution sont suffisantes, et évitent des tensions nationalistes comme celles qui ont abouti à la dislocation de la Yougoslavie.

#### Étrangers
En 2009, 906 000 étrangers vivaient en Grèce, soit 8,1 % de la population. Près des deux tiers de ces étrangers étaient d'origine albanaise. Au recensement de 2011, les étrangers constituent 8,4 % de la population du pays et 52,7 % d'entre eux sont d'origine albanaise. La plupart des étrangers viennent des Balkans et principalement des pays proches (Albanie, Bulgarie et Roumanie) dont la culture, les habitudes alimentaires et/ou la religion sont proches celles des Grecs (une partie d'entre eux ont d'ailleurs des ascendances grecques, mais pas assez pour bénéficier de la « loi du retour » permettant d'acquérir la citoyenneté). Leur arrivée a suivi la chute du bloc communiste et l'ouverture du rideau de fer. Les populations issues de l'immigration ont diversifié la mosaïque ethnique et confessionnelle préexistante.
Si les premiers migrants (des années 1970 et 1980) arrivaient de loin (Philippines, Pakistan et Afrique de l'Est), ils sont moins nombreux au début du XXIe siècle et principalement concentrés à Athènes et Thessalonique. La population étrangère est répartie sur l'ensemble du pays évitant localement la désertification. Ainsi, entre 1991 et 2001, tous les nomes du Péloponnèse ont perdu des habitants « grecs » sans que leur population totale diminue. Les immigrés travaillent principalement dans l'agriculture et le bâtiment pour les hommes ; dans le tourisme et les services à domicile pour les femmes. Ils représentent 20 % de la population active. La Grèce est, dans les années 2000, touchée par une vague d'immigration « de transit » venue du Moyen-Orient et d'Asie centrale qui cherche à gagner la France et surtout le Royaume-Uni. En 2010, 82 % des migrants entrés illégalement dans l'Union européenne passent par la Grèce. Les points d'entrée sont le Dodécanèse et l'Évros. Les migrants se concentrent ensuite à Patras en espérant embarquer à bord d'un ferry.
La crise financière des années 2010, due à la dérégulation mondiale et aux endettements de la Grèce, en partie consécutifs aux Jeux olympiques de 2004, a créé des tensions entre ces communautés et celle des citoyens grecs les plus touchés par la crise, qui se retrouvent parfois en concurrence pour les emplois les moins qualifiés.

#### Langues et identités ethniques

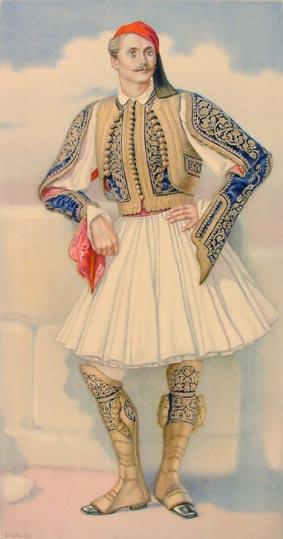
Costume traditionnel grec, hérité des Arvanites.

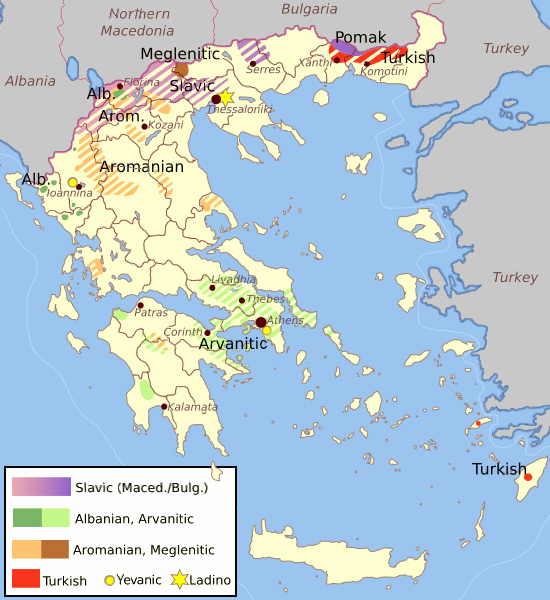
Minorités linguistiques en Grèce.

Les statistiques grecques ne reconnaissant pas les identités ethniques, c'est un usage informel qui identifie les diverses communautés présentes principalement dans le nord du pays. Ainsi, autour de Flórina, près de la frontière entre la Grèce et la Macédoine du Nord, vivent quelques dizaines de milliers de roumanophones qui se disent « Aroumains » et de slavophones qui se disent pour certains « Slaves » ou « Helléno-slaves », et pour d'autres « Macédoniens ». Les slavophones sont représentés par le parti politique Vinozhito (Arc-en-ciel) qui recueille autour de 5 000 à 6 000 voix et qui réclame un statut équivalent à celui des musulmans de Thrace mais se refuse au séparatisme.
Vers les XIVe et XVe siècles, des populations chrétiennes d'Albanais et d'Épirotes se sont installées dans une vaste région regroupant Attique, Béotie, sud de l'Eubée, nord-ouest du Péloponnèse et îles du golfe Saronique. Ces populations ont apporté avec elles la fustanelle et le fez rouge devenus ensuite emblématiques de la Grèce. Cette communauté estimée entre 140 000 à 200 000 personnes parlait l'arvanite, langue albanaise encore parlée par les plus âgés des membres de la communauté. Présents à tous les niveaux de la société grecque depuis les origines du pays, ils se considèrent comme grecs et leur engagement historique pour la « grécité » est fort ancien. Leurs associations ne visent que des buts exclusivement culturels ; il en est de même pour les Aroumains romanophones (dits valaques) et pour les locuteurs du tsakonien (une langue hellénique) qui, tous, se réclament de la communauté nationale hellénique (Elleniki ethniki koinonia).
En revanche, parmi les groupes linguistiques minoritaires, se trouvent aussi des citoyens grecs mais ne se réclamant pas de la communauté nationale hellénique : Albanais musulmans (appelés « Tsamides »), Aroumains revendiquant une identité roumaine et Slaves revendiquant une identité bulgare ou slavo-macédonienne non reconnues par le gouvernement grec, Bulgares musulmans (appelés « Pomaques »), Turcs, Roms (dits Tziganes), Arméniens et Juifs. Ces groupes linguistiques minoritaires parlent le bulgare, le slavo-macédonien (deux langues très proches l'une de l'autre), l'albanais, l'aroumain, le turc, le yévanique (judéo-grec) et le « ladino » (judéo-espagnol).

## Science et éducation

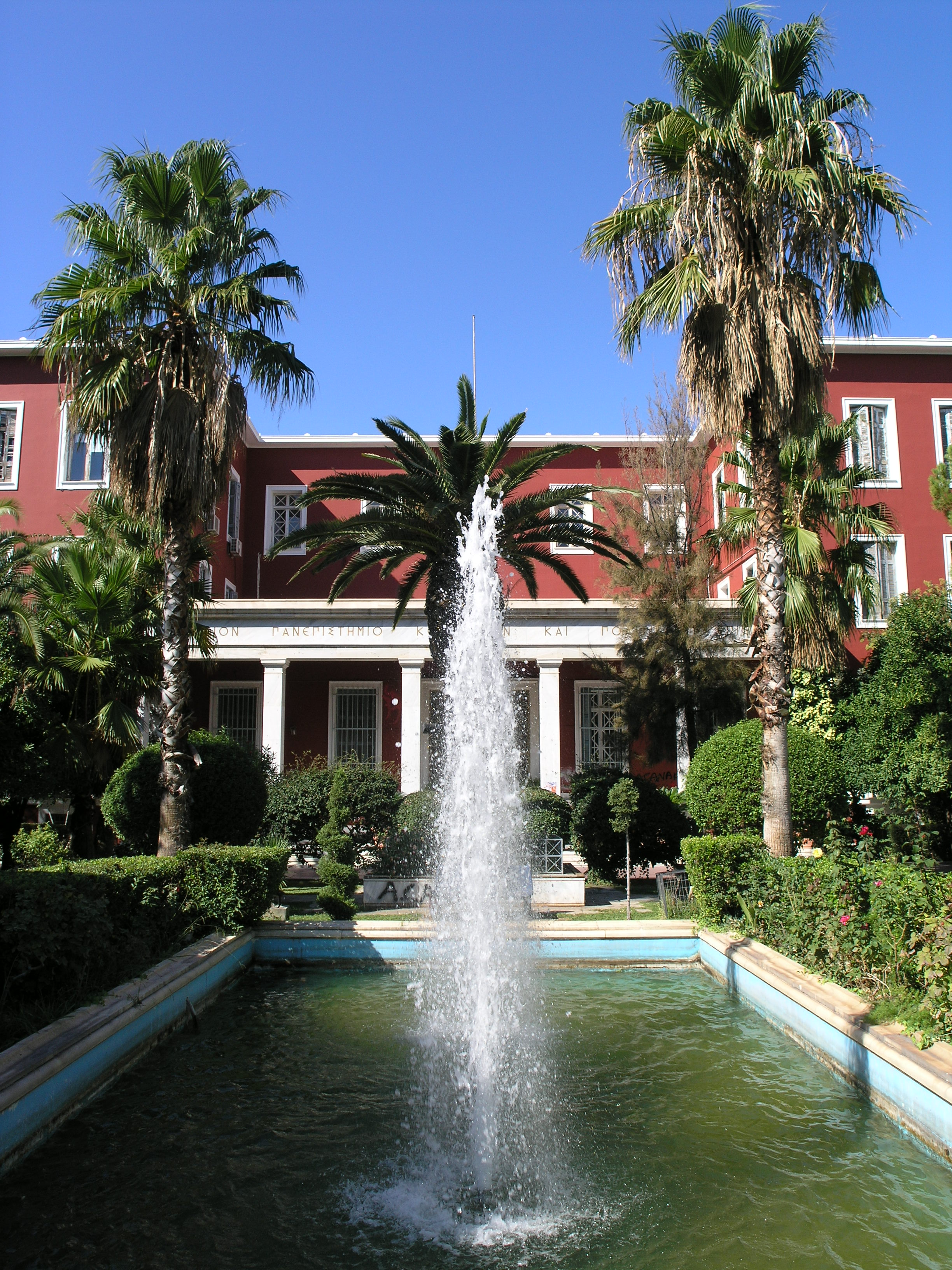
L'université Panteion de sciences sociales & politiques, fondée en 1930 sur le modèle de l'École libre de sciences politiques de Paris.

En 1824, l'Académie ionienne (Ιόνιος Ακαδημία) de Corfou devient la première université de la Grèce moderne : il existait auparavant un centre universitaire sur l'île développée par la république de Venise à la fin du XVIIe siècle et une bibliothèque enrichie de 4 000 volumes durant la période de protectorat français des îles Ioniennes. En 1837, l'université d'Athènes est fondée par le roi Othon Ier et prend en son honneur le nom d'université othonienne (Οθώνειον Πανεπιστήμιον). Elle devient université nationale (Εθνικόν Πανεπιστήμιον) à l'abdication de ce dernier en 1864 avant de prendre son nom actuel, université nationale et capodistrienne (Εθνικόν και Καποδιστριακόν Πανεπιστήμιον) en 1911 en hommage au premier gouverneur de l'État grec moderne, Ioannis Kapodistrias. Durant l'Interbellum, l'université Aristote de Thessalonique est fondée sous l'impulsion de l'homme d'État républicain et marxiste Aléxandros Papanastasíou. En 1930, l'université Panteion est fondée à Athènes par Geórgios Fragoúdis et Aléxandros Pántos, deux anciens étudiants de l'École Libre de sciences politiques de Paris.
Les principales universités du pays sont l'université nationale et capodistrienne d'Athènes, l'université Aristote de Thessalonique, l'université de Patras, l'université du Pirée, l'université de Macédoine-Occidentale et l'université ionienne. En 2024, la Grèce est classée en 45e position pour l'indice mondial de l'innovation.

## Culture

### Berceau de la civilisation occidentale

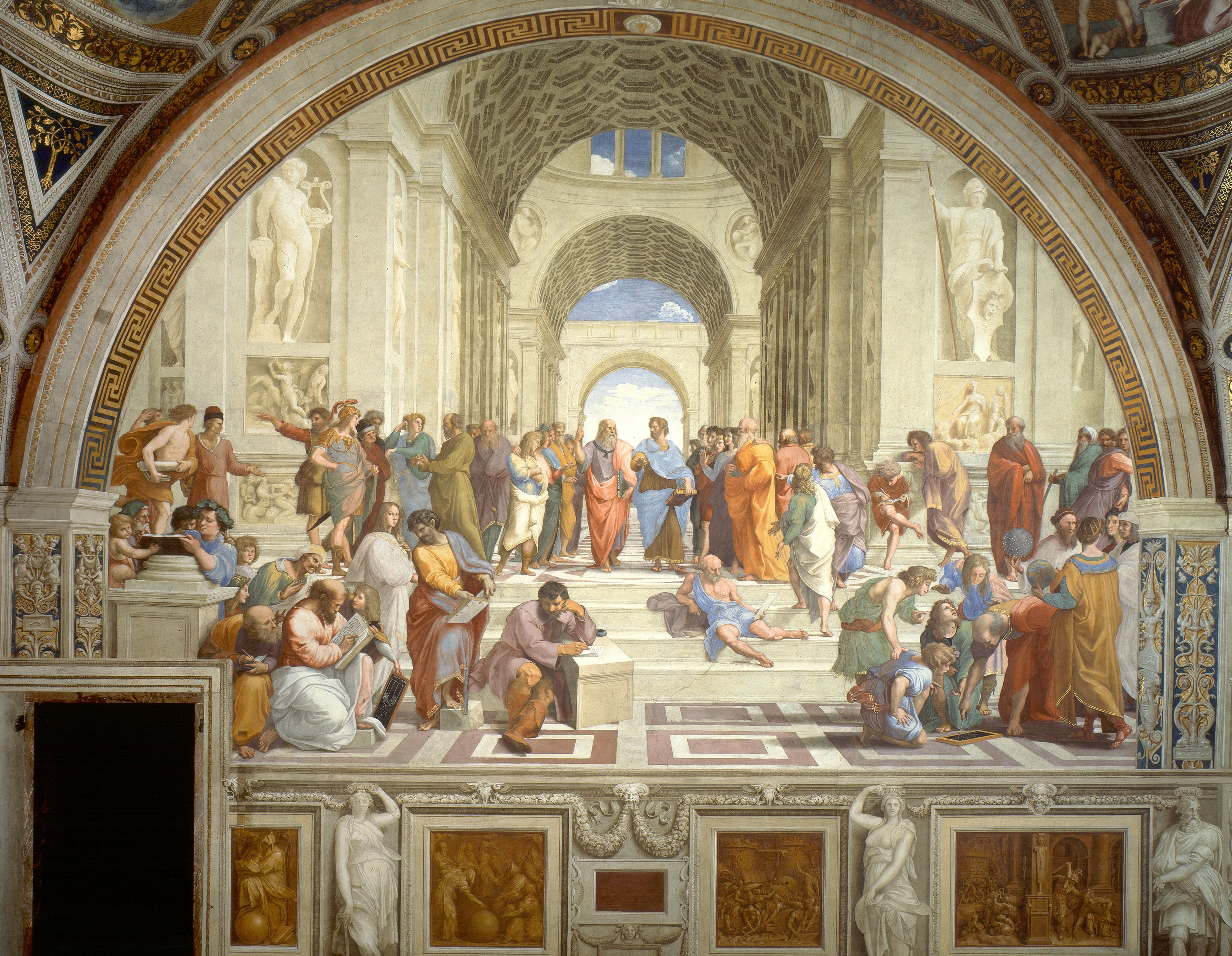
L'École d'Athènes de Raphaël, symbole de la culture hellénistique.

La culture de la Grèce s'articule autour de l'héritage classique (Antiquité), de la période byzantine (Époque médiévale) et de la période contemporaine depuis l'accession à l'indépendance (depuis 1830). La Grèce est le berceau de la civilisation occidentale par son héritage philosophique (la dialectique avec Platon, la philosophie morale avec Socrate, le cynisme avec Diogène, l'épicurisme avec Épicure et le stoïcisme avec Héraclite), mais aussi scientifique (mathématiques avec Pythagore, Thalès et Hypatie ; physique avec Archimède ; sciences naturelles avec Hippocrate et Théophraste), historiographique (Thucydide et Hérodote sont considérés comme les pères de l'historiographie occidentale), politique (Périclès à Athènes et la démocratie), littéraire (Sappho, Sophocle, Homère) et culturelle (mythologie, architecture). Les langues indo-européennes tirent leurs racines du grec : le français en est l'exemple type.
Tout cet héritage considérable n'a pas laissé indifférent la Rome antique qui puise ouvertement ses racines dans la culture hellénistique : Néron admirait les tragédies grecques, Marc Aurèle était stoïcien et l'empereur Hadrien en était un fervent admirateur, et son histoire personnelle le montre (cf. Les Mémoires d'Hadrien de Marguerite Yourcenar). Les Romains y ont relié la fondation de Rome par le mythique Énée afin de se donner une origine presque mystique. La culture hellénistique a nourri un sentiment particulier d'admiration chez les étrangers : le philhellénisme. La Grèce devint la « patrie des arts » et « l'éducatrice du goût ». À partir du Siècle des Lumières, le philhellénisme va prendre une acception sensiblement différente d'alors : être philhellène au XVIIIe puis au XIXe siècle, c'est soutenir la cause des indépendantistes helléniques. Les plus illustres sont en France Chateaubriand (qui prend fait et cause pour les insurgés grecs dans son Itinéraire de Paris à Jérusalem et sa Note sur la Grèce), Victor Hugo (dans ses Orientales et son poème L'Enfant), Hector Berlioz (il écrivit une Scène héroïque en leur honneur) Rossini (qui fait donner un concert à l'Opéra Comique en leur faveur), ainsi que les peintres Eugène Delacroix et Louis Dupré (connu pour ses peintures orientalistes). Le général Fabvier et le colonel Auguste Touret s'engagent militairement aux côtés des révolutionnaires. En Grande-Bretagne, les chantres de ce mouvement sont l'écrivain Lord Byron (qui mourut durant le second siège de Missolonghi), Percy Bysshe Shelley (auteur du drame Hellas (en)) ou encore le Premier Ministre George Canning. Les Allemands ne sont pas en reste : Goethe, Winckelmann (premier à définir les périodes de l'art antique, classant les œuvres de façon chronologique et stylistique), Humboldt (« Notre histoire commence avec les Grecs ») et Hölderlin (dans son poème Hyperion) sur le plan littéraire, et le roi Louis Ier de Bavière en personne sur le plan politique. Des comités philhellènes se créent aux États-Unis ainsi qu'en Suisse sous l'impulsion du banquier Jean-Gabriel Eynard, ami proche du diplomate grec Ioannis Kappodistrias. En Russie, Catherine II fit renommer des villes pour leur donner une toponymie plus « hellénique » : Odessa, Nicopol, Sébastopol. La diplomatie russe soutint les révolutionnaires par l'action de Nesselrode. En outre, certains indépendantistes helléniques servirent à Saint-Pétersbourg : Dimítrios Ypsilántis et son frère Alexandre, par exemple.

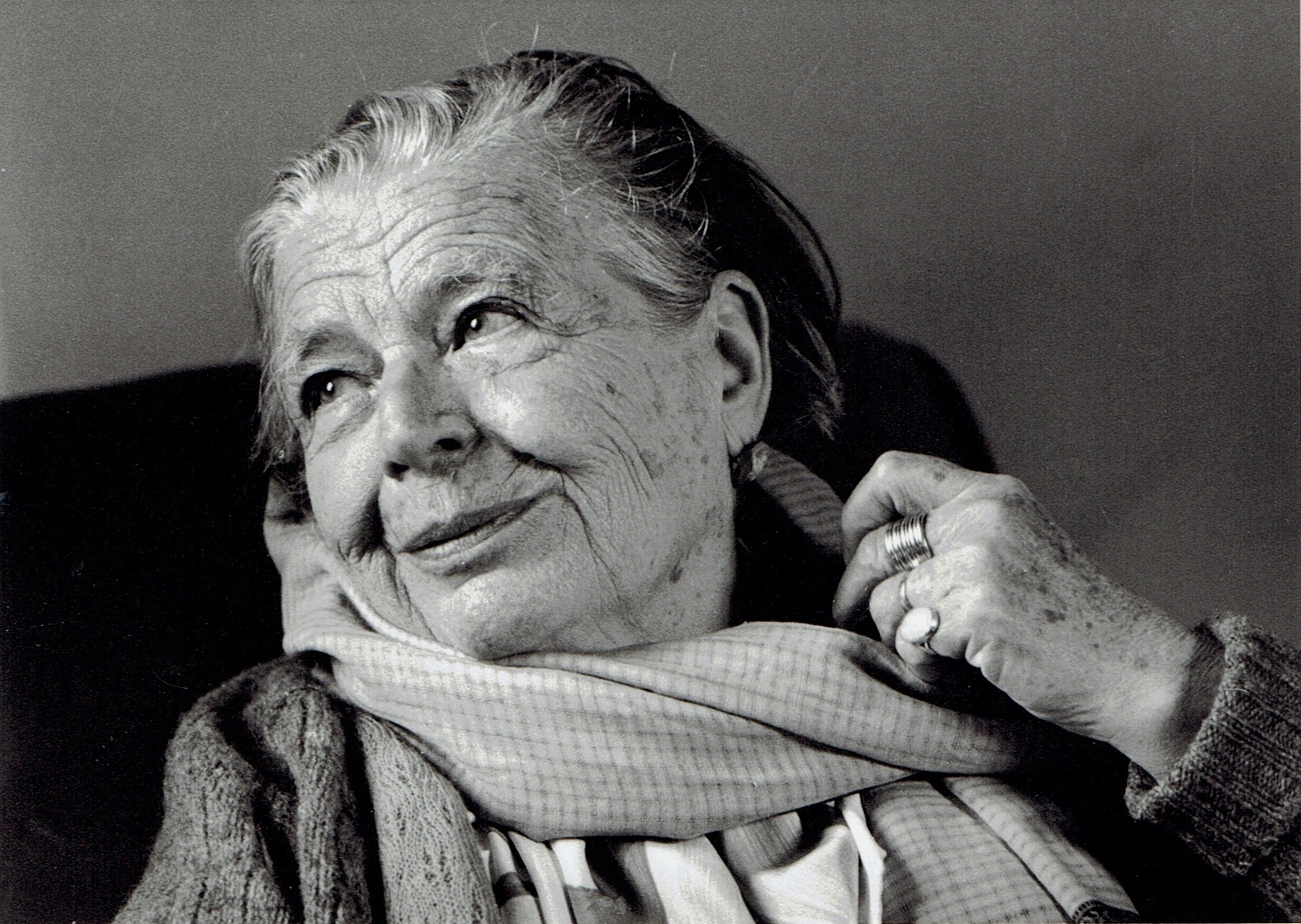
Marguerite Yourcenar incarne le philhellénisme français contemporain.

Tout au long du XIXe et du XXe siècles, les élites occidentales sont imprégnées des Belles-Lettres grecques. Une sorte de « relation spéciale » relie l'Europe à la Grèce : parler le grec est vu comme le nec plus ultra et connaître les auteurs classiques est un signe de raffinement. Les penseurs, les philosophes, les poètes et les écrivains n'ont cessé de revenir inlassablement aux sources grecques, pour nourrir leurs réflexions et leurs écrits. Les mythes grecs, la poésie grecque (celle d'Homère et d'Hésiode, en premier lieu), le théâtre grec, la philosophie grecque sont des références incontournables et inoubliables, et les textes grecs sont véritablement des œuvres fondamentales pour nos sociétés occidentales, et en particulier pour toute la littérature et les idées de notre civilisation européenne. La peinture occidentale s'éprend dans la seconde moitié du XIXe siècle pour le mode de vie oriental et levantin (c'est l'orientalisme) : les peintres Théodore Chassériau, Matisse, Kandinsky en France, John William Waterhouse et Lawrence Alma-Tadéma en Angleterre et Jean-Baptiste Huysmans en Belgique. En 1896, le combat de Pierre de Coubertin pour la renaissance des Jeux Olympiques portera ses fruits avec l'organisation des Olympiades d'Athènes. Alfred Jarry s'inspire de Sophocle pour écrire Ubu Roi, tout comme le réalisateur italien Pasolini pour son film Œdipe roi. Jacques Lacarrière avec son roman L'Été grec et son Dictionnaire Amoureux de la Grèce, et l'historienne, helléniste, académicienne et traductrice Jacqueline de Romilly (qui sera honorée de la nationalité grecque) sont les philhellénistes contemporains les plus illustres. Durant la guerre civile grecque, les intellectuels en France tels que Louis Aragon ou Pablo Picasso soutiennent activement les communistes grecs dans leur combat contre les royalistes épaulés des Britanniques. Paul Éluard passe quelques jours auprès des partisans grecs retranchés sur les monts Gramos. André Malraux résume parfaitement la relation qui existe entre monde hellénique et Europe occidentale : « Une Grèce secrète repose au cœur de tous les hommes d'Occident. »

### Culture littéraire
La Grèce compte un patrimoine littéraire riche et dense : littérature classique, littérature byzantine complétée par une abondante littérature contemporaine.

#### Littérature de l'Hellade archaïque et classique

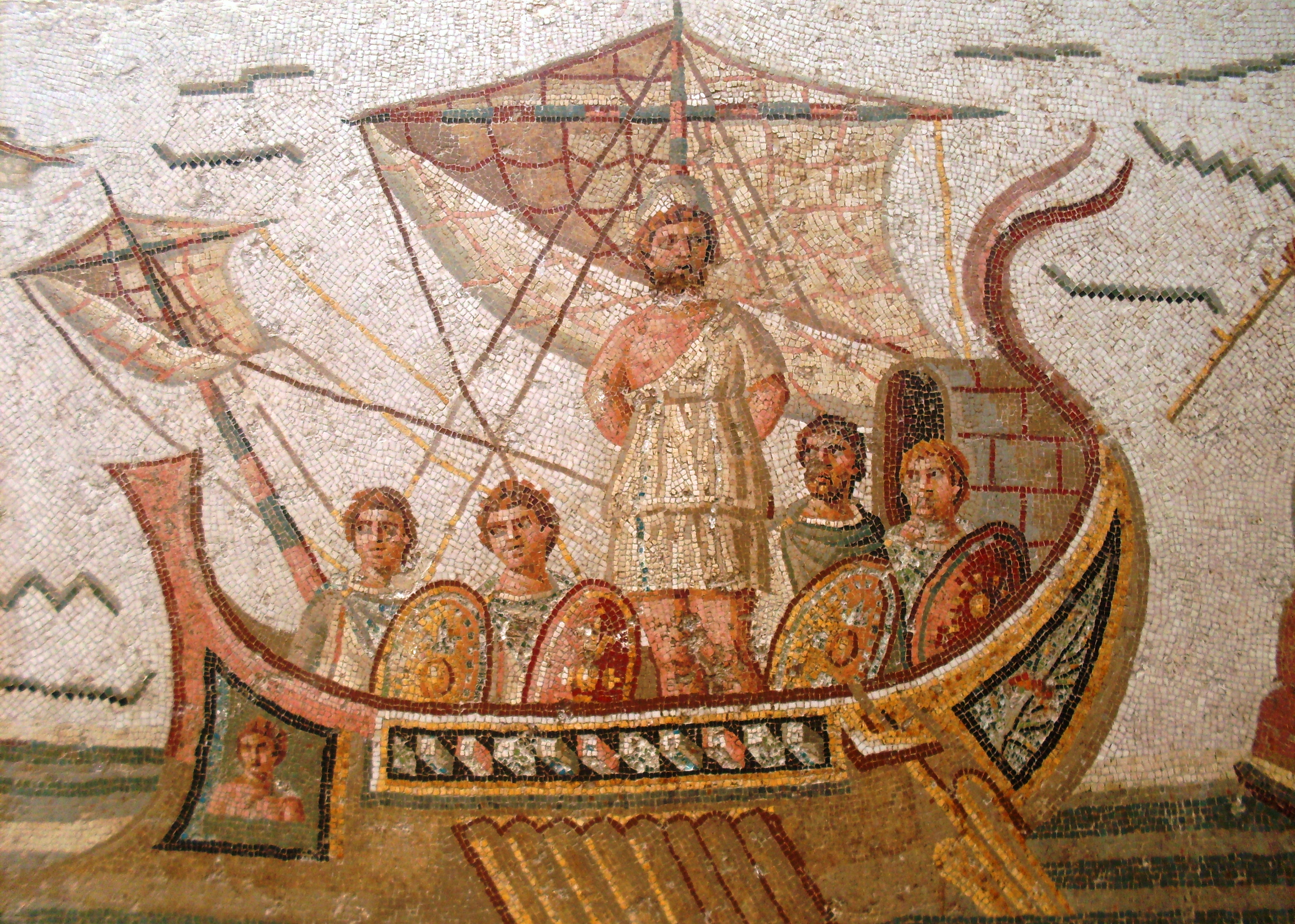
« Le retour d'Ulysse à Ithaque », inspirée par l'épopée homérique.

La littérature classique qui nous est parvenue est loin d'être complète. Les textes qui nous sont parvenus ont traversé les époques grâce à des copies. Les Romains ont contribué à la diffusion de ces œuvres. L'incendie de la bibliothèque d'Alexandrie, qui contenait des ouvrages inestimables, n'a pas aidé à leur préservation. Les œuvres littéraires de l'ancienne Grèce, lues dans l'ordre où elles ont été composées, offrent un tableau des doctrines religieuses et philosophiques, des conditions de la vie sociale et de la vie privée, des relations politiques des cités entre elles, de l'histoire, des arts, des éléments de la civilisation hellénistique. La littérature classique s'étend sur pas moins de dix siècles. Après l'introduction du christianisme en Occident, la littérature grecque renaît au souffle de cette religion nouvelle et produit les œuvres des Pères de l'Église d'Orient.
Au commencement, il y eut Homère : tel fut longtemps l'avis général prédominant. Grâce à une série de recoupements, on s'accorde à dire qu'Homère, loin d'être le premier, serait, sinon le dernier, du moins le plus illustre représentant d'une lignée d'aèdes itinérants. Il est universellement connu pour ses deux œuvres L'Illiade et L'Odyssée. La guerre de Troie a nourri non seulement l'imaginaire classique mais aussi contemporain. Le « vocabulaire homérique » est passé dans notre langage courant. De plus, la récurrence dans l'œuvre homérique de formules stéréotypées, composées en une langue différente, la matière même des récits et les éléments de civilisation de loin antérieurs à l'époque de la rédaction des poèmes, tout cela prouve que l'auteur disposait d'un stock de sujets et d'expressions légué par une longue tradition orale. Enfin, l'étude de la civilisation mycénienne a révélé la langue et le moment de civilisation où avaient pris naissance les récits qui allaient aboutir à L'Iliade et à L'Odyssée. Ainsi, la littérature grecque prend sa source non plus au VIIIe siècle où vécut Homère, mais dès le milieu du IIe millénaire avant notre ère.
Le siècle de Périclès est l'un des plus prolifiques : Athènes est le berceau d'une littérature profuse avec Gorgias, Isocrate, Euripide ou encore Aristophane.
À la suite des conquêtes d'Alexandre le Grand au IIIe siècle avant notre ère, Athènes perd son monopole intellectuel. La cité attique n'est pas dépossédée de son prestige : les auteurs comiques, comme Ménandre, y demeurent et les écoles philosophiques n'en sont pas moins importantes – Académie platonicienne, le Lycée aristotélicien ou le Jardin d'Épicure. Cependant, la ville d'Alexandrie prend une place influente. La dynastie grecque des Ptolémée y développe une abondante bibliothèque, où furent rassemblées toutes les œuvres écrites en grec. L'activité culturelle d'Alexandrie, l'alexandrinisme, se place sous le signe de l'érudition. Pendant la période romaine, la culture grecque reste un modèle : c'est dans les écoles grecques que les élites romaines (à l'instar de Cicéron) apprennent à réfléchir et à s'exprimer. La Grèce fournit à Rome l'essentiel de son bagage philosophique, ses réflexions sur l'éloquence civique, ses références poétiques et ses débats sur le style. Les premiers textes chrétiens, le Nouveau Testament, les Lettres de Paul ou l'Apocalypse de Jean sont également grecs.

#### Littérature byzantine

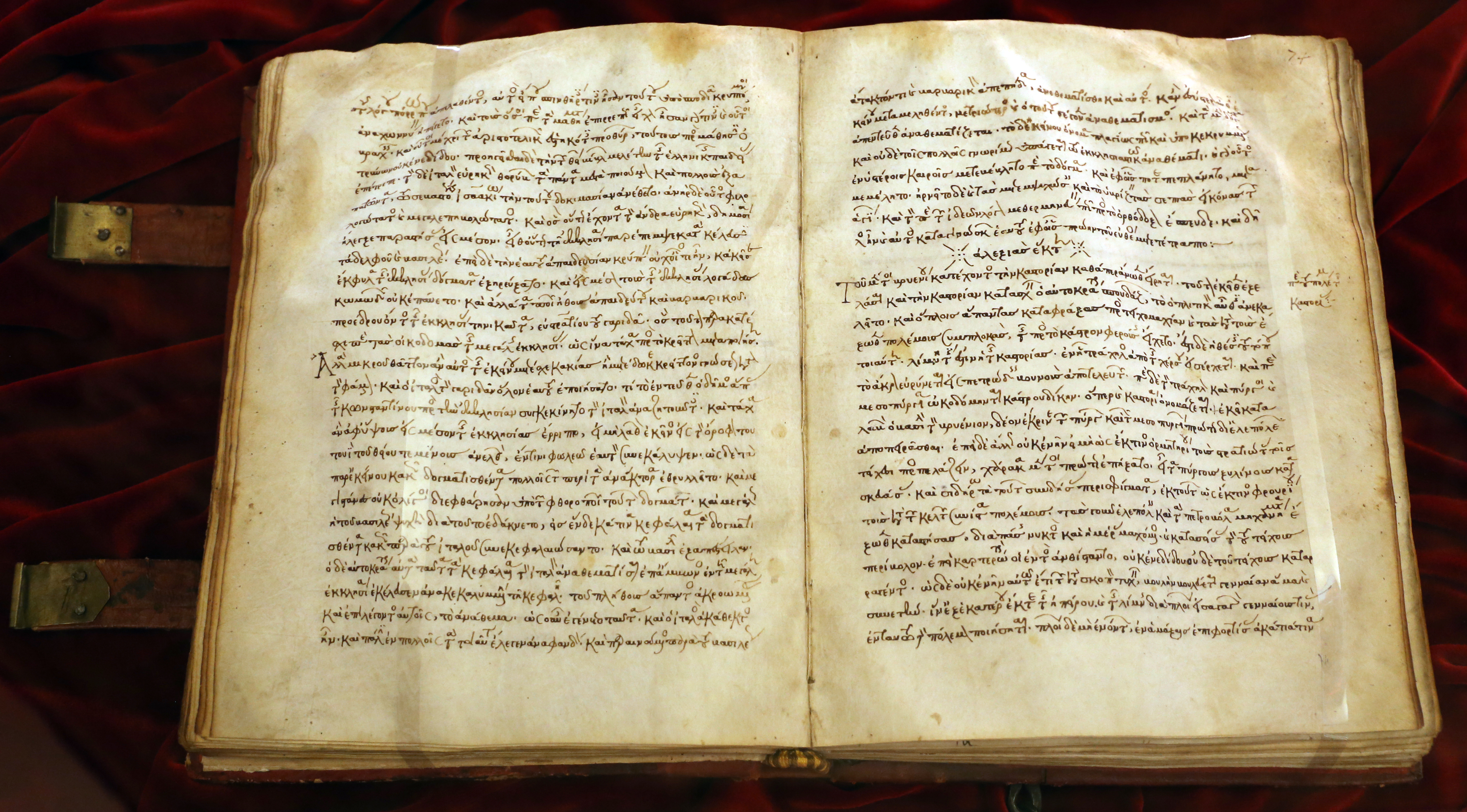
Un des manuscrits de lAlexiade datant du XIIe siècle, conservée à Florence.

Le monde byzantin (330-1453) a donné lieu à une abondante production littéraire en grec. Les textes byzantins appartiennent à divers genres littéraires (historiographie, philosophie, poésie, théologie, roman, etc.) et illustrent différents niveaux de la langue, soit proches des modèles classiques, soit influencés par la langue parlée et les formes populaires. Ces textes sont aussi le reflet d'une société, avec ses conceptions culturelles, religieuses et politiques.
La littérature byzantine est l'héritière de la tradition grecque antique. L'empire de Constantinople, s'il est politiquement issu de Rome, est intellectuellement grec. La continuité de la langue donne aux Byzantins accès aux œuvres anciennes, qui va nourrir le nouvel Empire : les traités d'Hippocrate et de Galien sont repris par la médecine byzantine. L'activité créatrice s'ordonne selon une certaine hiérarchie, au sommet de laquelle se situent les genres qui traitent des concepts théologiques et philosophiques. La pensée païenne cède définitivement devant le christianisme, qui est devenue religion d'État depuis Constantin Ier. En 529, la fermeture par Justinien des écoles philosophiques d'Athènes marque une rupture avec la période antique : désormais, Constantinople s'affirme comme un centre névralgique de la pensée chrétienne. La vie intellectuelle se concentre dans la capitale : Théodose II fonde en 425 l'université de la Magnaure, qui est la première université au monde. La production se manifeste d'abord avec éclat, se stabilise pendant deux siècles, pour connaître une nouvelle renaissance à la fin de la période.
L'œuvre prolifique d'Anne Comnène peut être considérée comme l'archétype de la littérature byzantine : au Xe siècle, Anne Comnène (1083 - 1148), fille de l'empereur Alexis Ier, se consacre à l'historiographie du règne de son père. Son livre, l'Alexiade, a pour objectif de raconter ses hauts faits. Malgré des erreurs d'ordre chronologique, l'ouvrage constitue sur ce règne une source historique de premier ordre, en raison des qualités et du rang de son auteur. Anne Comnène livre notamment de précieux renseignements sur la psychologie d'Alexis Ier et de son entourage. Elle montre de manière suggestive le fossé séparant les Byzantins des Croisés, qui arrivèrent dans l'Empire à partir de 1096. Pour Anne Comnène, l'idée d'une croisade déclenchée par le pape et l'Église était incompréhensible, car la guerre était le fait du seul Empereur. L'Alexiade dépeint ainsi les Latins comme des êtres courageux, mais incultes et orgueilleux, et se montre très critique à l'égard des Papes,.
Dans le domaine romanesque, les plus remarquables textes sont Daphnis et Chloé, attribué à un certain Longus dont on ne sait que peu de choses ; Théagène et Chariclée, peut-être le plus ancien texte complet du genre, par Héliodore ; Leucippe et Clitophon, d'Achille Tatius ; et Les Amours d'Abrocome et Anthia, de Xénophon d'Éphèse.

#### Grèce des Lumières

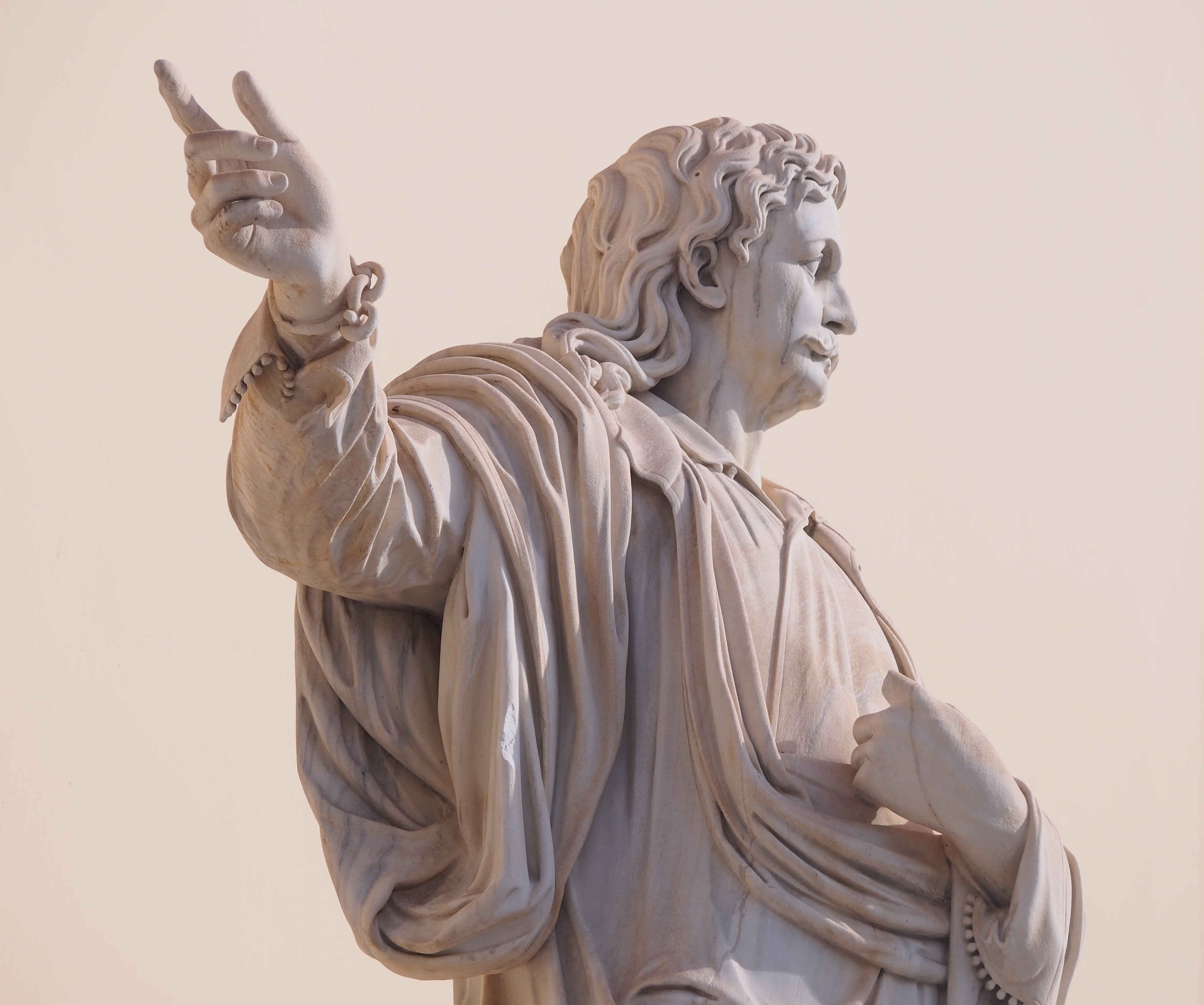
L'écrivain Rigas Feraïos fut l'un des artisans des Lumières néohellènes.

La chute de Constantinople en 1453 plonge la Grèce dans une relative période obscure : les Lettres grecques ne renaissent véritablement qu'avec le Siècle des Lumières. Des écrivains, tels que Rigas Feraïos, Iósipos Misiódax et Adamantinos Koraïs contribuent au XVIIIe siècle à enrichir la littérature hellénique. Les Grecs occupent, dans l'Empire ottoman, une place influente : ce sont des négociants et des commerçants cosmopolites qui ont un certain bagage culturel. Tout au long du XVIIe siècle, les intellectuels grecs évoquent sous leur plume la renaissance politique de la Grèce et sont à l'origine du mouvement indépendantiste grec. En 1814, se fonde à Odessa une société secrète indépendantiste autour des intellectuels comme Eugène Voulgaris, Alexandre Ypsilántis, Theóphilos Kaíris ou encore le poète Dionýsios Solomós. La vie intellectuelle et culturelle grecque est étroitement liée autour de la guerre d'indépendance.
La Femme de Zante de Dionýsios Solomós est le roman le plus important écrit en grec dans la première moitié du XIXe siècle. Sa rédaction en a débuté après avril 1826, au cours du célèbre siège de Missolonghi par l’armée ottomane, et elle s’est inspirée pour partie de scènes réelles, auxquelles Solomos avait pu assister dans les rues de Zante. Dans son roman (la seule œuvre de Solomós à être écrite en prose), l'auteur traite directement de la question de l'indépendance : mais loin d'être un essai purement patriotique ou nationaliste, il met en lumière la brutalité et la violence des combats en se demandant finalement si tout cela n'est pas vain.

#### XIXesiècleet première moitié duXXesiècle: le questionnement de l'identité grecque

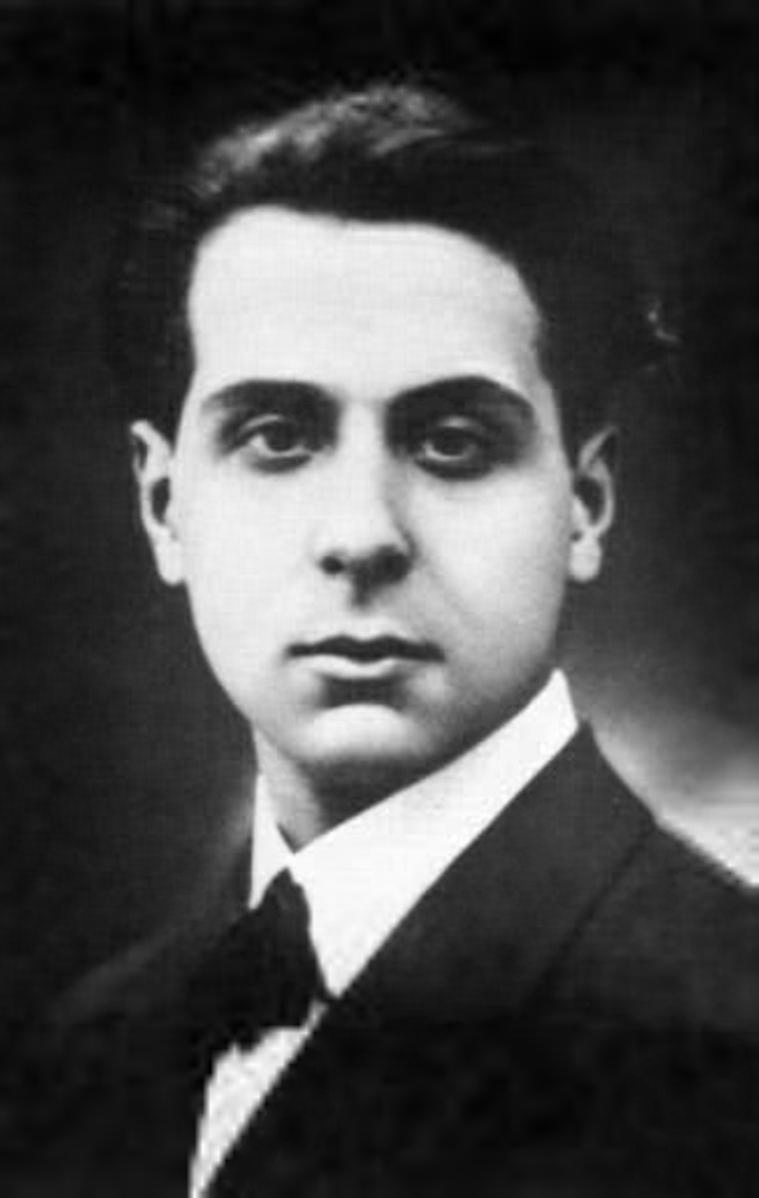
Georges Séféris fut prix Nobel de littérature en 1963.

Constantin Cavafy (1869 - 1933) fait partie des auteurs grecs emblématiques du XIXe siècle. Il puise aux sources de la culture méditerranéenne. Son œuvre est à la fois sociale (il aborde le thème de l'homosexualité) et historiographique (ses écrits explorent l'identité hellénique et ses vicissitudes, depuis les conquêtes d'Alexandre le Grand). Ses questionnements et les problématiques qu'il soulève en font l'un des plus représentatifs de son époque : la Grèce vit alors au rythme de la Grande Idée et d'un essor économique considérable. Cavafy est né à Alexandrie : son rapport à l'identité grecque, au sens que revêt ce mot pour lui, est singulier.

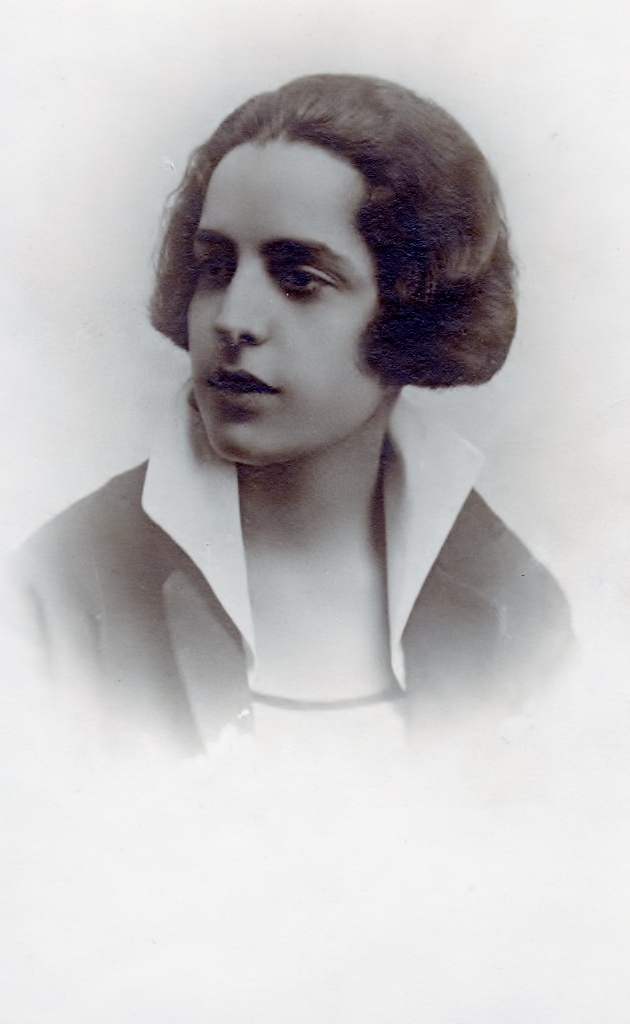
La poétesse Maria Polydoúri en 1918.

Tout comme le cinéma, la littérature grecque est profondément marquée par cette question identitaire. Cela s'accentue durant l'entre-deux-guerres, où le pays reste traumatisé par la Grande Catastrophe. Il est possible, à bien des égards, de faire un parallèle entre la génération des écrivains de ces années 1930 en Grèce influencée par les surréalistes français et la « génération perdue » aux États-Unis, incarnée par Francis Scott Fitzgerald et John Steinbeck. Les intellectuels grecs, que ce soit au cinéma ou en littérature, sont profondément marqués par ce désarroi propre à leur génération. Georges Séféris, Níkos Katzantákis et Maria Polydoúri sont les principales figures de la vie littéraire hellénique de l'entre-deux-guerres. Séféris est terriblement marqué par les évènements de 1922 qui ont entraîné pour la Grèce la perte de l’Asie mineure (et donc de son pays natal). Toute son œuvre poétique est une méditation sur cette perte aussi bien que sur celle du prestigieux passé d’un pays aux statues brisées dont les habitants sont condamnés à un douloureux exil. Les poèmes de Maria Polydouri sont teintés de néo-romantisme et de cette « douleur du siècle ». Les écrits de Nikos Kazantzakis (1883 - 1957) reflètent son cosmopolitisme et son goût des voyages, entre la France, la Russie et sa Crète natale. Il fait paraître des essais philosophiques, des traductions, des poèmes, des drames et des romans dont l'un des plus connus est Alexis Zorba, publié en 1946 et qui a fait l'objet d'une adaptation au cinéma. Kazantzakis s'engage aussi politiquement, couvrant la Guerre d'Espagne comme journaliste. Ses romans soulèvent la question du modèle christique et de la religion de manière générale, ainsi que du marxisme. Son livre La Dernière Tentation (1955) est d'ailleurs mis à l'index par la papauté.

#### Littérature contemporaine

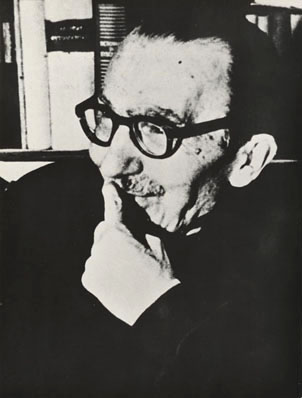
L'écrivain crétois Níkos Kazantzákis.

La première génération d’écrivains après 1945 a été fortement marquée par la Seconde Guerre mondiale, la résistance, la guerre civile (1945 - 1949) et les problèmes socio-économiques du pays. La poésie est caractérisée par l’expression de la perte, de la dépression et de la peur, les poèmes traitant surtout des sujets de la lutte, de la résistance et de l’exil. Dans la poésie sociale ou de résistance, les auteurs sont attachés à l’idéologie de la gauche : (Manolis Anagnostakis (en), Titos Patrikios). Dans la poésie existentielle ou métaphysique, les poètes décrivent l’angoisse de l’homme face à la mort : (Nikos Karouzos (en)). Il y a enfin la poésie néo-surréaliste : (Nanos Valaoritis, Ektor Kaknavatos (en), Miltos Sachtouris (en)). La prose de cette époque se distingue également par son caractère politique et les sentiments de doute et d’angoisse. Kikki Dimoula (1931 - 2020) faisait partie des chantres de la poésie grecque moderne. Elle était une des plus importantes poétesses contemporaines grecques qui s’est imposée sur la scène poétique de son pays après les années 1980. Kiki Dimoula a publié son premier recueil en 1952 à l’âge de vingt-et-un ans, sous le titre Poèmes. Ses recueils les plus connus, Le peu du monde (1971) et Je te salue Jamais (1988) ont été traduits en plusieurs langues étrangères. Le temps, l'absence, la mort, le néant sont les constances d'une thématique très noire, mais incarnée dans des scènes quotidiennes inattendues, éclairées par l'art de la métaphore et l'invention verbale.
Les vicissitudes des dernières décennies, marquées par la récession économique et la défiance politique, se retrouvent dans les romans contemporains, notamment ceux de l'essayiste Rhéa Galanáki (L’Ultime Humiliation, paru en 2016) et Vassilis Alexakis (Les mots étrangers, paru en 2002).

### Langues étrangères
L'anglais est parlé et compris par 17 % des Grecs (2009), et c'est aussi une langue parlée par de nombreux migrants (Érythréens, Nigérians, Éthiopiens, Pakistanais, Soudanais, etc.).
L'allemand est parlé par plus de 200 000 Grecs retraités et rentrés au pays, qui ont travaillé en Allemagne ou en Autriche. Il est aussi parlé par 300 000 Grecs plus jeunes, qui travaillent surtout dans le secteur du tourisme.
L'italien est aussi fréquemment parlé, notamment dans les îles de la mer Égée ayant un passé italien lié aux anciennes thalassocraties de Gênes et Venise, ou qui furent des colonies italiennes entre 1912 et 1947.
Les Grecs francophones se rencontrent surtout dans les classes aisées, ainsi que dans le secteur du tourisme. L'Organisation internationale de la francophonie établie à environ 890 500 le nombre de locuteurs francophones en Grèce, qui est membre de l'Organisation internationale de la francophonie et de l'Assemblée parlementaire de la francophonie.

### Confessions religieuses
- Église de Grèce

Les Grecs sont en très grande majorité de confession chrétienne orthodoxe (97 % de la population). Le poids des deux Églises orthodoxes autocéphales qui se partagent le territoire grec (Constantinople dans le nord, les îles Égéennes orientales et la Crète et Athènes dans le centre, le sud, les Cyclades et les îles ioniennes), a toujours été très important dans la société et l'économie hellénique. Il n'y a pas de séparation nette entre l'Église et l'État, l'église possède de très nombreuses et importantes propriétés foncières et immobilières, est exemptée d'impôts, et même le gouvernement de gauche d'Aléxis Tsípras n'ose remettre en question ces avantages. L'article 3 de la Constitution règle les rapports entre les deux autorités, dont la plus influente n'est pas l'État. Il faut néanmoins souligner que la Constitution de la Grèce garantit la liberté religieuse dans l'article 13,.
- Communauté musulmane de Grèce

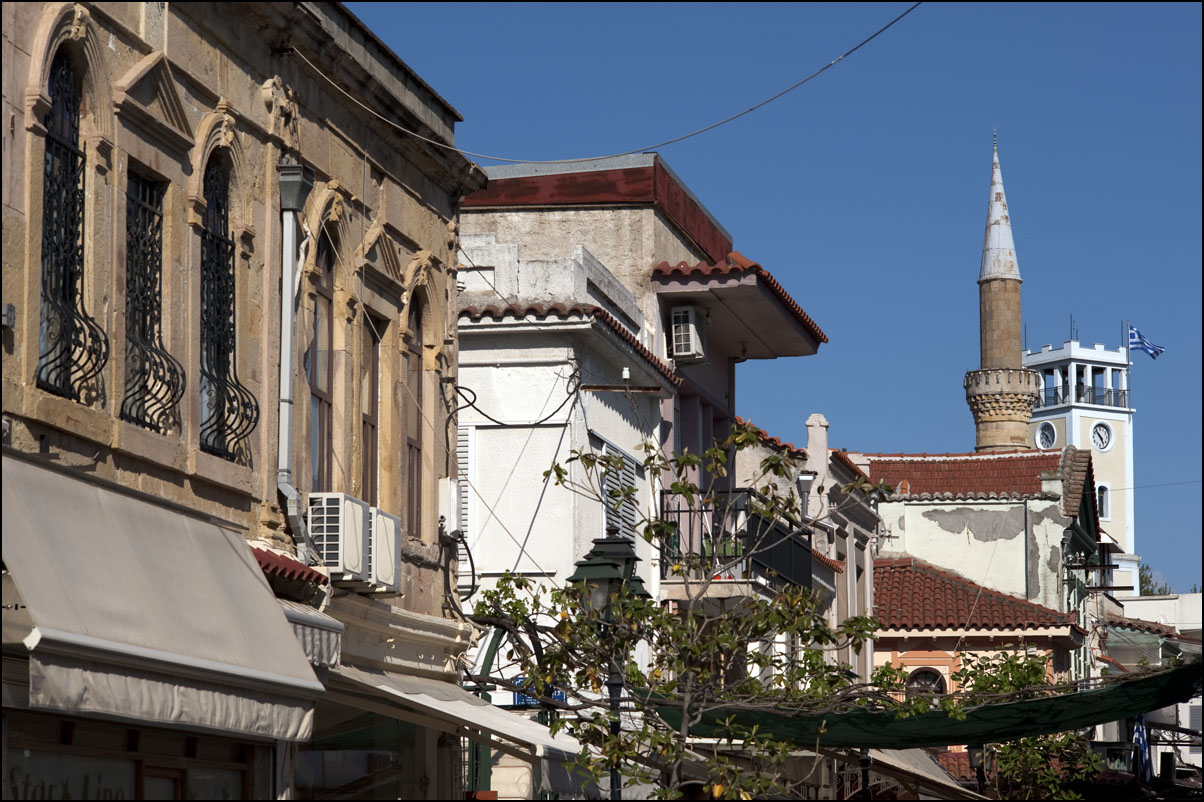
Un minaret à Komotiní.

Légalement, le traité de Lausanne de 1923 considère comme « turque » l'ensemble de la communauté musulmane ancienne de Grèce présente depuis la période ottomane et issue soit de migrations, soit de conversions. Cette communauté comprend les musulmans de Thrace (non englobés dans l'échange de populations entre la Grèce et la Turquie), estimés en 2011 à 150 000 personnes environ, soit presque un tiers des habitants de la région, principalement dans l'ancien nome du Rhodope, mais aussi les quelques milliers de musulmans du Dodécanèse intégrés avec leur région à la Grèce en 1946.
Cette communauté est dans sa grande majorité sunnite, mais inclut aussi des bektachis. Depuis 1923, le droit reconnu dans le traité de Lausanne à un enseignement en turc a fait progresser la langue turque au détriment des autres : en 2011 les deux tiers de ces musulmans parlent turc, le dernier tiers est composé de Pomaques (musulmans bulgarophones, autour de 35 000) et de Roms islamisés. Les musulmans de Thrace qui ont souffert des relations entre la Grèce et la Turquie, parfois tendues, ont vu leur sort s'améliorer depuis les dernières décennies du XXe siècle : plus grande tolérance, discrimination positive et élus aux niveaux local et national,.
Aux 150 000 « musulmans anciens » de Thrace et du Dodécanèse, s'ajoutent environ un demi-million de « musulmans récents » venus des Balkans (Albanais), d'Afrique et d'Asie (Pakistan). Leur situation diffère de celle des Grecs musulmans : ils n'ont pas de lieux de culte publics, se réunissent dans les appartements ou des entrepôts, sont en butte à l'hostilité d'une partie de l'opinion et des administrations, ainsi qu'à l'islamophobie en relation avec les tensions internationales et à l'afflux de migrants clandestins. Pew Research Center estime le nombre de musulmans en Grèce en 2010 à 527 000 soit 4,7 % de la population.
- Autres communautés religieuses minoritaires

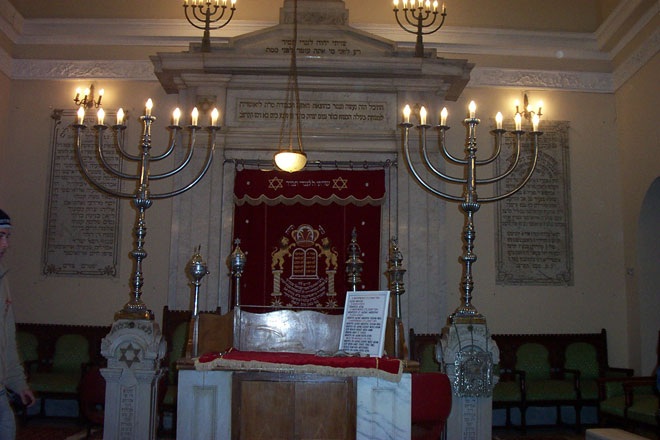
Synagogue à Thessalonique.

Les catholiques de nationalité grecque sont autour de 50 000. Ils vivent principalement à Athènes et dans les Cyclades (Syros et Tinos surtout, héritage de la présence latine à la suite de la Quatrième croisade). Ils constituent ainsi encore la moitié de la population de l'île de Syros. Il s'agit ici de la minorité religieuse la mieux intégrée, même si cette confession n'est toujours que « tolérée » et que certains de ses membres continuent à être parfois mal considérés, surtout en lien avec l'actualité internationale (guerres de Yougoslavie par exemple). À côté des 50 000 catholiques grecs, on en compte plus de 200 000 autres, provenant principalement de Pologne et des Philippines,.
D'autres chrétiens non-orthodoxes, moins nombreux, sont les membres des diverses Églises évangéliques venues en missions prosélytes depuis le début du XIXe siècle. Le premier établissement d'enseignement secondaire à Athènes était le Collège évangélique fondé en 1831 par Jonas King. Une cathédrale évangélique fut construite en 1871 à Athènes. Les chrétiens évangéliques sont autour de 25 000, surtout présents à Athènes, Patras et Kateríni,. Les 26 000 Témoins de Jéhovah sont considérés depuis 1983 comme membres d'une secte. Ils sont assez mal vus, en raison de leur refus du service militaire. Des aménagements leur ont été concédés avec un service civil renforcé. Il existe aussi des minorités orthodoxes. Ainsi, les Arméniens, descendants des réfugiés du génocide arménien ainsi que de l'échange de populations de 1923. Nombreux jusqu'à la Seconde Guerre mondiale, ils sont aujourd'hui en nombre très limité en raison des retours vers la république d'Arménie.
La communauté juive grecque, présente en Grèce depuis le VIe siècle av. J.-C. et encore très importante au début du XXe siècle (principalement à Salonique), a peu à peu diminué (déportation qui extermina 87 % de la population juive de Grèce, puis émigration vers Israël). Elle ne compte plus que quelques milliers de membres, principalement à Athènes et Thessalonique. Ils restent victimes d'antisémitisme, le plus souvent du fait de groupes d'extrême droite tel Aube dorée, et de l'antisémitisme de l'Église orthodoxe grecque.
Les dodécathéistes olympiens sont considérés par l'église orthodoxe comme une secte d'apostats revenus au paganisme, alors qu'eux-mêmes se réclament comme héritiers de la religion grecque antique. Ils sont regroupés dans le mouvement Ellinaïs.

### Jours fériés
| Date                                            | Nom français                   | Nom local                                              | Remarques |
| ----------------------------------------------- | ------------------------------ | ------------------------------------------------------ | --- |
| 1er janvier                                     | Nouvel an                      | Πρωτοχρονιά (Protochroniá)                             | |
| 6 janvier                                       | Théophanie (Baptême du Christ) | Θεοφάνεια (Théofáneia)                                 | On jette la croix dans la mer et la rivière                                                                                                 |
| date mobile                                     | Lundi Pur                      | Καθαρά Δευτέρα (Kathará Deftéra)                       | Début du Carême |
| 25 mars                                         | Fête nationale (Annonciation)  | Ευαγγελισμός της Θεοτόκου (Evangelismós tis Theotókou) | Commémoration de la révolution de 1821, instaurée en 1838                                                                                   |
| date mobile                                     | Vendredi saint                 | Μεγάλη Παρασκευή (Megáli Paraskeví)                    | Jour de tous les vivants |
| date mobile                                     | Pâques                         | Πάσχα (Páscha)                                         | Date basée sur le calendrier julien |
| date mobile                                     | Lundi de Pâques                | Δευτέρα Διακαινησίμου (Deftéra Diakainisímou)          | |
| 1er mai                                         | Fête du travail                | Πρωτομαγιά (Protomagiá)                                | |
| Lundi suivant le septième dimanche après Pâques | Pentecôte orthodoxe            | Αγίου Πνεύματος (Agíou Pnévmatos)                      | |
| 15 août                                         | Dormition                      | Κοίμηση της Θεοτόκου (Koímisi tis Theotókou)           | |
| 28 octobre                                      | Fête nationale (Jour du Non)   | Επέτειος του Όχι (Epéteios tou Óchi)                   | Rejet de l’ultimatum de Mussolini et recul des troupes italiennes de 60 km en Albanie                                                       |
| 17 novembre                                     |                                | Πολυτεχνείο (Polytechneío)                             | Anniversaire de la révolte des étudiants de l’école polytechnique contre la junte militaire en 1973. Jour férié dans les écoles uniquement. |
| 25 décembre                                     | Noël                           | Χριστούγεννα (Christoúgenna)                           | |

### Sport
La Grèce est avec la Grande-Bretagne la seule nation à avoir participé à tous les Jeux olympiques d'été depuis leur création en 1896. En tout, la Grèce a remporté 111 médailles (30 en or, 42 en argent et 39 en bronze). Elle n'a remporté aucune médaille aux Jeux olympiques d'hiver.
En tant que nation berceau des Jeux olympiques, la Grèce ouvre toujours le défilé des nations lors des cérémonies d’ouverture des Jeux olympiques.
L'équipe nationale de football grecque a gagné l'Euro 2004.
La Grèce a été en même temps championne d’Europe en football et en basket-ball, exploit que seules l’URSS et l'Espagne ont réalisé.

### Médias
La Grèce connait une régression de la liberté de la presse : en 2021 « la Grèce est le 4e plus mauvais pays de l’Union européenne dans le classement mondial sur la liberté de la presse de Reporters sans frontières (RSF), derrière Malte, la Hongrie et la Bulgarie. Elle a perdu cinq places depuis 2020 ». Le gouvernement veut également faire adopter une loi jugée ambiguë criminalisant les « fausses informations » qui pourrait encore restreindre la liberté de la presse. En 2022, la Grèce est classée 108e sur 180 pays dans le monde dans le classement annuel.
Une commission issue du Parlement européen exprime en 2023 de « graves inquiétudes » concernant de « très sérieuses menaces » pour l’État de droit et les droits fondamentaux en Grèce. Elle souligne notamment que le système d’équilibre des pouvoirs a été soumis à une « forte pression », et que le système judiciaire est « extrêmement » lent et inefficace. Les conclusions de la commission mentionnent également que le pluralisme des médias est menacé car un petit nombre d’oligarques possède la plupart des médias du pays.
- Ellinikí Radiofonía Tileórasi

Radios
- Athena 98.4 FM
- Athens International Radio

TV
- ERT1
- ERT2
- ERT3
- ANT1
- Star Channel
- Mega Channel
- Alter
- Alpha
- Skai